# Alexandre le Grand
Vous lisez un « article de qualité » labellisé en 2019.
Pour les articles homonymes, voir Alexandre le Grand (homonymie), Alexandre III, Alexandre et Alexandre de Macédoine.
Alexandre le Grand (en grec ancien : Ἀλέξανδρος ὁ Μέγας / Aléxandros ho Mégas ou Μέγας Ἀλέξανδρος / Mégas Aléxandros) ou Alexandre III (Ἀλέξανδρος Γ' / Aléxandros III), né le 21 juillet 356 av. J.-C. à Pella et mort le 11 juin 323 av. J.-C. à Babylone, est un roi de Macédoine et l'un des personnages les plus célèbres de l'Antiquité. Fils de Philippe II, élève d'Aristote et roi de Macédoine à partir de 336 av. J.-C., il devient l'un des plus grands conquérants de l'histoire en prenant possession de l'immense Empire perse et en s'avançant jusqu'aux rives de l'Indus.
Après l'assassinat de Philippe, Alexandre hérite d'un royaume puissant et d'une armée expérimentée. Reprenant le projet panhellénique de son père, il réunit la Macédoine et des cités grecques dans une coalition afin d'envahir l'empire perse. En 334 av. J.-C., il débarque en Asie, démarrant une campagne qui dure dix ans. Il remporte une première victoire contre les satrapes perses au Granique qui lui offre l'Anatolie. Puis en 333, il défait le roi Darius III à Issos. Il entreprend la conquête de la Phénicie et marche jusqu'en Égypte, où il est proclamé pharaon. La victoire à Gaugamèles en 331 lui offre la totalité de l'empire perse. Il mène ensuite une campagne contre les généraux perses insoumis et s'avance jusqu'au pays des Scythes. Il dirige enfin une dernière campagne au Pendjab et dans la vallée de l'Indus (Pakistan actuel), durant laquelle il remporte la bataille de l'Hydaspe ; mais en 326 ses soldats refusent d'avancer plus loin. Il meurt en 323 à Babylone, probablement de maladie, à l'âge de 32 ans, avant d'avoir pu mener à bien ses projets de conquête de l'Arabie.
Roi-bâtisseur, Alexandre a fondé une vingtaine de cités, la plus importante étant Alexandrie d'Égypte, et a implanté des colonies jusqu'aux confins de l'Asie, étendant notablement l'influence de l'hellénisme. Il se place dans la continuité des souverains achéménides et cherche à assimiler les élites asiatiques avec pour objectif d'assurer la pérennité de l'empire qu'il a créé, comme en témoigne notamment son mariage avec une princesse de Bactriane, Roxane. Son empire est partagé à sa mort entre ses principaux généraux, les Diadoques, qui forment à la fin du IVe siècle av. J.-C. les différents royaumes de la période hellénistique.
La postérité d'Alexandre à travers l'histoire, les cultures et les religions s'explique par l'ampleur de ses victoires militaires, par sa volonté de conquête de l'ensemble du monde connu et par sa personnalité empreinte de philosophie mais aussi de démesure. Son épopée suscite dès l'Antiquité de nombreuses publications littéraires. Néanmoins les écrits des historiens contemporains des événements ont tous disparu ; seuls subsistent de nos jours leurs abréviateurs, dont certains sont à l'origine des légendes le concernant. Parmi ses récits légendaires, le Roman d'Alexandre occupe une place à part ; issu des écrits du Pseudo-Callisthène, il mêle l'histoire et le fantastique pour devenir l'un des ouvrages non religieux les plus lus au Moyen Âge, en Occident comme en Orient.
Dès le règne d'Alexandre se construit un mythe qui le présente comme un héros divinisé. Cette renommée, malgré des critiques eu égard à ses excès ou à sa cruauté, dépasse ensuite les frontières du monde grec pour prendre place parmi les écrits des religions monothéistes. Dans la Rome antique, il est considéré comme un modèle pour nombre de généraux et d'empereurs. Dans l'Empire byzantin, il bénéficie d'une grande popularité dans tous les milieux sociaux et représente l'idéal du souverain, tout en connaissant une forme de christianisation. Dans l'Europe médiévale, il est vu comme un exemple de vertus chevaleresques au travers du Roman d'Alexandre. À l'époque moderne, il est un temps un modèle pour Louis XIV. Au siècle des Lumières, il apparaît comme celui qui a étendu la civilisation européenne et ouvert le commerce entre l'Europe et l'Asie. À l'époque contemporaine, il inspire la volonté d'indépendance des Grecs et devient le modèle du « conquérant-civilisateur » pour les promoteurs de la colonisation européenne. En Asie, il bénéficie d'une grande postérité sous le nom d'Iskandar (ou Iskander). Enfin, il est représenté dans de nombreuses œuvres d'art de l'Antiquité jusqu'à nos jours.

## Sources

### Sources directes

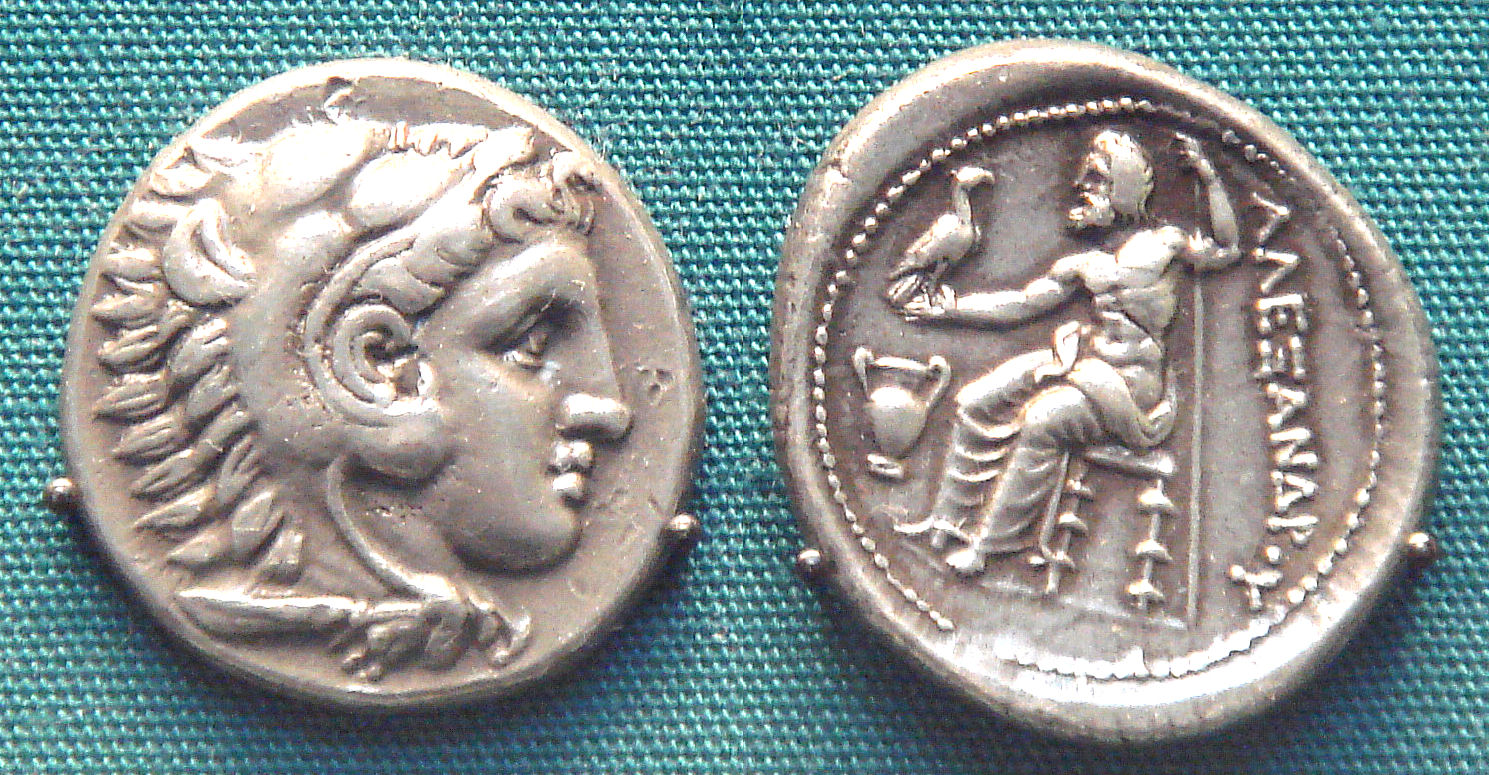
Monnaie de l'époque d'Alexandre, à l'effigie d'Héraclès coiffé de la peau de lion, avec au revers Zeus sur un trône tenant un aigle et un sceptre, British Museum.

Il ne subsiste aujourd'hui aucun témoignage littéraire datant du règne d'Alexandre. Le récit de Callisthène, neveu d'Aristote et historiographe officiel jusque vers 328 av. J.-C.,, est réduit à l'état de fragments. Il semble avoir été largement utilisé dans l'Antiquité bien que sa fiabilité soit douteuse. Les écrits des Compagnons d'Alexandre qui ont participé à la conquête, principalement Ptolémée, Aristobule, Néarque, Onésicrite et Charès, ont tous disparu,. Dans ses Mémoires, Ptolémée, l'un des plus grands généraux d'Alexandre et fondateur de la dynastie ptolémaïque, s'est d'abord intéressé au fait militaire ; Aristobule a lui exposé les aspects géographiques et scientifiques du périple ; Néarque, explorateur des côtes de l'Océan Indien, a tenu un journal de bord ; Onésicrite, philosophe cynique et second de Néarque, a composé une Éducation d'Alexandre qui décrit les mœurs et la géographie des régions conquises ; Charès, chambellan d'Alexandre, s'est intéressé à la vie privée du roi. Quant à l'Histoire d'Alexandre de Clitarque, rédigée peu de temps après la mort du conquérant, elle est réduite à l'état de fragments. Clitarque n'a pas participé directement à la conquête mais s'appuie sur des archives officielles et des témoignages directs. Ces auteurs contemporains des événements ont été largement utilisés par Diodore de Sicile, Arrien, Plutarque et Quinte-Curce. Certains auteurs antiques, dont Arrien et Strabon, reprochent aux historiens contemporains leurs récits fictifs ou divergents ainsi que la flatterie envers Alexandre.
Les archives royales contemporaines ont elles aussi disparu. C'est notamment le cas des Éphémérides, chroniques rédigées par le chancelier Eumène de Cardia, à partir de 330 au moment où Alexandre prend la succession de Darius III. Le récit de Callisthène s'achevant vers 328, Alexandre aurait choisi un nouveau type de biographie officielle au moment où sont introduits les usages perses à la cour. Cette tradition des chroniques, qui s'apparentent à un compte rendu journalier des faits et gestes du roi et à une compilation de ses correspondances, remonte chez les Achéménides à Xerxès Ier. Les Éphémérides semblent avoir été rapidement inaccessibles après la mort d'Alexandre. Ptolémée et Aristobule les auraient néanmoins utilisés. Les auteurs antiques plus tardifs y font allusion quand ils exposent précisément les circonstances de la mort d'Alexandre,. Il est d'ailleurs envisageable qu'une partie des Éphémérides ait disparu du vivant d'Alexandre dans un incendie comme l'affirme Plutarque. Selon Diodore, Perdiccas a publié en 323 des Hypomnemata, c'est-à-dire une compilation des plans de bataille et des projets d'Alexandre. Plusieurs auteurs antiques, dont Plutarque et le Pseudo-Callisthène, ont utilisé un recueil de la correspondance d'Alexandre. Les philologues sont divisés sur le statut de ces lettres, à savoir si elles sont authentiques ou apocryphes, bien qu'elles correspondent à des événements historiques. La forgerie d'épistoliers à partir de personnages historiques est une pratique courante durant toute l'Antiquité,,,.
Parmi les documents officiels, seules subsistent de rares inscriptions épigraphiques émises dans des cités grecques, comme celle datant du règne de Philippe II relative aux conditions d'entrée dans la ligue de Corinthe (338) qui restent valables du temps d'Alexandre, ou celle de Chios en Asie Mineure qui retranscrit une lettre d'Alexandre rédigée après la contre-attaque perse en 332 définissant les conditions du retour de l'île sous l'hégémonie macédonienne. Une autre inscription contemporaine d'Alexandre retranscrit une décision prise au sujet de la cité de Philippes en Macédoine.
Les sources numismatiques fournissent d'importantes données politiques et économiques, une masse considérable de monnaies ayant été frappées du vivant d'Alexandre, même si les monnaies à l'effigie d'Alexandre ont été émises par les Diadoques, dont Ptolémée. Les premiers tétradrachmes aux types d'Alexandre (tête d'Héraclès coiffée de la peau de lion / Zeus trônant un aigle dans la main droite) auraient été frappés après la bataille d'Issos (333), les premiers statères d'or (tête d'Athéna casquée / Niké debout) après la prise de Tyr en 332. La datation des « monnaies à l’éléphant », qui pourraient dater de l'époque séleucide, reste quant à elle sujette à caution.

### Sources indirectes

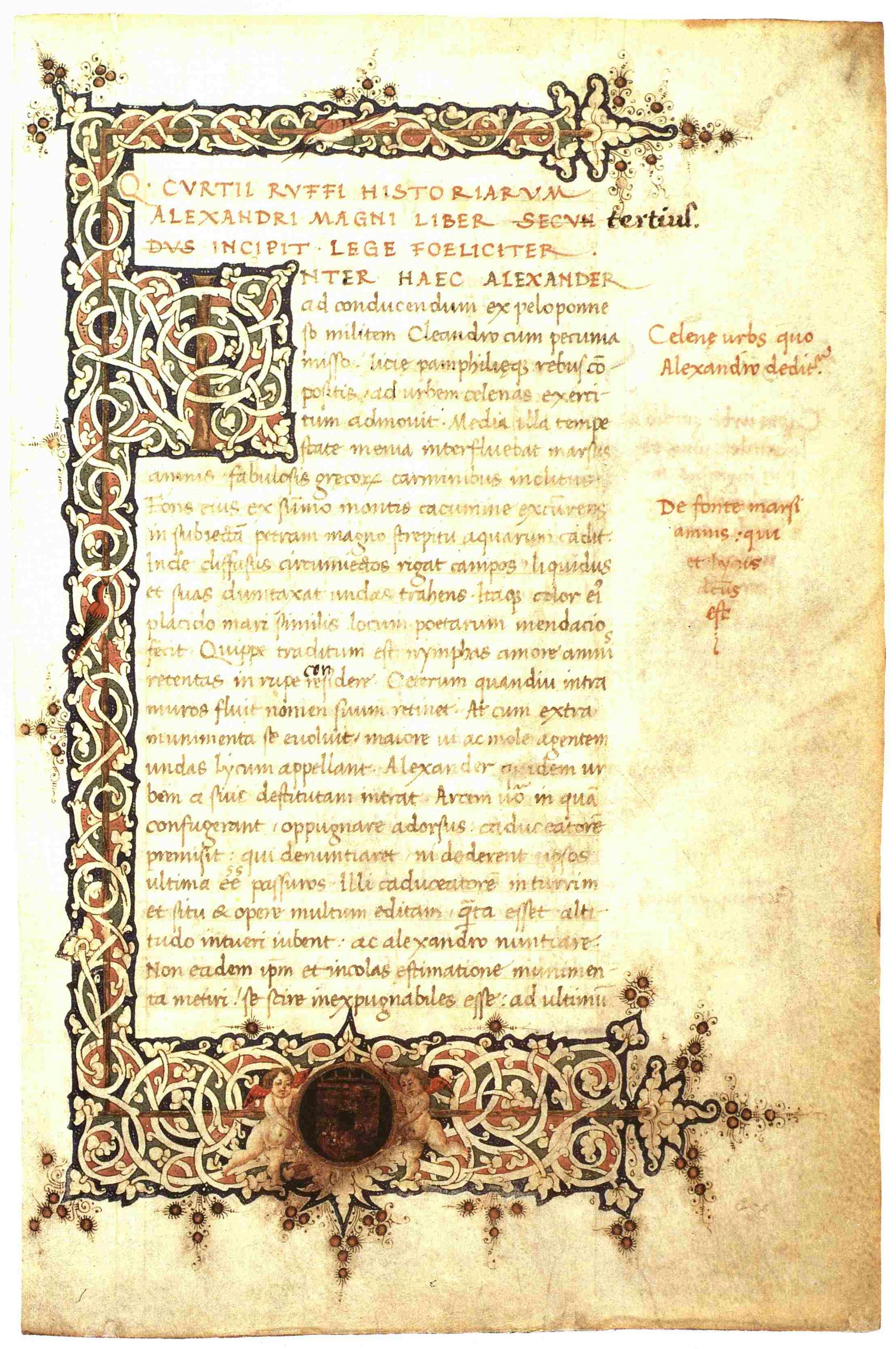
Folio de l'Histoire d'Alexandre le Grand de Quinte-Curce, manuscrit de 1467.

Seuls subsistent de nos jours les abréviateurs des auteurs contemporains d'Alexandre, tous vivants au temps du Haut-Empire romain. Le récit complet le plus ancien parvenu jusqu'à nous est celui de Diodore de Sicile dans la Bibliothèque historique, livre XVII, écrit au Ier siècle av. J.-C.. On peut néanmoins ajouter les Histoires de Polybe, écrites au IIe siècle av. J.-C., qui évoquent quelques faits ayant trait aux conquêtes d'Alexandre,.
Il convient parmi les compilateurs tardifs de distinguer deux traditions historiques. La première tradition, jugée la plus fiable par les historiens modernes, est celle représentée par Arrien (l'Anabase et dans une moindre mesure L'Inde) et Plutarque (Vies parallèles des hommes illustres). Pour raconter l'épopée d'Alexandre, ces deux auteurs puisent dans les Mémoires de Ptolémée et d'Aristobule. Dans la Vie d'Alexandre composée au début du IIe siècle, Plutarque, biographe et moraliste de langue grecque, s'intéresse à travers de nombreuses anecdotes au caractère d'Alexandre, mis en parallèle avec Jules César, car pour Plutarque les paroles disent plus que les actions. Son portrait est plutôt favorable et admiratif, comme Arrien. Ses sources sont principalement les Éphémérides, un recueil de la correspondance d'Alexandre et une vingtaine d'auteurs antiques. Il rédige par ailleurs, parmi ses Œuvres morales, Sur la fortune d'Alexandre, un exposé dans lequel il démontre toute sa fascination pour le conquérant. Mettre en avant les hauts faits d'Alexandre, et des Grecs en général, est pour lui un moyen de faire revivre un monde désormais dominé par les Romains, bien qu'il se réjouisse aussi des bienfaits de la Pax Romana. Dans l'Anabase, écrite en grec au IIe siècle, Arrien, officier impérial de haut rang, insiste sur les faits militaires avec sobriété et précision, tout en montrant une grande admiration pour Alexandre. Selon lui, nul parmi les Grecs et les barbares n'a réalisé de telles prouesses. Il annonce dès la préface utiliser comme source les récits de Ptolémée et d'Aristobule tout en s'efforçant de les critiquer par moments.
La seconde tradition, jugée moins fiable par endroits, est celle représentée par Diodore, Quinte-Curce et Justin, les auteurs de la vulgate d'Alexandre, qui fondent leurs récits en grande partie sur l'Histoire d'Alexandre de Clitarque, rédigée quelques années après la mort du souverain. Ces auteurs présentent une vision apologétique du règne d'Alexandre et émaillent leurs récits de quelques affabulations. Diodore offre dans la Bibliothèque historique, écrite en grec au Ier siècle av. J.-C., un témoignage détaillé qui permet de mettre en lumière des sources aujourd'hui disparues, même si sa principale source est probablement Clitarque qu'il déforme pour ses besoins moralistes. Le livre XVII est considéré comme le plus abouti et le plus long de la Bibliothèque historique,. Alexandre y apparaît tel un héros, mêlant grandeur et fortune, louant le souverain bon, sensible et stratège ; mais ses excès ne sont pas cachés, bien que Diodore les explique par des raisons politiques ou par l'intervention des dieux,. Quinte-Curce, qui a vécu au Ier siècle av. J.-C., a composé une Histoire d'Alexandre le Grand en latin, dont il ne subsiste que huit des dix livres originels, les deux premiers ainsi que quelques passages épars étant manquants. L'œuvre est en grande partie puisée dans L'Histoire d'Alexandre de Clitarque et dans le récit de Callisthène. Elle s'inspire également des mémoires de Ptolémée et d'Aristobule, ce qui explique les quelques concordances avec l'Anabase d'Arrien. Bien qu'il expose quelques fables dans la continuité de Clitarque, Quinte-Curce propose une pensée rigoureuse. Son texte est le seul récit historique concernant Alexandre disponible en Occident au Moyen Âge. Justin, qui a peut-être vécu au milieu du IIe siècle, est l'abréviateur des Histoires philippiques, aujourd'hui disparues, du Gallo-Romain Trogue Pompée composées sous le règne d'Auguste parmi une Histoire universelle. Trogue Pompée utilise des sources grecques peu connues. Il est assez probable qu'il ait utilisé Clitarque pour la vie d'Alexandre, dont peut-être Hiéronymos de Cardia, contemporain des Diadoques. Ces sources, qui offrent une interprétation anti-romaine, ont pour intérêt de mettre en avant des peuples non latins (Macédoniens, Parthes, Carthaginois, etc.),. Son récit n'en reste pas moins émaillé d'erreurs historiques et d'approximations chronologiques. Les problèmes chronologiques, comme Diodore, viennent des décalages entre les années macédoniennes et athéniennes ainsi que des compagnons d'Alexandre dont le calendrier se base sur les années régnantes. Trogue Pompée a une opinion plutôt négative sur Alexandre mais reconnaît un grand souverain. Justin, qui a résumé l'œuvre de Trogue Pompée (les livres XI et XII concernent spécifiquement Alexandre mais inséré dans une histoire universelle, ce n'est une biographie comme Diodore), également influencé par les populaires romans d'Alexandre de son époque, insiste sur les aspects moralisants et dramatiques (surtout les moments de cruautés et les rapports avec Philippe II), tout en proposant une narration animée,, les digressions trop savantes ne sont pas retranscrites.
Les comptes rendus (stathmoi ou « étapes ») des bématistes, les arpenteurs ayant pour mission de calculer les distances et de décrire les régions traversées par Alexandre, ont été repris par des auteurs antiques, dont Ératosthène, Strabon, Athénée de Naucratis, Pline l'Ancien, Élien et Eusèbe de Césarée.
Finalement les auteurs antiques n'ont pas délivré un récit historique impartial mais plutôt un exposé des hauts faits d'Alexandre ponctués d'appréciations moralisantes. Ils ont aussi en commun d'avoir trop délaissé les adversaires d'Alexandre ou ce qui ne concerne pas directement ses conquêtes.

### Sources archéologiques

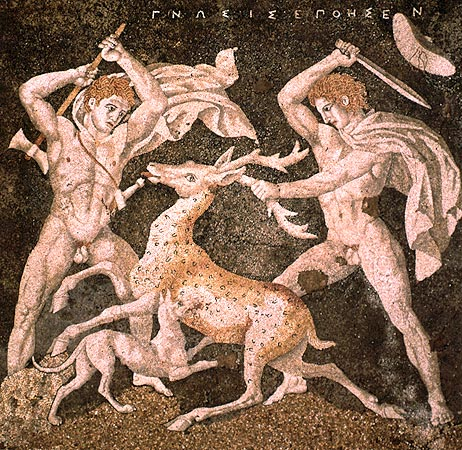
Mosaïque de la chasse au cerf représentant probablement Alexandre et Héphaistion,, musée archéologique de Pella.

Les témoignages archéologiques datant du règne d'Alexandre demeurent très rares. Son règne ayant été relativement bref, il est difficile de dater une couche archéologique de cette époque. La plupart des Alexandries qu'il a fondées ont disparu, mise à part Alexandrie d'Égypte, même si sa construction a été achevée sous Ptolémée II. Le site actuel d'Aï Khanoum correspond peut-être à Alexandrie de l'Oxos mais la documentation découverte est plus tardive. La tombe de Philippe II, mise au jour dans la nécropole royale de l'antique Aigéai, montre une scène de chasse sur une fresque ; il pourrait s'agir du jeune Alexandre aux côtés de son père.
La plupart des œuvres d'art contemporaines du règne d'Alexandre, dont celle des sculpteurs Lysippe et Léocharès ou du peintre Apelle, ont disparu, même si de nombreuses copies ont été réalisées à l'époque romaine. Il subsiste quelques œuvres originales de l'époque hellénistique. Les mosaïques de la chasse au lion et de la chasse au cerf qui représentent vraisemblablement Alexandre datent du dernier quart du IVe siècle av. J.-C. ; elles ont été mises dans des maisons à Pella. Le sarcophage d'Alexandre retrouvé à Sidon date de la fin du IVe siècle av. J.-C. ; il glorifie le conquérant tout en montrant sa capacité à s'allier avec les élites perses sur le panneau de la chasse. La célèbre mosaïque d'Alexandre provenant de Pompéi daterait de la fin du IIe siècle av. J.-C., même si la peinture originale qui a servi de modèle date de la deuxième moitié du IIIe siècle av. J.-C. selon l'hypothèse dominante. Elle montre Alexandre combattant Darius III à la bataille d'Issos selon la théorie traditionnelle, soit selon une autre théorie à la bataille de Gaugamèles, ou alors il s'agit d'un archétype des victoires d'Alexandre.

### Découvertes récentes

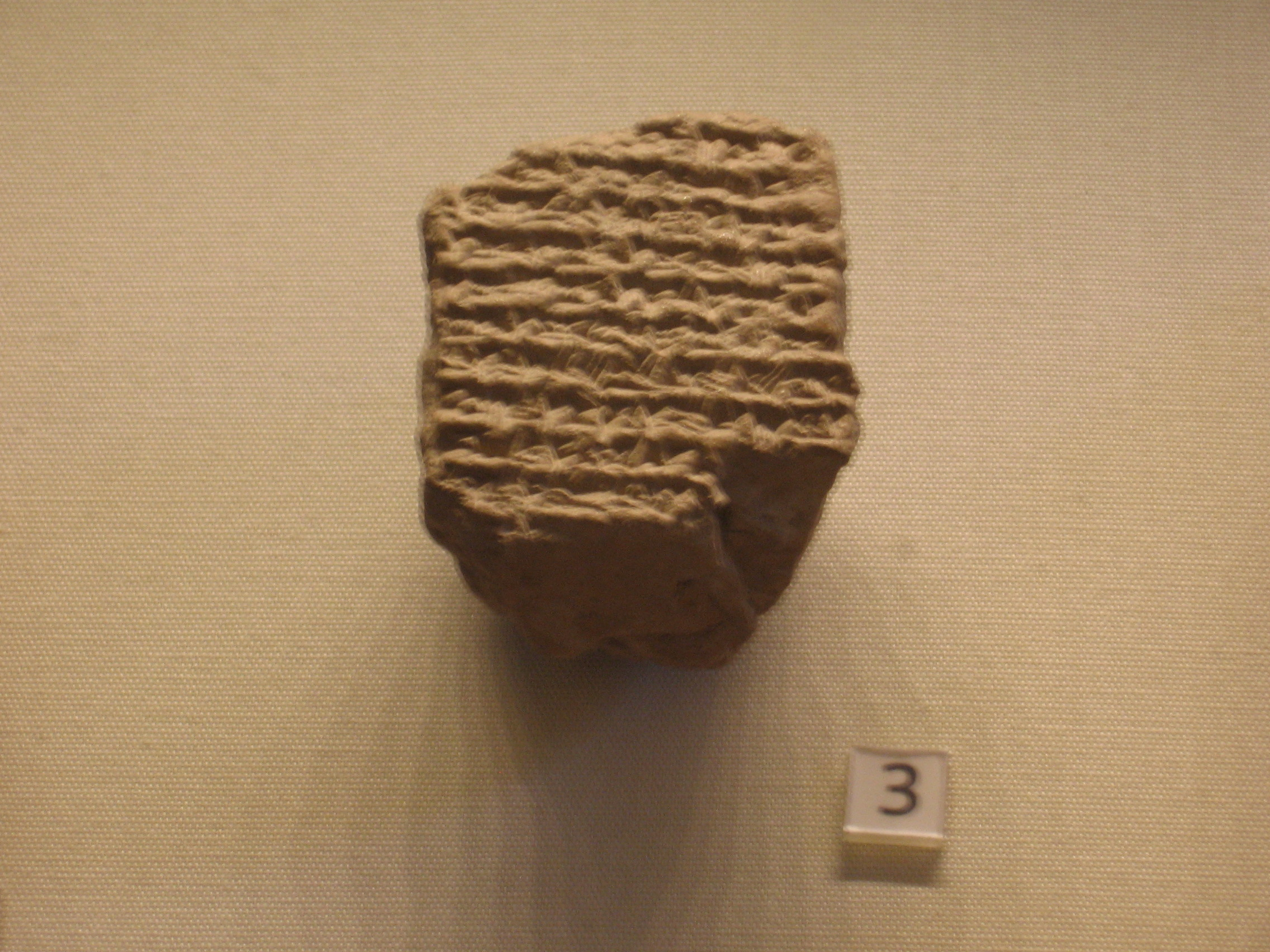
Tablette astronomique babylonienne mentionnant la mort d'Alexandre le 11 juin -323, British Museum.

Des découvertes plus récentes, ou des publications proposant de nouvelles interprétations, apportent un regard neuf sur les conquêtes d'Alexandre en mettant en lumière les territoires de l'Empire perse. Ainsi des tablettes astronomiques babyloniennes datant des époques achéménide et hellénistique ont été publiées en 1988. L'une d'entre elles, portant la mention « le roi est mort », a permis de dater précisément la mort d'Alexandre dans la nuit du 10 au 11 juin 323 av. J.-C. Une autre, datée du 1er octobre 331 av. J.-C., évoque la bataille de Gaugamèles, la fuite de Darius III en Médie et l'entrée d'Alexandre à Babylone probablement le 21 octobre 331.
Des papyrus rédigés en araméen, découverts en 1962 près de Jéricho, témoignent de la fuite de Samaritains face à l'avancée d'Alexandre en 331,. Des documents écrits en araméen sur bois et parchemin, pas encore publiés (en 2018), ont été découverts en Bactriane (Afghanistan actuelle) ; l'une de ses lettres, qui concerne une distribution alimentaire, témoigne d'une continuité administrative entre l'empire d'Alexandre et celui des Achéménides.
Un trésor monétaire a été mis au jour en Afghanistan en 1992. Il consiste en une monnaie d'or correspondant à un double darique, avec au droit la tête d'Alexandre couverte d'un scalp d'éléphant et portant les cornes d'Ammon et au revers un éléphant avec au-dessus les lettres « BA », signifiant peut-être Basiléôs Alexandrou (« De Roi Alexandre »). Cette monnaie, frappée après la victoire contre Poros à la bataille de l'Hydaspe, peut être rapprochée des « monnaies à l'éléphant » postérieures. Elle serait pour certains chercheurs, malgré les incertitudes, le seul portrait contemporain d'Alexandre.
L'oasis d'Al-Bahariya, située en Égypte sur la route empruntée par Alexandre en 332 entre Memphis et l'oasis de Siwa, abrite les vestiges d'un sanctuaire dit d'Alexandre, mis au jour en 1938, qui comporte un piédestal sur lequel est gravée une inscription en écriture hiéroglyphe. Celle-ci confirme qu'Alexandre aurait bien reçu le protocole pharaonique complet. Une deuxième inscription en grec, récemment publiée, porte la dédicace « Le roi Alexandre à son père Amon ».
Des archéologues du British Museum pensent avoir découvert les vestiges d'une cité fortifiée, Qalatga Darband, qu'Alexandre a fondée après la bataille de Gaugamèles en 331. Ils se réfèrent à des photographies prises dans le Kurdistan irakien par la Central Intelligence Agency pendant la guerre froide, déclassifiées en 1996. En fouillant le site, les archéologues ont notamment mis au jour les vestiges d'un mur d'enceinte et les fondations de divers bâtiments. Les fouilles se poursuivent à l'heure actuelle (2018).

### Évolution de l'historiographie
Au Moyen Âge et à la Renaissance, le genre biographique reste conforme au modèle antique érigé notamment par Plutarque, tandis que le Roman d'Alexandre, très largement diffusé depuis le XIIe siècle, a fait entrer Alexandre dans la légende. Durant ces époques, il est vu comme le modèle du prince vertueux et du roi-conquérant. La première biographie moderne d'Alexandre est rédigée par Samuel Clarke en 1665 dans une Angleterre marquée par la Première révolution. Il y apparaît comme l'incarnation de la démesure et du despotisme. En France, au siècle des Lumières, Plutarque, Arrien et Quinte-Curce connaissent un nouvel examen critique grâce aux travaux de Pierre Bayle, Voltaire, Jean-François Marmontel et Guillaume de Sainte-Croix. Dans L'Esprit des lois (1748), Montesquieu évoque Alexandre comme celui qui a permis une « révolution du commerce ». Il fait suite aux travaux de l'érudit Pierre-Daniel Huet qui a publié une Histoire du commerce (1716) qui met en valeur l'œuvre fondatrice d'Alexandre. Cette vision se retrouve dans Recherches historiques sur l'Inde (1790) de l'écossais William Robertson qui fait d'Alexandre un modèle car il aurait associé conquête militaire, échanges commerciaux et diffusion de la civilisation européenne. Pour autant au XVIIIe siècle, il existe très peu de textes entièrement consacrés à Alexandre. Au début du XIXe siècle, dans une Prusse traumatisée par la défaite d'Iéna, l'historien Barthold Georg Niebuhr condamne l'œuvre d'Alexandre, incapable selon lui de consolider le royaume dont il a hérité et exalte au contraire l'unification de la Grèce conduite par Philippe II.
L'Histoire d'Alexandre le Grand de Johann Gustav Droysen, publiée en 1833, marque le début d'un véritable examen scientifique de l'œuvre d'Alexandre,. L'historien, élève de Hegel et créateur du terme « hellénistique », fait de lui un héros de l'histoire universelle. Droysen envisage les aspects culturels de la politique d'Alexandre, qui consiste, selon lui, à fusionner « la vitalité ardente de la Grèce » et « les masses inertes de l'Asie ». Il loue la politique économique et les fondations de cité qui auraient mis en valeur les « immenses trésors autrefois stériles » de l'Asie. Il affirme qu'Alexandre a préparé l'émergence d'une « religion mondiale » et qu'il est le fondateur d'une ère nouvelle à l'origine d'une civilisation qui perdure jusqu'à la chute de l'Empire byzantin en 1453. Finalement aux yeux de Droysen, la Macédoine antique ressemble à la Prusse contemporaine dont la mission est d'unifier le peuple allemand comme Philippe et Alexandre l'ont fait pour la Grèce. Dans le monde anglo-saxon, le premier représentant de cette vision idéalisée est William W. Tarn, dont la biographie d'Alexandre publiée en 1948, le décrit comme un héros civilisateur. Pour l'historien britannique, Alexandre « a été le pionnier d'une des plus grandes révolutions dans l'histoire du monde » en initiant l'union matrimoniale entre Macédoniens et Perses dans une volonté de fraternité universelle. Peter Green, dans Alexander of Macedon, 356-323 B.C.: A Historical Biography (1970, rééditée en 1991) cherche notamment à étudier la psychologie d'Alexandre ; il insiste sur son « génie militaire » tout en notant son absence de véritable projet au départ de l'expédition. Il reprend finalement à son compte l'idéologie du « héros » véhiculée par l'historiographie ancienne. Les ouvrages de Robin Lane Fox, qui ont inspiré Oliver Stone pour son film Alexandre (2004), présentent une vision apologétique du règne d'Alexandre tout en insistant sur la supposée décadence de l'Empire perse.
Cette évaluation élogieuse contraste avec celle résolument plus négative qui reprend des critiques datant de l'Antiquité, dont celles émises par les philosophes stoïciens, à savoir qu'Alexandre serait un « prédateur » aux qualités avant tout militaires car politiquement il aurait échoué du fait de son impulsivité et de son irrationalité, finissant par s'isoler à cause de « purges » parmi ses officiers. Le premier représentant de cette école critique est Karl Julius Beloch dans Griechische Geschichte (réédition 1912-1917) qui considère Alexandre comme un tyran. Dans Alexander der Grosse : Das Problem seiner Persönlichkeit und seines Wirkens (1949, rééditée en 1973), Fritz Schachermeyr, historien proche du nazisme, se montre également critique envers Alexandre. Cette analyse se retrouve chez Albert B. Bosworth dans Conquest and empire : The reign of Alexander the Great (1988), un ouvrage qui fait encore autorité de nos jours, et chez Peter Green dans Alexander of Macedon, 356–323 BC. : A Historical Biography, University of California Press (1992, réédité en 2013). Le génie militaire d'Alexandre, auparavant unanimement reconnu, est aussi relativisé par la critique moderne. Ernst Badian dans Der Neue Pauly. Enzyklopädie der Antike (1996) qualifie le retour d'Inde de « catastrophe militaire » ; Waldemar Heckel, dans The Conquests of Alexander the Great (2008) souligne les capacités stratégiques d'Alexandre mais s'oppose à une conception trop romantique de son règne. Face à ces critiques, l'historien Frank Holt met en garde contre une « nouvelle orthodoxie » qui ferait balancer le pendule du culte héroïque d'Alexandre d'un extrême à l'autre.
Les recherches récentes s'abstiennent de chercher à comprendre totalement la personnalité d'Alexandre ou de porter un jugement moral. Elles cherchent plutôt à examiner l'expression de la royauté, sa transformation ainsi que les conséquences politiques des conquêtes. La thèse de Paul Goukowsky, Essai sur les origines du mythe d’Alexandre (1978-1981), a renouvelé l'étude en posant la question du pouvoir, de l'éthique et du merveilleux. Les travaux de l'historien grec Miltiade Hatzopoulos, dont Macedonian Institutions Under the Kings : A historical and epigraphic study (1996), ont étendu la vision de l'histoire d'Alexandre à travers une étude de l'État macédonien des Argéades aux Antigonides. Parmi les historiens contemporains, se distinguent Edward M. Anson qui propose dans Alexander the Great : Themes and issues (2013) une étude des enjeux politiques et culturels du règne d'Alexandre, ainsi qu'Ian Worthington dans By the spear: Philip II, Alexander the Great, and the rise and fall of the Macedonian Empire (2014) qui met en parallèle les règnes de Philippe II et de son fils. Enfin, grâce notamment aux travaux de Pierre Briant et Paul Bernard, l'héritage achéménide est désormais envisagé dans sa pleine mesure : les peuples conquis, longtemps « sans histoire », sont davantage pris en compte dans l'étude de l'empire fondé par Alexandre.

## Jeunesse et éducation

### Naissance et filiation

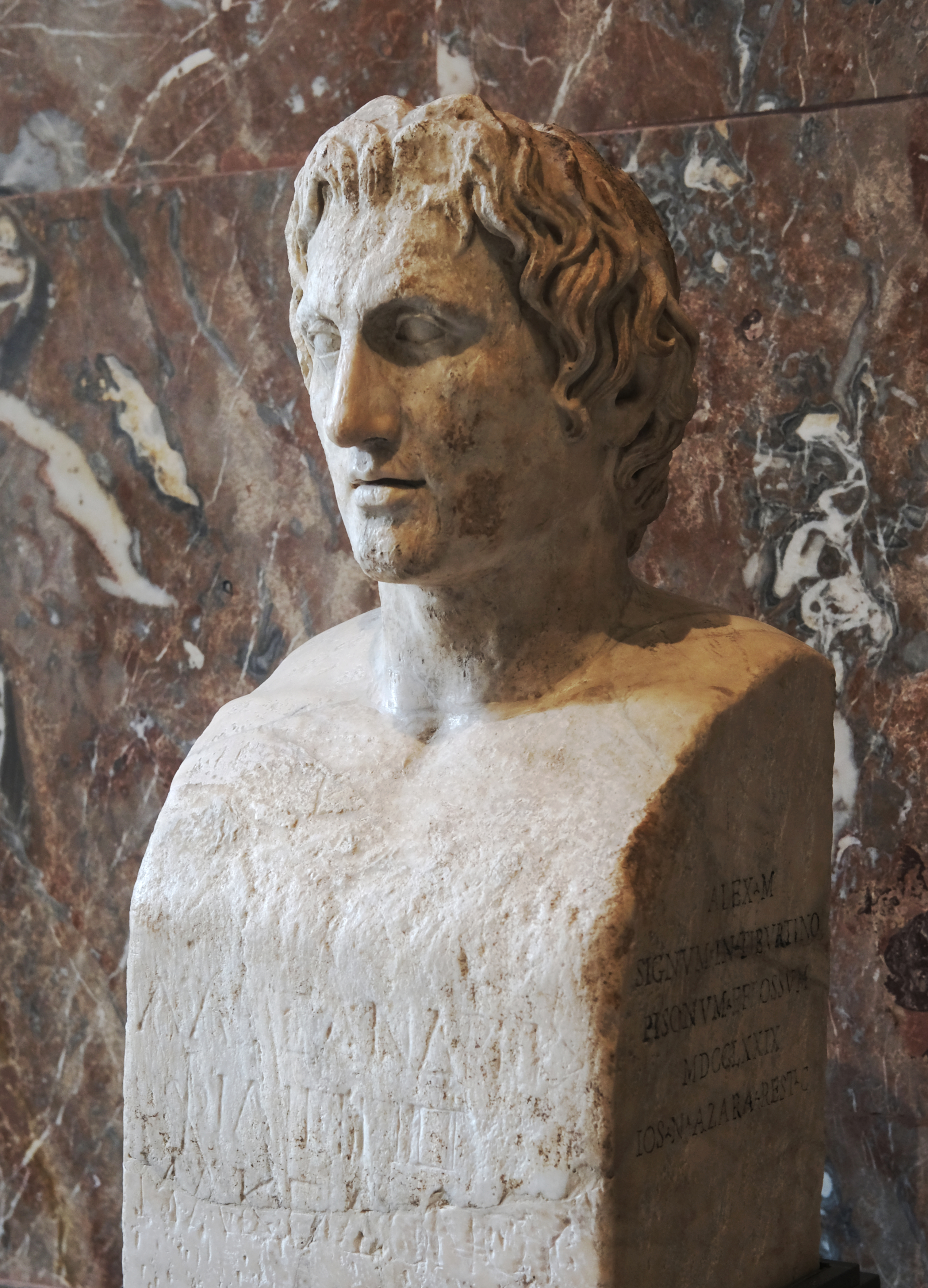
Pilier hermaïque d'Alexandre connu sous le nom d' « Hermès Azara », copie romaine d'époque impériale d'une sculpture en bronze de Lysippe. Inscription : « Alexandre [le Grand], fils de Philippe, [roi de] Macédoine ».

Alexandre est né à Pella, la capitale du royaume de Macédoine, le 20 ou le 21 juillet 356 av. J.-C.. Il est le fils aîné du roi de Macédoine Philippe II, de la dynastie des Argéades, et d'Olympias, sa troisième épouse, princesse éacide d’Épire de la tribu des Molosses. Il a pour sœur Cléopâtre née en 355. Par son père, il prétend descendre de Téménos d'Argos, lui-même supposément descendant d'Héraclès, fils de Zeus. Par sa mère, il affirme descendre de Néoptolème, fils d’Achille.
Une légende, connue dès l'Antiquité, dit qu'Olympias n'aurait pas conçu Alexandre avec Philippe, qui a peur d'elle et de son habitude de dormir en compagnie de serpents, mais avec Zeus. Alexandre se sert de ces contes populaires à des fins politiques, faisant parfois référence au dieu plutôt qu'à Philippe quand il évoque son père. Une autre légende datant du IIIe siècle apr. J.-C., d'origine alexandrine et attribuée au Pseudo-Callisthène, veut qu'Alexandre soit le fils du dernier pharaon d’Égypte de la XXXe dynastie, Nectanébo II, chassé du pouvoir par Artaxerxès III et réfugié à la cour de Philippe.
Selon une affirmation rapportée entre autres par Plutarque, Alexandre serait né la nuit même où Érostrate a incendié le temple d'Artémis à Éphèse, l'une des sept merveilles du monde antique. Alexandre utilisera plus tard cette coïncidence pour renforcer son aura politique en proposant de financer la restauration du temple, qui est cependant refusée par les Éphésiens. Plutarque indique également que Philippe et Olympias ont rêvé de la future naissance de leur fils. Après avoir consulté Aristandre de Telmessos, celui-ci détermine qu'Olympias est enceinte et que l’enfant aura le caractère d’un lion.
À l'âge de 10 ans, si l'on en croit Eschine, Alexandre aurait joué de la lyre et récité des tirades tragiques devant des ambassadeurs athéniens conduits par Démosthène, qui l'aurait raillé.

### Influences culturelles d'Alexandre

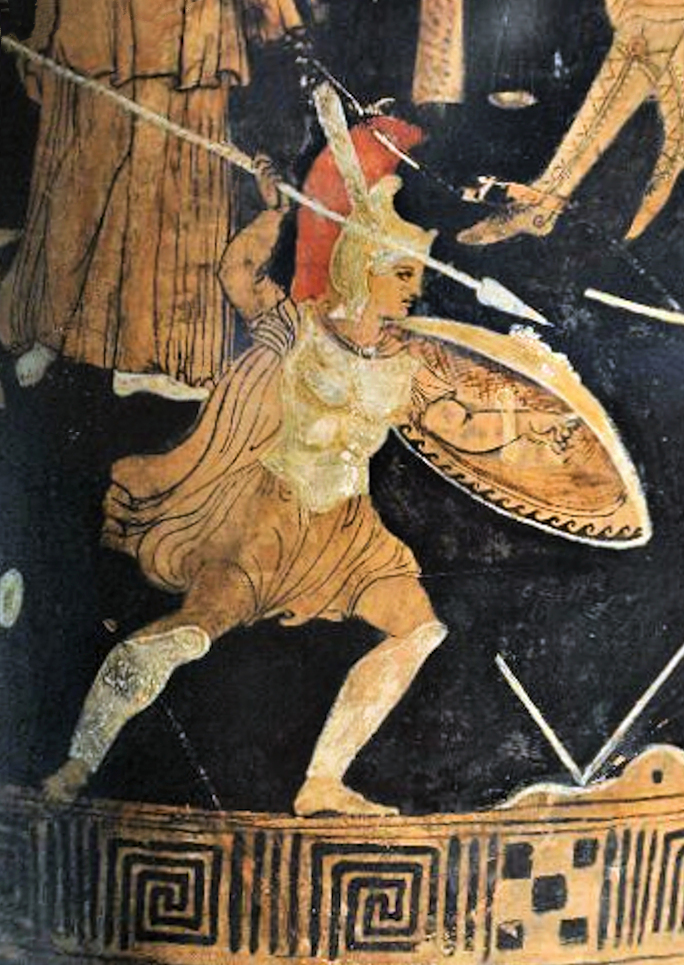
Achille pendant la guerre de Troie, céramique de la fin du

Les Macédoniens sont généralement considérés comme un peuple essentiellement grec. Cependant, l'appartenance culturelle exacte des Macédoniens fait encore l'objet d'un débat historique. Aux yeux des Grecs de l'époque classique, dont Aristote et Démosthène, les Macédoniens sont, pour des raisons politiques, considérés comme des barbares. Platon les considère lui comme des semi-Grecs et des « demi-barbares » (mixobarbaroi), tandis qu'Hérodote, Euripide, et plus tard Polybe et Strabon les considèrent comme entièrement Grecs. Chez Arrien, Alexandre se considère comme un fier Grec.
La plupart des historiens modernes, qui s'appuient sur de récentes découvertes archéologiques, contestent une vision trop « athénocentrique » de la civilisation hellénique qui considérerait comme « barbares » tous les peuples vivant au nord et à l'ouest de Delphes. Aujourd'hui, il est attesté que les Macédoniens parlent un dialecte grec, l'ancien macédonien, dont la forme écrite s'avère proche de celle des dialectes de Thessalie et d'Épire. Ils vénèrent par ailleurs les divinités olympiennes.
Alexandre apparaît donc profondément influencé par la culture hellénique. Dès l'époque d'Archélaos Ier (fin du Ve siècle av. J.-C.), la langue officielle de la cour et de la chancellerie macédonienne devient l'attique. Philippe II, qui a séjourné comme otage à Thèbes entre 368 et 365, parle couramment l'attique. Selon Plutarque, Alexandre ne parle l'ancien macédonien que sous le coup d'une forte émotion. Il connaît par cœur des citations de l’Iliade d'Homère, dont il emporte un exemplaire en Asie annoté de la main d'Aristote, son précepteur. Ayant pour modèle héroïque Achille, il considère cette œuvre comme la « meilleure provision pour l'art militaire ». Il y puise la « doctrine homérique de la guerre » : le chef doit exalter le courage des combattants, chercher les moyens de vaincre en préservant la vie de ses hommes et profiter des points faibles de l'ennemi. Il a aussi lu les Histoires d'Hérodote ainsi que l’Anabase et la Cyropédie de Xénophon, auteurs qu'il saura exploiter durant ses conquêtes. Ces auteurs lui ont en effet appris que le principe de la bataille rangée l'emporte sur la « multitude des barbares » et que la victoire est offerte, non par le nombre, mais par la bravoure et l'obéissance au chef. Il se montre aussi familier des tragédies d'Eschyle, Sophocle et Euripide dont il se fait amener les œuvres alors qu'il conquiert l'Asie. Il possède également des notions de médecine, théoriques et pratiques. Enfin, la chasse paraît être un élément prépondérant de son éducation conformément aux idées de Xénophon et d'Isocrate.

### Influence d'Aristote

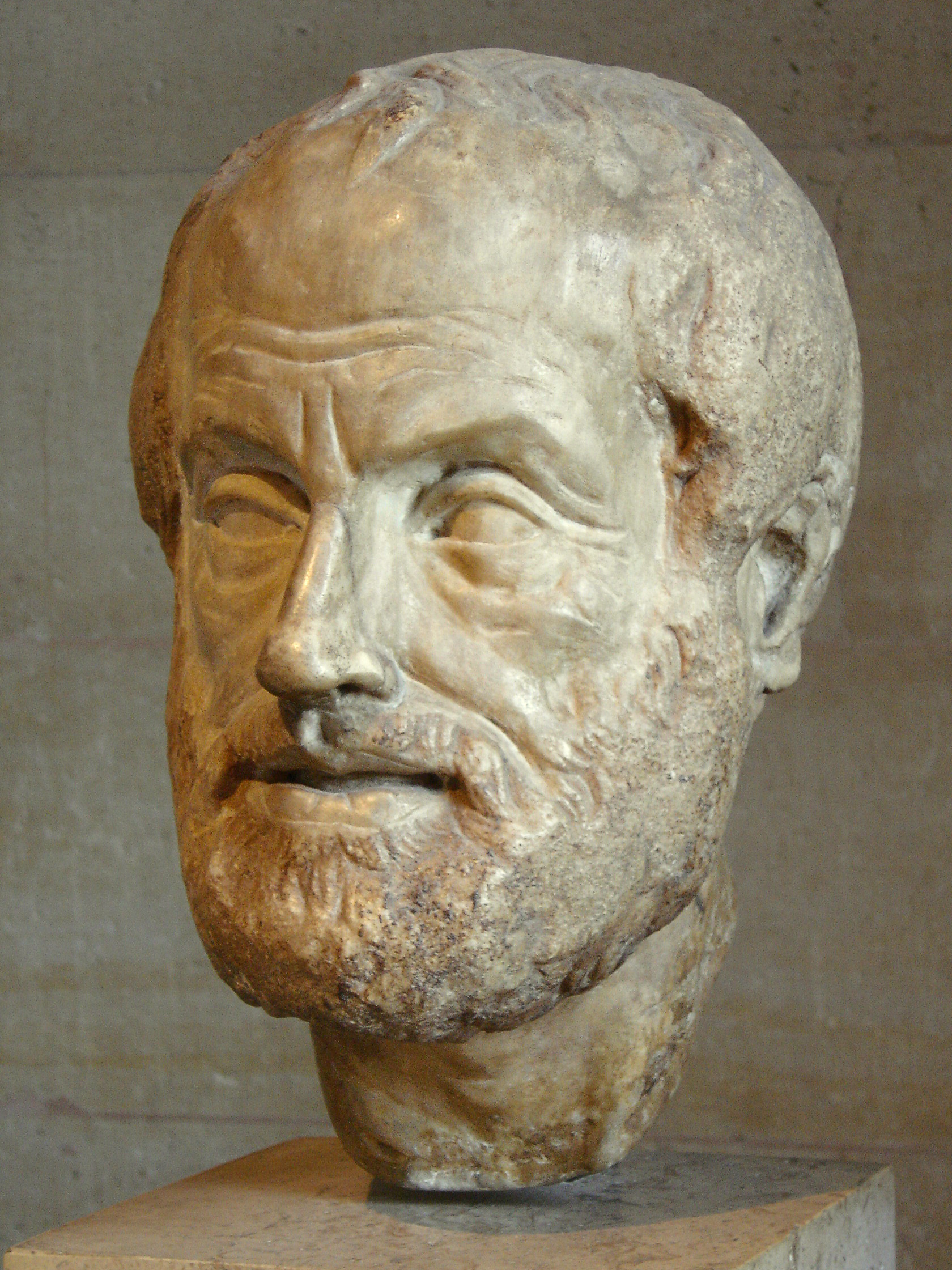
Portrait d'Aristote, copie romaine d'après un original en bronze de Lysippe, musée du Louvre.

À partir de l'âge de 7 ans, Alexandre reçoit une éducation (la paideia) « à la dure » dispensée par Léonidas, un parent d'Olympias de mœurs austères, et par Lysimaque d'Acarnanie, qui l'accompagnera en Asie. Ses maîtres lui enseignent, en plus des exercices physiques, la littérature, la musique et de manière plus générale la piété et la frugalité. Mais Philippe II a d'autres ambitions pour son fils et il décide de lui donner pour précepteurs les philosophes Ménechme, également mathématicien, et surtout Aristote de 342 à 340 av. J.-C.. Ce dernier est le fils de Nicomaque, médecin d'Amyntas III, lui-même grand-père d'Alexandre. Philippe mandate le philosophe dans le cadre d'un accord politique passé avec Hermias, tyran d'Atarnée, chez qui Aristote a séjourné après son exil d'Athènes. Philippe assigne au philosophe un lieu d'enseignement, un sanctuaire consacré aux nymphes à côté de Pella, probablement le Nympheion de Miéza. Alexandre y reçoit des leçons en compagnie de ses futurs compagnons d'armes : Héphaistion, Ptolémée, Perdiccas, Eumène, Séleucos, Philotas et Callisthène. À la même époque, il suit un entraînement militaire et sportif intensif. Cette cohésion très forte entre Alexandre et ses amis (philoi) trouve ses sources dans la tradition macédonienne qui veut que les fils de rois et les fils de nobles soient élevés ensemble pour former un véritable clan, celui des Compagnons (hétaires).
Il est difficile d'évaluer pleinement le rôle joué par Aristote auprès d'Alexandre, certains modernes ayant eu tendance à le surévaluer, quand bien même Alexandre a proclamé qu'il doit à son père de vivre, mais qu'il doit à son précepteur de vivre bien. À cet égard, Droysen affirme qu'Alexandre est comme homme d'État ce qu'Aristote est comme penseur. Il paraît néanmoins évident que le philosophe ne se contente pas du rôle de précepteur privé. Il rédige pour son élève une édition annotée de l'Iliade, récit guerrier de l'éloignement par excellence, qu'Alexandre emporte avec lui en Asie et dont il tire sa ligne de conduite,. Aristote entend faire dépasser les limites étroites de la polis. Il forge chez son élève la conviction que la Grèce peut être unifiée sous l'égide d'un monarque absolu macédonien mais n'ayant rien d'un tyran, afin de faire triompher l'hellénisme à travers le monde, si la personnalité remarquable d'un individu supérieur arrive à l'incarner. C'est ce type de roi qu'Aristote cherche en Alexandre, et l'influence décisive du philosophe se mesure au sentiment qu'a Alexandre, en maintes occasions, d'être investi d'une mission historique qui consiste à unifier l'Occident et l'Orient. Par ailleurs, Aristote montre de virulents sentiments anti-perses depuis son séjour à la cour d'Hermias d'Atarnée, exécuté sur l'ordre d'Artaxerxès III en 341. Il appellera plus tard Alexandre à traiter les barbares perses comme des plantes ou des animaux, mais sans être entendu. Enfin, le philosophe enseigne au futur roi les vertus de l'amitié (philia) qui est selon lui « la chose la plus nécessaire à l'existence ; elle assure la cohésion dans la pensée politique et dans la bataille.

## Règne

### Roi de Macédoine

#### Association au pouvoir (340-336)

Le royaume de Macédoine à la mort de.

Sous le règne de Philippe II, le royaume de Macédoine a triplé sa surface et étendu son hégémonie sur la Grèce. Après avoir soumis les peuples voisins (Illyriens, Péoniens et Thraces), Philippe défait les Phocidiens en 352 av. J.-C. durant la troisième guerre sacrée puis soumet la Ligue chalcidienne. Surtout, il triomphe d'une coalition réunissant Athènes et Thèbes à la bataille de Chéronée en 338. Alexandre y fait ses preuves en commandant la cavalerie de l'aile gauche et en taillant en pièces le bataillon sacré des Thébains contre lequel il se jette en premier selon une tradition historique. Il est chargé, en compagnie d'Antipater, de ramener à Athènes les cendres des soldats tués à la bataille. Après cette retentissante victoire, Philippe fonde la ligue de Corinthe qui rassemble sous son commandement toutes les cités grecques, à l'exception de Sparte. La ligue a un double objectif : assurer l'hégémonie de la Macédoine en Grèce et porter la guerre contre l'Empire perse.
En 340, Alexandre, âgé de 16 ans et élève d'Aristote, est appelé par Philippe à la cour de Pella afin d'apprendre le fonctionnement de l'État. C'est à cette époque qu'il aurait dompté Bucéphale. Puis, son père étant parti assiéger Périnthe et Byzance, il se voit confier la régence de Macédoine, même s'il est entouré de conseillers expérimentés tel Antipater. En 339, il reçoit son premier commandement militaire lors d'une campagne contre des tribus thraces dans la région du Strymon, avec pour objectif d'assurer le contrôle des frontières de la Macédoine. Cette campagne victorieuse, qui s'apparente davantage à un raid, aboutit à l'installation d'une garnison dans une ville appelée Alexandropolis dans le massif de la Rila, en actuelle Bulgarie. Il profite de cette expédition pour entrer en contact avec une tribu péonienne qui lui fournit des peltastes d'élite, les Agrianes.
En 339, intervient une intrigue concernant Pixodaros, satrape de Carie. Celui-ci tente en effet de marier sa fille à Arrhidée, le deuxième fils de Philippe ; mais son projet est contrecarré par Alexandre et quelques-uns de ses amis proches, Ptolémée, Néarque, Harpale, Laomédon et Érigyios. En représailles, ces derniers sont condamnés à l'exil et n'en reviendront qu'après la mort de Philippe.
En 336, une violente dispute oppose le père et le fils quand ce dernier prend le parti de sa mère Olympias, alors que Philippe souhaite imposer comme seconde épouse légitime Cléopâtre, nièce du puissant général Attale, et dont il a bientôt un enfant. Alexandre doit se réfugier dans la famille de sa mère en Épire. La brouille ne dure pas, Alexandre sauvant la vie de son père lors d'une confrontation avec les Triballes.

#### Accession au pouvoir (été 336)

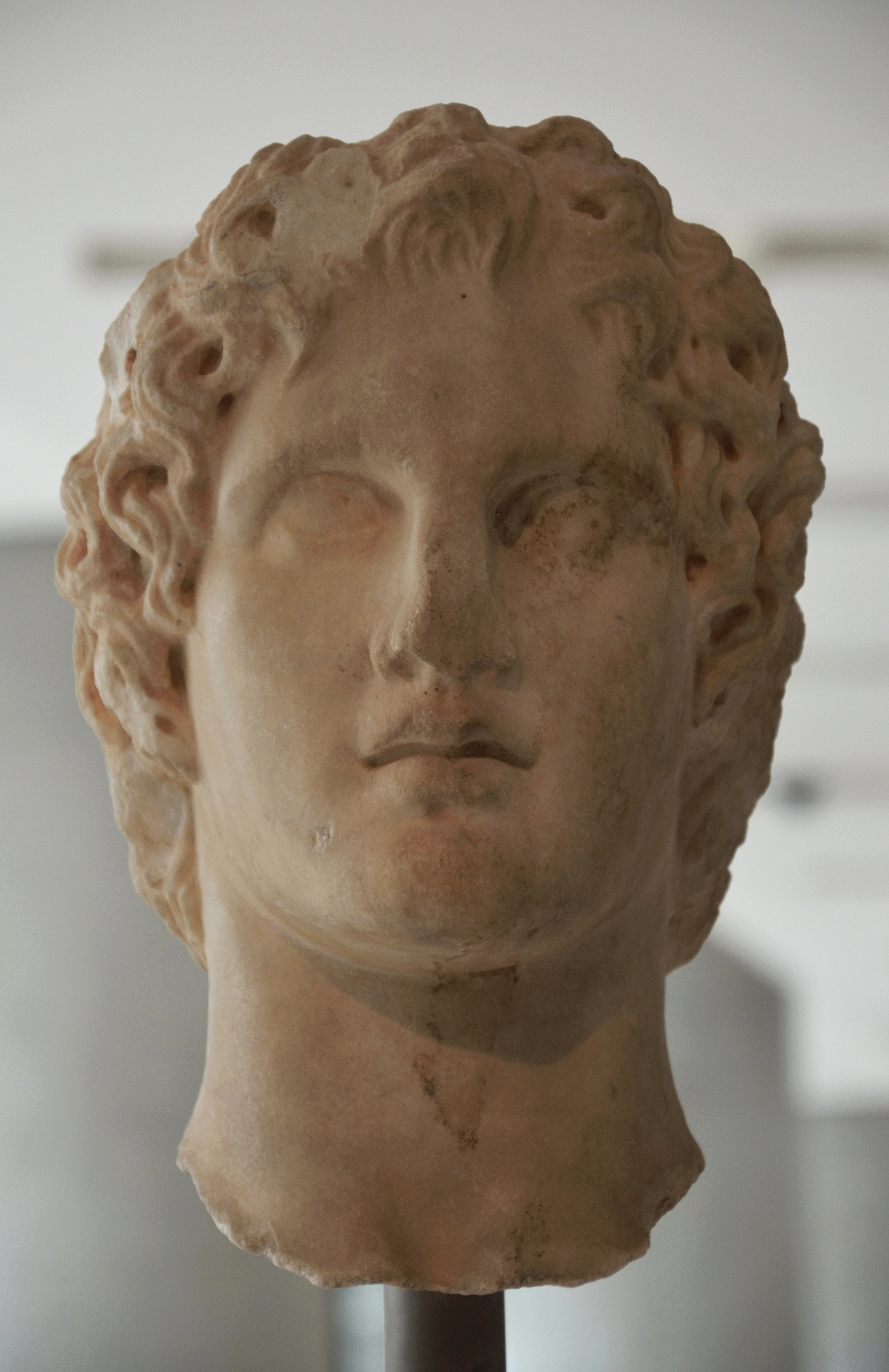
Portrait juvénile d'Alexandre attribué à Léocharès ou à Lysippe, musée de l'Acropole d'Athènes.

Au cours de l’été 336 av. J.-C., Philippe II est assassiné pendant la cérémonie de mariage de sa fille Cléopâtre avec le roi d'Épire, Alexandre le Molosse, frère d’Olympias. L'assassin est un jeune noble et garde du corps (sômatophylaque), Pausanias d'Orestide, qui garde une rancune envers le roi après avoir subi un viol. Certains auteurs antiques ont cru que le meurtre de Philippe est une machination impliquant Olympias, et peut-être Alexandre ; mais d'autres auteurs penchent pour un mobile personnel. Peu d'historiens contemporains considèrent qu'Alexandre est impliqué dans le meurtre de son père alors que toute la conduite de Philippe montre qu'il entend en faire son successeur. Une autre hypothèse met en cause Darius III, roi de Perse depuis 336. Arrien mentionne ainsi une lettre virulente d'Alexandre adressée à Darius, après la bataille d'Issos (333), qui le blâme pour le meurtre de son père. Alexandre aurait également demandé à l'oracle d'Amon à Siwa s'il a bien puni tous les assassins de son père.
Après l'assassinat de Philippe à l'été 336, l’Assemblée des Macédoniens proclame, avec le concours d'Antipater, Alexandre, alors âgé de 20 ans, nouveau roi des Macédoniens,. Les cités grecques, en premier lieu Athènes et Thèbes, qui ont prêté allégeance à Philippe, ne souhaitent pas renouveler leur alliance avec le nouveau roi. Alexandre ordonne immédiatement l’exécution de tous ses rivaux potentiels. Ainsi, il fait tuer son cousin Amyntas IV, roi vers 360-359 que Philippe II a renversé alors qu’il n’était qu’un enfant. Olympias, profitant d'une absence de son fils parti guerroyer au nord, fait tuer Cléopâtre en contraignant cette dernière à se pendre après avoir vu sa fille, Europa, égorgée dans ses bras. L'oncle de Cléopâtre, Attale, alors en campagne en Asie Mineure avec Parménion, est assassiné, sans que l'on sache si la reine-mère a agi avec l'assentiment d’Alexandre. Alexandre, sous les conseils de sa mère, fait également exécuter Caranos, un fils de Philippe et de Phila, ainsi que deux princes de Lyncestide. À cette date le nouveau roi de Macédoine n’a plus de rival capable de lui contester le trône.

#### Expéditions septentrionales (hiver 336-été 335)

Les peuplades voisines de la Macédoine au

Alexandre n'est pas seulement roi des Macédoniens, mais aussi, comme son père Philippe II, archonte à vie des Thessaliens, hégémôn (« commandant ») et stratège de la ligue de Corinthe. De ce fait, il entreprend une rapide tournée diplomatique en Grèce afin que le réseau constitué patiemment par son père ne se délite pas. L'allégeance thessalienne est renouvelée tandis que les Athéniens prêtent serment au nouvel hègémôn.
Cependant, avant de porter la guerre contre les Perses en Asie, Alexandre doit assurer la sécurité du royaume par deux expéditions contre les barbares du nord, l’une jusqu’au Danube, l’autre en Illyrie révoltée. En effet, escomptant profiter de la mort de Philippe, des tribus thraces et gètes menacent la Macédoine. Au printemps 335 av. J.-C., alors qu'Antipater exerce la régence, Alexandre vainc les Gètes, puis traverse le pays des Odryses. Il défait les Triballes du roi Syrmos sur les bords du fleuve Hémos, près du delta du Danube. Syrmos a perdu près de 3 000 guerriers, poussant les autres tribus à la paix. Alexandre désigne Zopyrion gouverneur de la Thrace. Des émissaires celtes, probablement des Scordiques, rencontrent à cette occasion Alexandre sur le Danube. La frontière septentrionale du royaume est dès lors fixée le long du Danube.
Mais dans le même temps, des peuplades illyriennes font une incursion en Macédoine, avec à leur tête Clitos, roi des Dardaniens, qui parvient à rallier les Taulantiens du roi Glaucias et les Autariates du roi Pleuras. En juillet 335, Alexandre marche avec ses troupes vers le territoire des Agrianes en Péonie, dont le roi Langaros lui vient en aide. Victorieux au siège de Pélion en décembre 335, Alexandre contraint les Illyriens au repli. Clitos retrouve néanmoins son trône, devenant vassal du royaume de Macédoine.

#### Révolte des cités grecques (automne-hiver 335)
Tandis qu'Alexandre est occupé au nord contre les Triballes, des cités grecques décident se révolter contre les Macédoniens. C'est le résultat de la politique de Darius III qui, grâce à Memnon de Rhodes, a reconquis les territoires pris par Parménion à la fin du règne de Philippe II, et tente de susciter une révolte en Grèce en envoyant des fonds aux cités. La rumeur de la mort d'Alexandre sur le Danube déclenche la rébellion de Thèbes, qui abrite une garnison macédonienne depuis sa défaite à Chéronée en 338 av. J.-C., alors qu'Athènes et Sparte promettent de l'aider.
La riposte d'Alexandre est foudroyante. Il aurait d'ailleurs déclaré selon Plutarque : « Démosthène me traitait d'enfant quand j'étais en Illyrie et chez les Triballes, puis d'adolescent quand je suis entré en Thessalie ; je veux lui faire voir devant les murs d'Athènes, que je suis un homme ». Alexandre traverse la Grèce à marche forcée avec son armée au complet et franchit les Thermopyles surprenant les Thébains alors occupés à assiéger la garnison macédonienne installée dans l'acropole de la Cadmée. À l'issue de la bataille de Thèbes et malgré une vive résistance, la cité tombe aux mains des Macédoniens en décembre 335, d'autant que les Athéniens et les Spartiates ne lui sont pas venus en aide. Conformément aux directives de la ligue de Corinthe où les Thébains comptent de nombreux ennemis, la cité est entièrement rasée ; seuls sont épargnés la citadelle de la Cadmée, la maison natale de Pindare par égard pour ses relations avec les Argéades, ainsi que les temples. Sa population, soit 30 000 personnes, est réduite en esclavage et les terres partagées entre les vainqueurs. Manifestant un repentir après la destruction de Thèbes, Alexandre cherchera tout au long de son règne à se prémunir contre le courroux de Dionysos, dont la mère Sémélé est la fille de Cadmos, fondateur de la cité, en l'honorant par de nombreux sacrifices.
Alexandre épargne néanmoins Athènes. Cette générosité peut s'expliquer par le fait que le roi ne peut se permettre de détruire le principal centre intellectuel de la Grèce à la veille d'une expédition panhellénique, alors que cette cité est faite selon lui « pour donner la loi au reste de la Grèce » quand il sera en Asie ; son ancien précepteur Aristote s'installe d'ailleurs cette même année à Athènes pour y fonder le Lycée. Il est aussi envisageable que les talents de négociateurs de Phocion et surtout de Démade aient convaincu le roi de ne pas détruire la cité. Alexandre réclame en vain que lui soient livrés Démosthène, Lycurgue et Hypéride.
Alexandre décide ensuite de visiter la Grèce en vainqueur. C'est à Corinthe qu'il rencontre, à l'hiver 335, Diogène de Sinope le philosophe cynique, qui clame : « Ôte-toi de mon soleil », Alexandre répliquant alors à ses officiers : « Si je n'étais Alexandre, je voudrais être Diogène ». À la même période, Alexandre se rend également à Delphes. Comme la Pythie ne peut émettre de prophétie, Apollon passant pour être absent pendant les mois d'hiver, Alexandre, selon la légende, l'aurait prise par le bras pour la mener malgré elle au trépied sacrificiel. Elle s'écrie alors : « Ô mon fils, tu es irrésistible ! », Alexandre considérant cette exclamation comme un oracle.

### Alexandre le conquérant

#### Objectifs de l'expédition en Asie
Alexandre reprend à son compte le projet panhellénique de son père Philippe II, fidèle à la pensée d'Isocrate qui appelle à l'union des Grecs autour du royaume de Macédoine contre l'ennemi héréditaire que représentent les Perses. La guerre contre l'Empire achéménide semble inévitable depuis qu'Artaxerxès III est venu en aide à Byzance et à Périnthe en 340 av. J.-C. avec pour objectif de réduire cette expansion macédonienne qui remet en cause la « Paix du Roi ». Philippe n'a pas envisagé la conquête de l'ensemble de l'Empire perse, mais plutôt d'en détacher les provinces égéennes où l'influence grecque est forte, au contraire du plateau anatolien fortement iranisé. Il cherche aussi à fédérer les Grecs contre les Perses, avant que ceux-ci ne s'allient contre lui ; d'ailleurs certains Grecs espèrent que cette expédition affaiblira la Macédoine et correspondent secrètement avec les Perses.
À l'automne 335 av. J.-C., l'assemblée de la ligue de Corinthe fixe les modalités de l'expédition en Asie, où une tête de pont strictement macédonienne, commandée par Parménion et Attale, est déjà installée depuis 336 en Troade. Alexandre accélère l'expédition car cette tête de pont reste fragile. Il entend aussi s'affranchir de la tutelle d'Antipater, qu'il a désigné régent de Macédoine, et acquérir un prestige militaire qui lui permettrait de supplanter Parménion et son encombrante famille. Les deux généraux estiment par ailleurs qu'Alexandre doit se marier avant de lancer cette expédition afin d'éviter une crise dynastique s'il mourrait sans héritier. À cette date, malgré sa jeunesse, Alexandre a déjà montré sa force de décision, son sens politique et son talent militaire. La campagne contre les peuples septentrionaux a dépassé ce que son père a accompli, tandis que la destruction de Thèbes a calmé les velléités de révolte des Grecs. Pour autant, il reprend à son compte la politique de son père et l'instrument militaire qu'il a forgé, tout en s'appuyant sur des officiers fidèles à sa mémoire.

#### Armée d'Alexandre

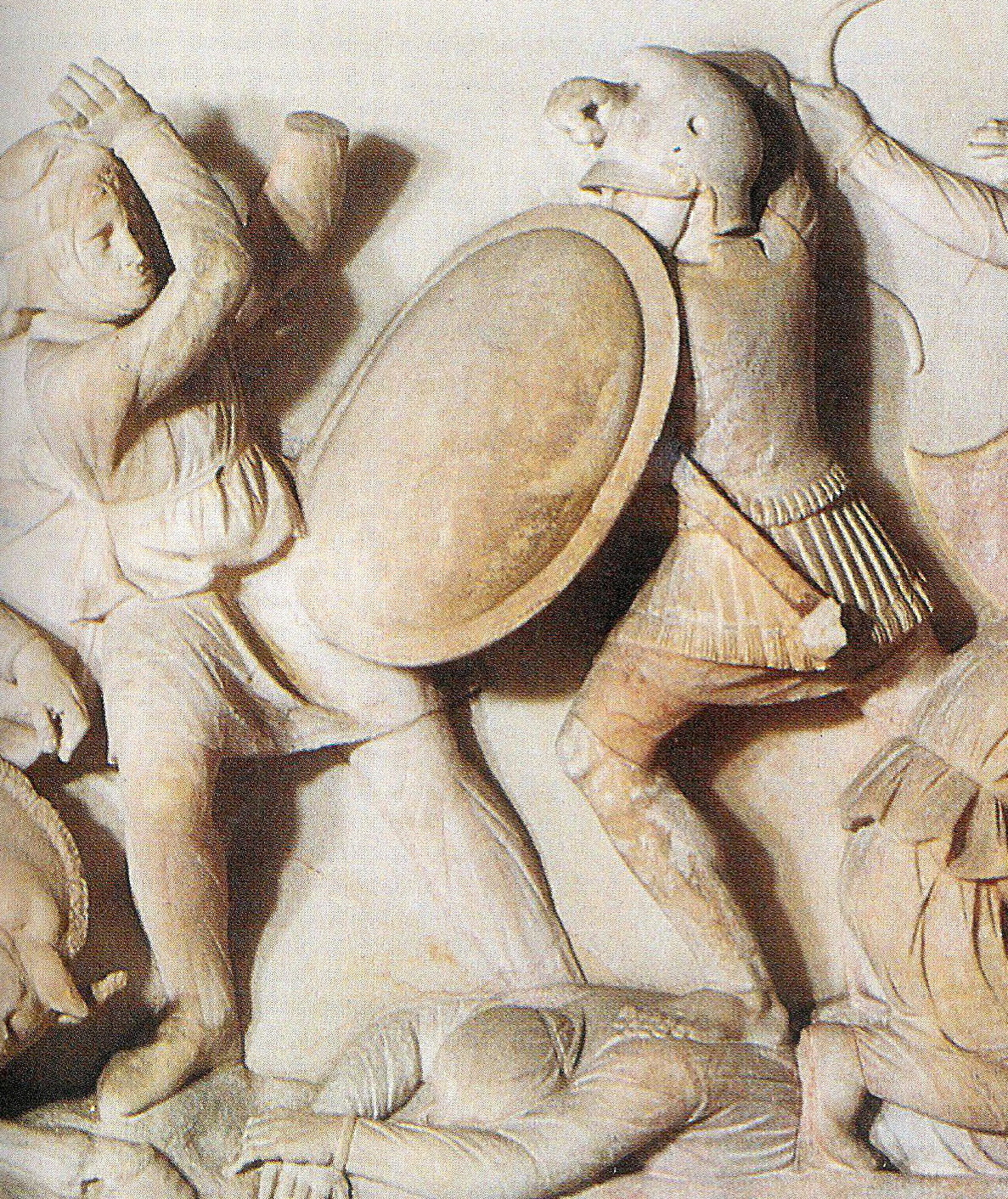
Un phalangite macédonien (à droite) combattant un Perse à la bataille d'Issos, détail du sarcophage d'Alexandre.

Dans le prolongement de Philippe II qui a forgé l'outil de la conquête, Alexandre bénéficie de nombreux atouts militaires, qui vont au-delà de son charisme personnel ou de son courage dans la bataille. Il dispose d'abord, au départ de l'expédition, d'une armée aguerrie par les guerres de Philippe. Cette armée est formée d'une phalange, à la fois puissante et mobile, d'une cavalerie lourde, véritable force d'assaut, d'une cavalerie légère, rapide à la manœuvre, de tirailleurs, utiles pour le harcèlement, et d'engins de siège, efficaces pour la prise des places fortes. Il s'appuie aussi sur la loyauté de ses Compagnons (hétaires), dont un escadron de 300 cavaliers forme sa garde (ou agéma), et peut compter sur les épigones (« héritiers ») perses recrutés à partir de 330 av. J.-C. Enfin, il tire avantage d'une bonne connaissance du terrain grâce à l'emploi systématique d'éclaireurs avant les grandes batailles.
L'armée d'Alexandre dispose d'une grande supériorité tactique et technique sur ses adversaires. La cuirasse de 15 kg et le bouclier de 1 mètre de diamètre, qui alourdissent les hoplites grecs, ont été abandonnés à l'initiative de Philippe II. Les phalangites macédoniens (Compagnons à pied ou pezhétaires) portent un équipement défensif allégé et sont principalement armés d'une longue pique de 5,5 mètres, la sarisse,. Durant les phases défensives, les phalangites forment une muraille de boucliers dont jaillissent une forêt de piques permettant de soutenir la puissance des charges adverses. Dans les phases offensives, les masses et les énergies cinétiques des phalangites se cumulent, rendant le choc tel qu'il peut renverser plusieurs rangs d'infanterie adverse. Cet allègement permet également d'équiper un plus grand nombre d'hommes. La cavalerie lourde des Compagnons compense le manque de maniabilité des phalanges en protégeant leurs flancs vulnérables et en attaquant dans une formation « en coin » ceux de l'adversaire. Alexandre utilise donc la tactique dite du « marteau » (la cavalerie) et de « l'enclume » (l'infanterie) pour remporter les batailles rangées.
Les effectifs au départ de l'expédition d'Asie sont d'environ 40 000 fantassins et 1 800 cavaliers macédoniens, auxquels s’ajoutent un chiffre équivalent de cavaliers thessaliens et 600 autres recrutés dans les États grecs de la ligue de Corinthe. Ces effectifs, relativement faibles, sont à comparer aux 50 000 mercenaires grecs combattant dans l'armée perse. Les barbares du Nord (Thraces, Péoniens, Triballes, Agrianes), motivés par l'appât du gain, fournissent de nombreuses troupes. Les fantassins de la phalange, au nombre de 32 000, sont recrutés parmi la classe des propriétaires terriens. À ces troupes, il convient probablement d'ajouter les survivants du corps expéditionnaire envoyé par Philippe en Asie Mineure sous le commandement de Parménion et d'Attale, soit au départ environ 10 000 hommes. Alexandre ne laisse pas la Macédoine totalement dégarnie. Il laisse à Antipater, désigné régent en l'absence du roi, la moitié de la cavalerie, soit environ 1 500 hommes et 12 000 fantassins. Au fil des conquêtes des renforts parviennent d'Europe, tandis que des troupes indigènes sont intégrées comme les 30 000 Perses intégrés à la phalange. De manière plus anecdotique, Plutarque écrit qu'Alexandre commande à ses généraux de raser leur barbe et celles des soldats pour qu'elle ne puisse pas servir de prise aux mains des ennemis.
Les sources anciennes sont lacunaires, voire contradictoires, concernant les grandes batailles. Les montants des effectifs de l'armée perse, souvent surévalués de manière invraisemblable, sont généralement à prendre avec précaution.

#### Débarquement en Asie (printemps 334)

Itinéraire d'Alexandre dans la partie occidentale de l'Asie Mineure en -334

En mai 334 av. J.-C., à la tête des forces coalisées réunissant Macédoniens et Grecs de la ligue de Corinthe, Alexandre part de Pella et, en vingt jours, atteint Sestos en Chersonèse de Thrace. Lorsqu'il débarque en Asie, il plante sa lance dans le sol, signifiant qu'il compte faire des domaines du Grand Roi perse la « terre conquise par la lance » (gè doriktétos),. Tandis que Parménion est chargé de transporter l'armée macédonienne à Abydos au-delà de l'Hellespont, Alexandre se dirige à la tête de 37 000 hommes vers Éléonte, en Chersonèse, où il honore par un sacrifice le héros Protésilas, premier Achéen tombé lors de la guerre de Troie. Ce geste est le premier d'une longue liste qui illustre la volonté du roi de frapper les imaginations en se faisant passer pour le nouvel Achille, sans qu'il soit possible de savoir s'il est sincèrement pénétré de la fierté d'appartenir à la race du héros ou s'il s'agit d'une simple gestuelle théâtrale à destination de ses soldats et des peuples d'Asie Mineure et de Grèce.
Alexandre débarque ensuite en Asie près de l'emplacement supposé de Troie (ou Ilion). Il dresse des autels dans le temple d'Athéna, puis dépose une couronne sur le tombeau d'Achille, le proclamant bienheureux d'avoir eu ses exploits narrés par Homère tandis qu'Héphaistion, son favori, fait de même sur celui de Patrocle. Ce « pèlerinage » à Troie peut sembler tout aussi romantique que publicitaire. Alexandre rejoint ensuite son armée à Arisbé en quatre jours, en contournant par le nord le massif du Pityos.
Le principal chef mercenaire grec de Darius III, Memnon de Rhodes, est partisan de la politique de la terre brûlée face aux Macédoniens, dont il estime la valeur. Il propose donc d'entraîner vers l'intérieur du pays, sans combattre, les troupes d'Alexandre, tandis que la flotte perse porterait la guerre jusqu'en Macédoine. Memnon peut légitimement espérer une révolte des cités grecques, s'appuyant sur l'or de Darius et sur le ressentiment contre Alexandre à la suite du saccage de Thèbes. Mais les satrapes perses se méfient des conseils d'un étranger et ne tiennent aucunement compte de son avis. Arsitès, le satrape de Phrygie, déclare qu'il ne laissera pas brûler une seule maison de sa satrapie.
Constatant que les cités d'Asie ne l'accueillent pas en libérateur, Alexandre décide d'avancer vers l'adversaire installé le long du fleuve Granique. Contre les conseils de prudence de Parménion, il charge et défait la cavalerie adverse alors que les mercenaires grecs au service des Perses ne sont pas encore à pied d'œuvre ; ces derniers sont impitoyablement massacrés. La victoire à la bataille du Granique décapite un temps l'état-major perse : Spithridatès et Arsitès figurent notamment au nombre des victimes. Elle laisse à Alexandre la Phrygie hellespontique et la Lydie ainsi que le bénéfice d'immenses trésors.

#### Prise des cités côtières (printemps-automne 334)
La victoire d’Alexandre au Granique a une conséquence importante : jusqu’à la bataille d'Issos, il n’y a que de simples garnisons laissées dans les cités pour s'opposer à son avancée. Sardes, la capitale de Lydie, se rend sans coup férir, tandis que Parménion s'empare de Dascylion. Éphèse, en proie à des luttes de factions, où Memnon s’est réfugié après la bataille, voit le parti démocratique favorable à Alexandre l’emporter. Celui-ci s’attire habilement la sympathie des habitants de la cité en confiant au temple d’Artémis le tribut que la cité paye jusqu’alors à Darius et en rappelant les bannis.
Les adversaires d’Alexandre se sont réfugiés à Milet, où Memnon, qui vient de quitter Éphèse, reprend les choses en main après les velléités de trahison d'Hégésistrate, le chef des mercenaires grecs au service de Darius III. Cependant Milet est rapidement prise en juillet 334, à l'issue d'un siège, après qu'Alexandre a empêché la flotte perse de mouiller sur la côte en prenant le cap Mycale. Toutefois, Memnon parvient à se réfugier à Halicarnasse dont le roi Pixodaros, frère de Mausole, s'est rangé du côté des Perses. La cité devient alors le centre de la résistance perse. Memnon est assisté du satrape Orontabès et du Thébain Ephialtès, qui a juré la mort d'Alexandre depuis la destruction de sa ville d'origine. Celui-ci joue sur les rivalités internes à la cité et se fait une alliée en la personne d'Ada, la sœur de Pixodaros, que celui-ci a auparavant renversée. À l'automne 334, Alexandre interrompt le règne de Pixodaros et restaure Ada au gouvernement de la satrapie de Carie. Elle adopte Alexandre comme son fils, faisant de lui son héritier. Reste cependant à s’emparer de la cité, qui comporte deux citadelles, dont l'une se trouve juchée sur une île. À l'issue du siège d'Halicarnasse, Alexandre ne peut s'emparer que de la ville basse, tandis que les deux acropoles restent aux mains des mercenaires grecs de Darius ; il poursuit alors sa route, laissant sous le commandement de Ptolémée une troupe de 3 000 fantassins et 200 cavaliers poursuivre le siège.
Après la prise de Milet en juillet 334, Alexandre licencie sa flotte de guerre, essentiellement composée de mercenaires grecs. Longtemps les historiens ont considéré cette décision comme une erreur stratégique, voire comme un signe de méfiance envers les alliés grecs, mais le motif semble essentiellement financier. Il s'agirait en effet d'une mesure d'économie afin d'éviter les frais d'entretien d'une flotte qui n'est pas, pour le moment, indispensable à sa conquête. Il faut d'ailleurs attendre la prise du trésor de Sardes pour qu'Alexandre connaisse une aisance matérielle qui deviendra l'un des facteurs de sa réussite.

#### Conquête de la Pamphylie et de la Pisidie (hiver 334-printemps 333)

Itinéraire d’Alexandre en Asie Mineure au cours de l’année -333

Au cours de l'hiver 334 av. J.-C., Alexandre se dirige vers la Lycie dont il s'empare sans grande résistance. Puis, à la fin de l'année, il pénètre en Pamphylie et en Pisidie. Ces régions n’appartiennent que nominalement à l’empire achéménide. Le plus souvent les cités de ces régions sont autonomes et rivales entre elles. De ces rivalités, Alexandre joue et reçoit la soumission d’Aspendos et de Sidé. Puis il remonte vers la Phrygie et gagne sa capitale Kelainai. Désirant gagner Gordion au plus vite, il ne prend pas le temps d'assiéger la citadelle, confiant cette tâche à Antigone le Borgne, le stratège en chef des alliés grecs. Le contrôle de la Phrygie est stratégique car cette région centrale, grande étape de caravanes, est le point d'aboutissement des routes arrivant de l'Orient et le point de départ vers la mer Égée.
Alexandre s'avance ensuite vers la Pisidie. Il attaque Termessos sans réussir à prendre la cité et traite avec bienveillance leurs ennemis de Selge. Puis il s’empare de Sagalassos et parvient au printemps 333 à Gordion, située sur la « route royale » reliant Éphèse à la Haute-Asie. Il y trouve des renforts venus à la fois de Macédoine et de Grèce ainsi que Parménion qui a hiverné à Sardes. Le gouvernement de la Pamphilie et de la Pisidie est confié à Néarque, celui de la Phrygie à Antigone.

#### Contre-offensive perse (hiver 334-333)

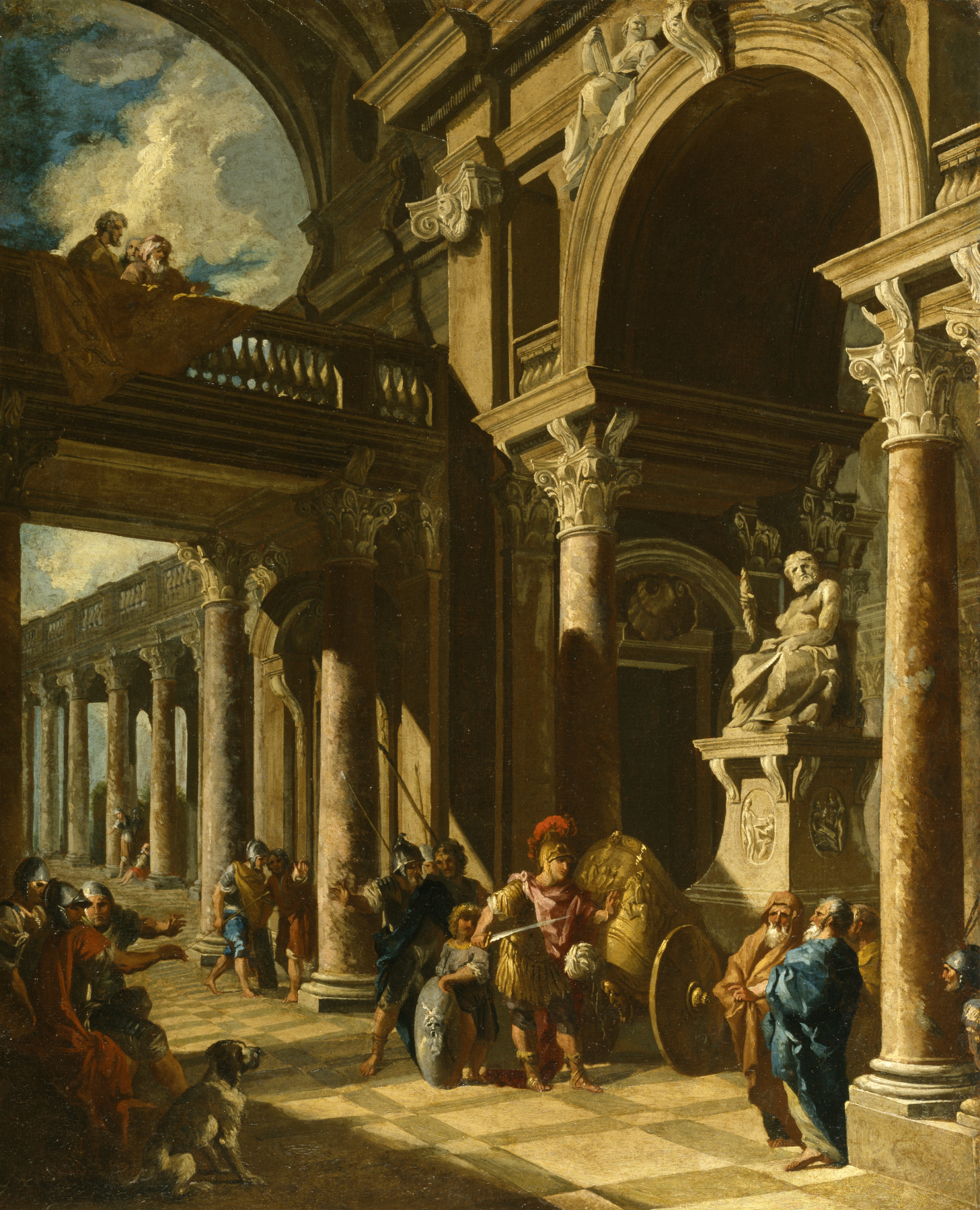
Alexandre tranchant le nœud gordien, Giovanni Paolo Panini, vers 1718, Walters Art Museum.

Bien qu'Alexandre ait remporté de grands succès, la situation reste indécise. Pour certains membres de son entourage, dont Parménion est le représentant, l'objectif de Philippe II, théorisé par Isocrate, à savoir la conquête de l’Asie jusqu’aux rives de l’Halys, est atteint. Un vaste territoire a été conquis, mais Isocrate envisage une seconde solution : l’anéantissement de l'empire perse. C'est cet objectif que souhaite désormais atteindre Alexandre. Il ne reste donc que peu de temps à Gordion, où l’épisode du nœud gordien, s'il est authentique, lui promet l'Asie : Alexandre se voit ainsi présenter le nœud gordien. Il est dit que la personne qui arrivera à dénouer ce nœud acquerra l'empire de l'Asie. Alexandre tranche le fameux nœud d'un coup de son épée.
La situation n'est pas sans risque sur ses arrières. En effet, lors de l’hiver 334, Darius III confie le commandement de sa flotte à Memnon de Rhodes. Celui-ci envisage de porter la guerre en Macédoine en débarquant en Eubée et en organisant une révolte générale. Le sentiment anti-macédonien demeure vivace dans de nombreuses cités. L'idée d’une guerre de revanche contre les Perses ne rend pas acceptable à leurs adversaires l'hégémonie macédonienne, tandis que des Grecs combattent dans les deux camps. Memnon reprend Chios, qui lui est livrée par le parti oligarchique ; puis, il rétablit le tyran Aristonicos à Méthymne et met le siège devant Mytilène sur l'île de Lesbos. Mais, à la fin de l’été 333, Memnon meurt de maladie et est remplacé par Pharnabaze, neveu de Darius. Confiant dans ses capacités de stratège, Darius décide de prendre lui-même la tête de son armée contre Alexandre. Pharnabaze reprend Milet et Halicarnasse mais doit se séparer de ses mercenaires grecs qui vont rejoindre par mer l'armée que Darius rassemble.
Alexandre estime nécessaire de reconstituer sa flotte afin de contrôler les détroits de l'Hellespont et du Bosphore et de protéger les Cyclades des Perses mais aussi des pirates. Il demande alors aux Grecs de la Ligue de Corinthe d'armer une flotte, confiée à deux navarques, Hégélochos et Amphotéros, le frère de Cratère. Ces derniers parviennent à libérer Ténédos, Chios, Cos et Lesbos. Il s'en faut de peu qu’un conflit éclate avec Athènes, dont les navires venus du Pont-Euxin sont interceptés par Hégélochos. Celui-ci doit faire face à une menace d'intervention de la flotte athénienne et relâche les navires. Cet épisode illustre la nécessité pour Alexandre d'une victoire en Asie pour empêcher toute tentative de révolte en Grèce. Ainsi, quand il apprend au début de l’été 333 que Darius marche sur la Cilicie, Alexandre quitte Gordion pour aller à sa rencontre.

### D’Issos à Gaugamèles

#### Vers la bataille d'Issos (été-automne 333)

Itinéraire d'Alexandre au cours des années 332 et -331

Après avoir quitté Gordion, Alexandre se rend dans un premier temps à Ancyre ; puis il reçoit la soumission, de pure forme car il n'a pas eu le temps de les conquérir, de la Paphlagonie et de la Cappadoce jusqu’à l’Halys. Il pousse ensuite vers le sud, pénétrant en Cilicie par le passage des Portes ciliciennes, gardé par le satrape Arsamès. Parti de Soles, il fait étape à Tarse et y tombe malade plusieurs semaines, probablement des suites d’une hydrocution après une baignade dans le fleuve Cydnos. Cependant, Parménion, second du roi au début de l’expédition, occupe les passes qui permettent le passage de la Cilicie à la plaine d’Issos (col de Karanluk-Kapu) puis celles qui au-delà contrôlent le passage vers la Syrie (passes de Merkès et de Baïlan). En 333 av. J.-C., Alexandre soumet les populations montagnardes de Cilicie et s'empare de Soles, où il rétablit la démocratie après avoir installé une garnison et condamné la cité à une indemnité de 200 talents. Il apprend à ce moment-là la pacification de ses arrières avec les victoires de Ptolémée en Carie sur le satrape Orontobatès et la chute d'Halicarnasse, de Myndos et la soumission de Cos. Mais, peu de temps après, à l'automne 333, le satrape Pharnabaze, à la tête de la flotte perse, soumet Ténédos et Sigée et s'entend avec le roi de Sparte, Agis III, qui tente de soulever la Grèce en lui fournissant de l'argent et quelques navires. La situation reste donc délicate d'autant que l'arrivée imminente de Darius III se précise. Le souverain achéménide s'est installé dans une étroite plaine côtière près d'Issos avec pour objectif de couper Alexandre de ses arrières et de le contraindre à la bataille. Alexandre est en Syrie mais opère un demi-tour, car il a besoin d'une victoire. Il reprend le chemin des passes syriennes déjà emprunté, s'aventure dans la plaine d'Issos et y organise sa ligne de bataille face à l'armée perse. La bataille d'Issos (1er novembre 333) voit la déroute des Perses malgré la combativité de leurs mercenaires grecs. Darius s'enfuit tandis que la famille royale est capturée.

#### Conquête de la Phénicie (hiver 333)

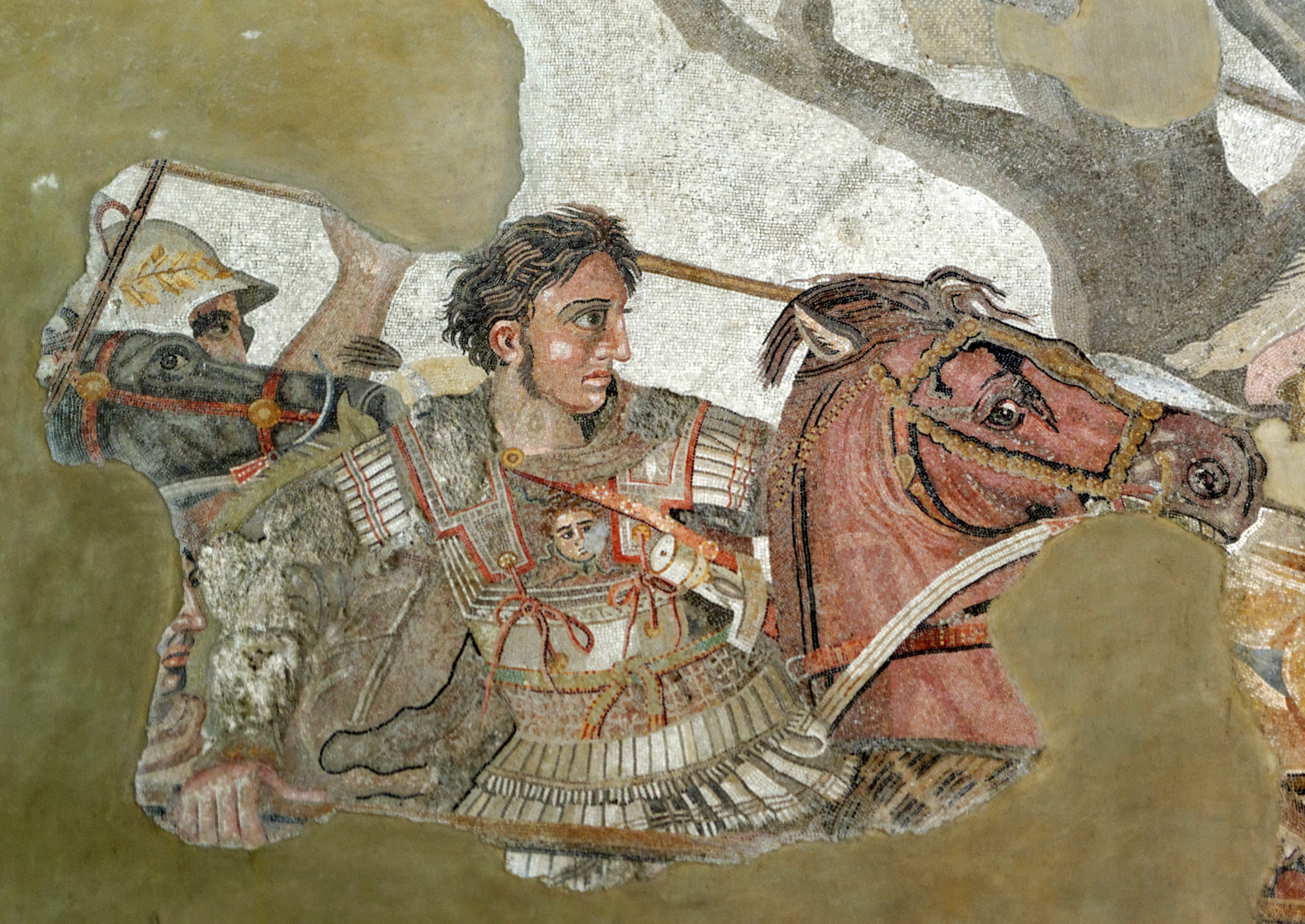
Détail de la mosaïque d'Alexandre, musée archéologique de Naples.

La déroute de l'armée perse après sa défaite à Issos est totale. Darius III, avec quelques milliers d’hommes à peine, s'enfuit vers Thapsaque, en Syrie sur l'Euphrate, tandis que les autres fuyards sont dispersés ; certains d'entre eux se réfugient en Phénicie puis de là gagnent l'Égypte ou Chypre. Alexandre a mis la main sur la famille de Darius, dont sa mère Sisygambis et son épouse Stateira, ce qui explique pourquoi Darius cherche à traiter avec le vainqueur en lui proposant, en vain, de céder toutes les terres à l'ouest de l'Halys.
L'une des conséquences de la victoire à Issos est que les cités grecques, dont Athènes et Sparte, dirigée par Agis III, décident de se rapprocher de Darius en envoyant des délégations. La situation d'Alexandre reste donc périlleuse. Un des meilleurs officiers perses, Nabarzanès s'est retiré avec d'importantes forces de cavalerie en Cappadoce et Paphlagonie et recrute de nouvelles troupes (fin 333-début 332). Il existe un risque réel sur les arrières d'Alexandre et ses lignes d'approvisionnement en Asie Mineure. De plus, en Thrace, Memnon de Thrace, un stratège macédonien envoyé pour contenir une révolte, prend le parti des populations insurgées. Par ailleurs, il apparaît que Darius lève une nouvelle armée. Enfin la flotte perse représente un grand danger en mer Égée. La maîtrise de la côte phénicienne, pouvant servir de base arrière, est donc indispensable à Alexandre. C'est pourquoi, délaissant la poursuite de Darius, il prend la route du sud vers Arados (au nord de la Phénicie) tandis que Parménion est envoyé à Damas, où il s’empare du trésor de guerre de Darius. Dans le même temps, Alexandre désigne un de ses officiers les plus énergiques, Antigone le Borgne, au commandement de toutes les forces présentes en Asie Mineure.
La période achéménide pour les Phéniciens a été une période prospère car, en leur laissant une véritable autonomie, les souverains achéménides ont permis aux cités phéniciennes de reprendre en partie la maîtrise de nombreuses routes commerciales face à leurs adversaires traditionnels : les Grecs. Les Phéniciens constituent par exemple une grande part des marins de la flotte perse à la bataille de Salamine. Mais, divisées entre elles, ces cités n’adoptent pas une attitude commune face à l’arrivée d'Alexandre. Le roi d'Arastos, Gérostrate, estime qu’il n’a pas les moyens de résister et surtout que sa cité, plus riche de son commerce terrestre (avec la Perse et la Médie surtout) que de son commerce maritime, n’a aucun intérêt à un siège destructeur. Arastos se rend ainsi que les cités de Marathos, Sigôn et Byblos. Quant à Sidon, elle se soumet d’autant plus facilement que ses habitants n’ont pas oublié les représailles d’Artaxerxès II lorsque la cité a participé à la révolte des satrapes sous le règne de ce prince.

#### Siège de Tyr (janvier-août 332)

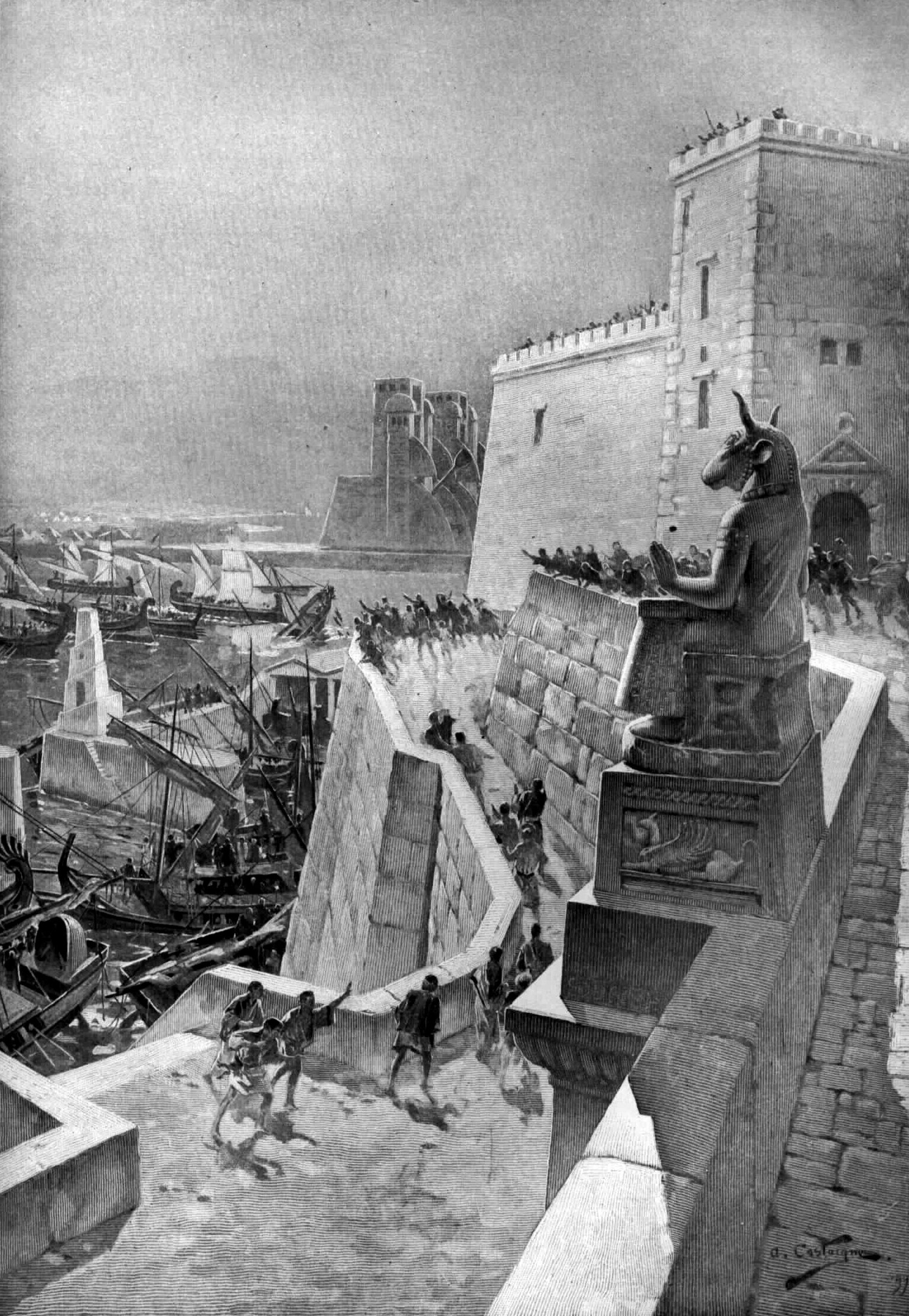
Le siège de Tyr, André Castaigne, 1888-1889.

À la fin de l’année 333 av. J.-C., Alexandre prend possession de la Judée et de la Samarie. Alors qu'il est à Sidon, des négociations s’engagent avec le roi de Tyr, Azemilcos, lequel souhaite rester neutre dans le conflit. Mais Alexandre refuse de négocier alors qu'il désire offrir un sacrifice dans le temple d'Héraclès-Melkart, dieu tutélaire de Tyr,. Les Tyriens décèlent le piège : faire entrer Alexandre en vainqueur dans le temple revient à lui donner pouvoir sur la cité. Quant à Alexandre, il ne lui sert à rien de tenir la côte phénicienne si Tyr, avec ses deux ports, reste en dehors de son contrôle. C'est pourquoi commence en janvier 332 le long siège de Tyr. La cité neuve est bâtie sur l'île d'Ancharadus qu’Alexandre compte atteindre en construisant, avec les débris de la vieille ville continentale, une digue d’environ 60 m de long. Mais les difficultés s’accroissent quand la digue atteint des eaux plus profondes, d’autant que les Tyriens effectuent des raids meurtriers avec leurs navires, dont des brûlots, et des plongeurs. Cependant, Alexandre conserve un atout. En tenant les autres cités phéniciennes, il a dispersé la flotte perse (début 332) dont les équipages phéniciens rentrent progressivement dans leurs ports d'attache. Les rois de Sidon, de Byblos, d'Arados et de Soles à Chypre offrent ces navires, peut-être une centaine, à Alexandre qui ainsi peut constituer une flotte suffisante pour assiéger Tyr. Dans le même temps, selon Flavius Josèphe, Alexandre demande en vain au Grand-prêtre de Jérusalem, Jaddus, de lui fournir une aide militaire ainsi que le tribut dû auparavant aux Achéménides.
Après un raid d'une dizaine de jours pour soumettre les populations des montagnes du Liban actuel, Alexandre constate que sa nouvelle flotte est prête et apprend l'arrivée de Cléandre à la tête d'un corps de 4 000 mercenaires, pour la plupart venus du Péloponnèse. Isolée par mer depuis la défaite de sa flotte, la cité résiste jusqu'en août. La prise de la ville donne lieu à des actes d'une grande violence tant les Tyriens se défendent avec acharnement. Ils utilisent notamment des tridents, ressemblant à des sortes d'hameçons, pour arracher les boucliers des assiégeants et déversent sur eux du sable brûlant. Face à cette résistance, et après avoir songé un temps à lever le siège, Alexandre ordonne une attaque conjointe par mer et par terre. Une fois les tours de siège et les béliers approchés des murs, Alexandre dirige en personne l'assaut victorieux. Entre 6 000 et 8 000 défenseurs sont tués. 2 000 jeunes hommes sont crucifiés immédiatement après la prise de la ville, le reste de la population, soit 30 000 personnes, est réduit en esclavage, une partie de la population dont beaucoup de femmes et d'enfants s'étant auparavant enfuie à Carthage.
Ce succès permet à Alexandre d'assurer sa mainmise sur l'ensemble de la Phénicie. Le gouverneur de Samarie, Sanballatès, présente sa soumission. Selon Flavius Josèphe, ce dernier obtient la permission de construire un temple sur le mont Garizim en faveur de son gendre Manassès, frère du Grand-prêtre juif de Jérusalem, Jaddus. En retour, 8 000 Samaritains s'engagent dans l'armée macédonienne.

#### Pharaon d’Égypte (automne 332-printemps 331)

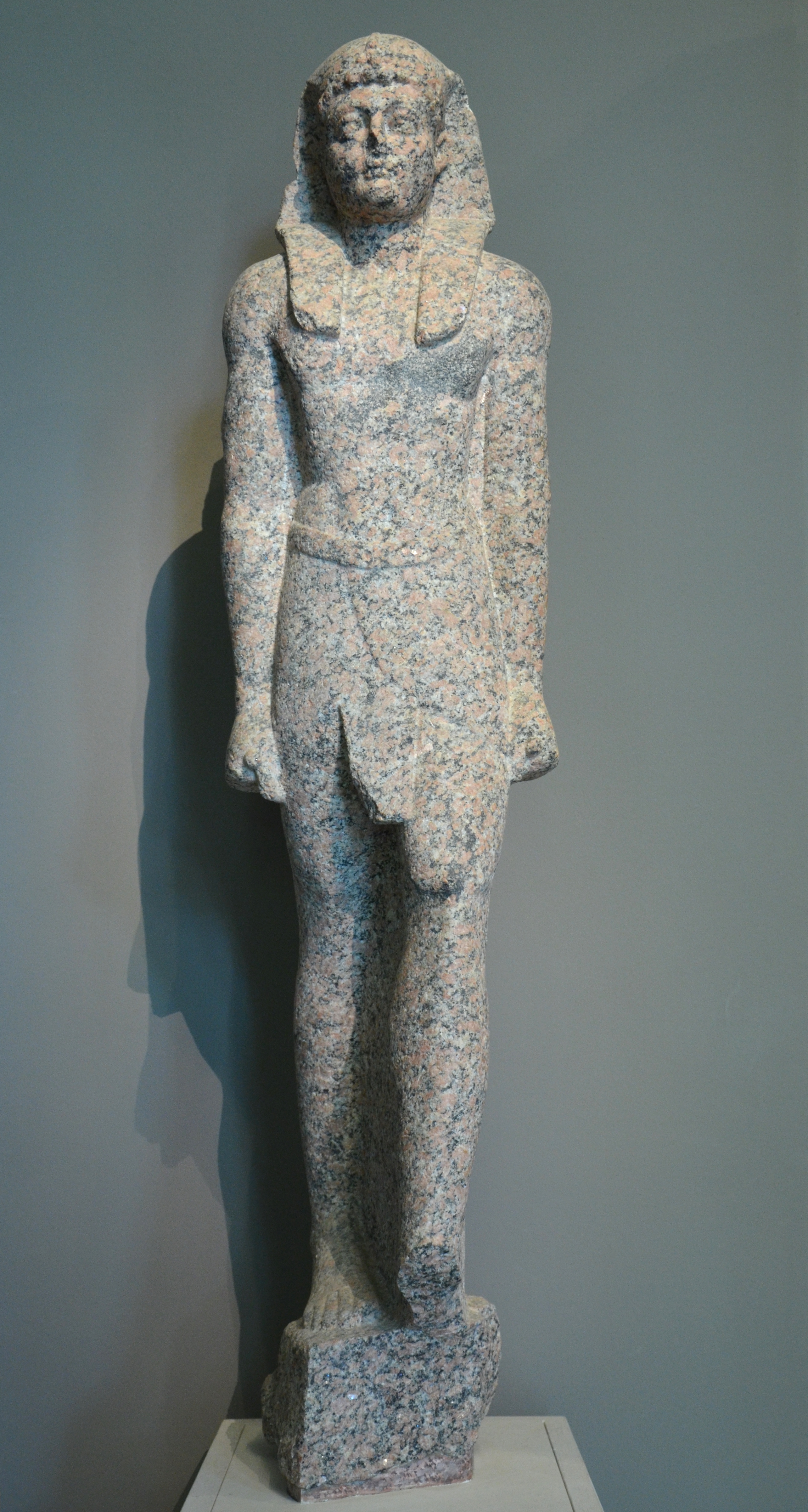
Statue d'Alexandre en pharaon, Égypte ptolémaïque, vers -300, Liebieghaus, Francfort-sur-le-Main.

Après le siège de Tyr achevé en août 332 av. J.-C., Alexandre prend le chemin de l'Égypte alors sous domination des Achéménides. À cette époque, il repousse, malgré l'avis favorable de Parménion, une proposition de paix avantageuse émise par Darius III. Celui-ci propose en effet qu'Alexandre épouse sa fille Stateira et reçoive toute la région située entre l'Europe et le fleuve Halys en Anatolie. Par ailleurs, après qu'Alexandre a franchi l'Euphrate à l'été 331, Darius lui propose les territoires jusqu'à l'Euphrate. Pour autant il se pourrait que ces propositions de paix soit une invention de la propagande macédonienne, car Darius, bien qu'il cherche à récupérer sa famille capturée après Issos, semble bien décidé à se battre jusqu'au bout.
Il est indéniable qu'Alexandre cherche avec la prise de l'Égypte à enlever aux Perses leur dernière façade maritime et la possibilité de rallier les mercenaires grecs. Il aurait par ailleurs choisi de laisser le temps à Darius de mobiliser une nouvelle armée dans les provinces orientales afin d'anéantir les forces perses en une seule bataille. Sur la route de l'Égypte, Alexandre rencontre durant deux mois une forte résistance lors du siège de Gaza. En décembre 332, après avoir été blessé à deux reprises, il prend la ville dont la garnison est massacrée et la population vendue en esclavage. Il s'empare alors d'un énorme butin, composé surtout d'aromates. En sept jours depuis Gaza il atteint Péluse. Quand Alexandre entre en Égypte en décembre 332, il est accueilli en libérateur, sachant que les Égyptiens se sont révoltés de nombreuses fois contre la domination achéménide. Le satrape perse Mazaces remet à Alexandre la souveraineté d'Égypte sans combattre en lui laissant un trésor de 800 talents. Alexandre est proclamé pharaon à Memphis en 331. Il sacrifie au taureau Apis, gage de respect des traditions égyptiennes, et honore les autres dieux. Il se dirige ensuite vers la côte méditerranéenne où il choisit en janvier 331 l'emplacement de la future Alexandrie, dont la construction n'est complètement achevée que sous Ptolémée II, avec notamment l'édification du phare, du musée et de la bibliothèque.
Alexandre se rend ensuite en pèlerinage dans l'oasis de Siwa où il rencontre l’oracle de Zeus Ammon qui le confirme comme descendant direct du dieu Amon. Cette salutation, conforme à l’étiquette égyptienne, est très largement exploitée par la propagande du conquérant. Cette anecdote est rapportée ainsi par Plutarque :

« Quelques-uns affirment que le prophète, voulant le saluer en grec d’un terme d’affection, l’avait appelé « mon fils » (παιδίον / païdion), mais que, dans sa prononciation barbare, il achoppa sur la dernière lettre et dit, en substituant au nu (ν) un sigma (ς) : « fils de Zeus » (παῖς Διός / païs dios) ; ils ajoutent qu’Alexandre goûta fort ce lapsus et que le bruit se répandit qu’il avait été appelé « fils de Zeus » par le dieu. »

De retour à Memphis, Alexandre se fait officiellement couronner dans le temple de Ptah. Cette cérémonie n'est rapportée que par le Pseudo-Callisthène mais paraît vraisemblable. Il réorganise le pays avant de repartir à la conquête de l'Orient. Il préfère ne pas désigner de nouveau satrape, se méfiant des ambitions personnelles étant donné la richesse de l’Égypte. Les finances sont confiées au Grec Cléomène de Naucratis qui connaît déjà bien le pays.
C'est durant son séjour en Égypte qu'Alexandre apprend la déroute définitive de ce qui reste de la flotte perse et la capture de ses derniers adversaires en mer Égée dont le satrape Pharnabaze III. Fait prisonnier, celui-ci parvient à s’échapper mais l’un des amiraux d’Alexandre, Hégélochos, apporte à son maître de nombreux prisonniers qui sont exilés dans la ville égyptienne d'Éléphantine. Cela laisse toute latitude à Antipater, le régent de Macédoine, pour s'occuper du toujours remuant roi de Sparte, Agis III. La situation en Europe inquiète Alexandre tout au long de l'année 331, même après l'écrasement des Perses à Gaugamèles. Il multiplie d'ailleurs les faveurs aux cités grecques pour les inciter à rester loyales. Il n'est pas impossible que l'incendie de Persépolis, une des capitales des Achéménides, ait pour objectif de prouver à la Grèce que l'objectif de la ligue de Corinthe est atteint et, ainsi, d'éviter des troubles en Europe.

#### Vers la bataille décisive (printemps 331-octobre 331)

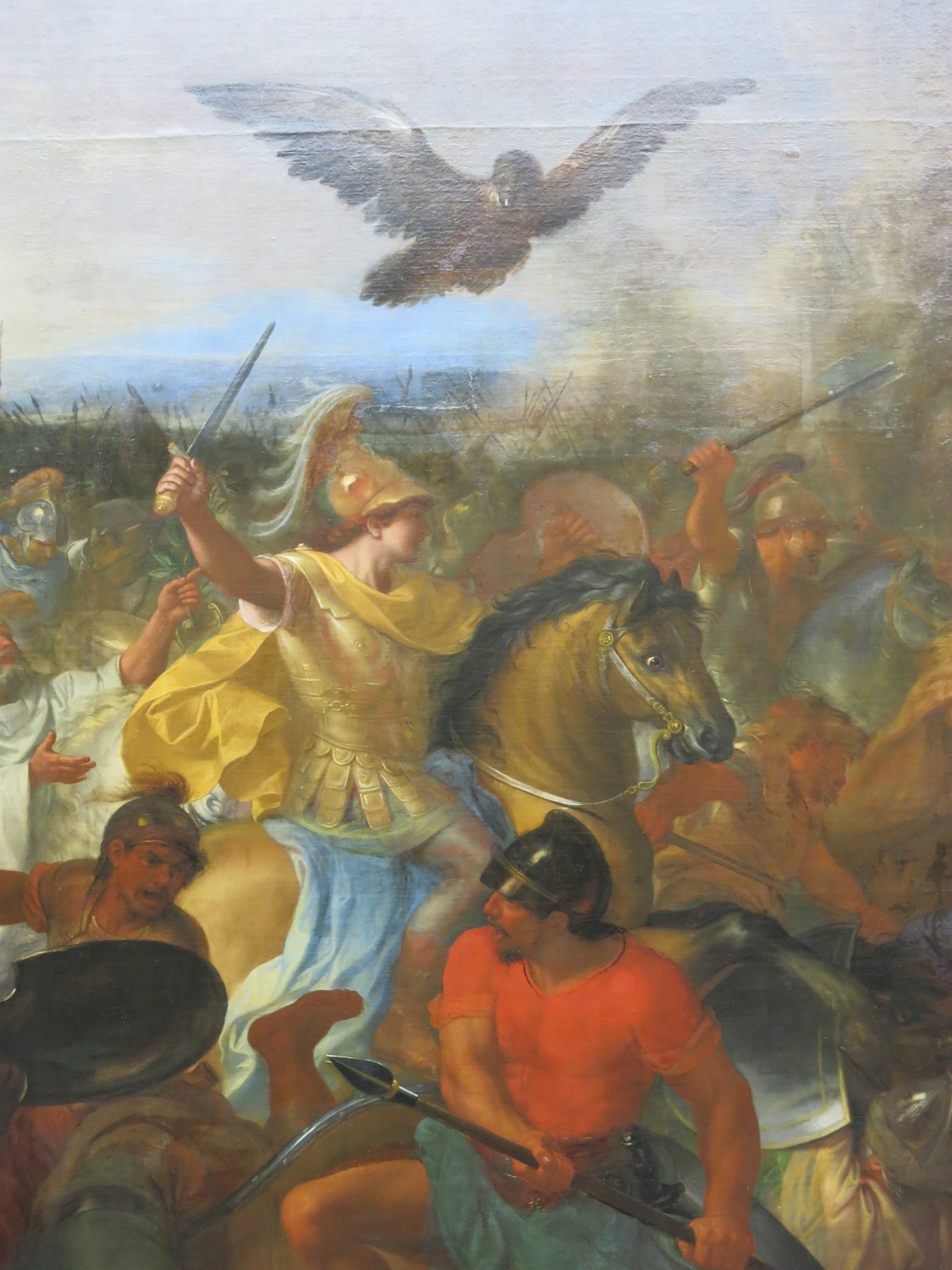
Détail de la Bataille d'Arbèles, Charles Le Brun, 1669, musée du Louvre.

Alexandre quitte l'Égypte au printemps 331 av. J.-C. afin de commencer la campagne asiatique, rassuré par la défaite de Pharnabaze et confiant dans la capacité d'Antipater à vaincre les Spartiates d'Agis III. Lors d'un nouveau passage à Tyr, Alexandre reçoit une délégation athénienne qui obtient du roi la libération des mercenaires qui ont combattu à la bataille du Granique dans les rangs de l'armée perse. Il en profite pour réorganiser les finances des territoires conquis qu'il confie à Harpale sous le nom de « caisse militaire ».
À la fin du printemps, l'armée macédonienne se met en marche vers l'Euphrate, qui est traversé fin juillet à Thapsaque sur un pont de bateaux. Le satrape Mazaios s'est replié à l'arrivée de son adversaire. Les prodromoi (éclaireurs) macédoniens repèrent l'armée de Darius III plus au nord. Aussi, le roi de Macédoine, au lieu de marcher sur Babylone selon son plan initial, remonte au nord, vers Nisibe, et franchit le Tigre vers le 20 septembre 331 (aux environs de Djésireh en Irak actuelle) contournant son adversaire. Alexandre reprend alors la direction du sud avec le Tigre sur sa droite. Au bout de quatre jours de marche, il apprend que l'armée perse, bien supérieure en nombre, l'attend dans une immense plaine près d'Arbèles en Adiabène (Kurdistan irakien). Alexandre remporte la bataille de Gaugamèles (1er octobre 331) après une charge de cavalerie sur le centre perse ; mais les pertes dans l'infanterie macédonienne sont importantes. Darius s'enfuit à Ecbatane en Médie.
Début octobre 331, à l'issue d'une cérémonie fastueuse à Arbèles, Alexandre se fait proclamer roi d'Asie (Kyrios tes Asias), répondant à la citation attribuée à Alexandre par Plutarque : « La Terre ne peut tolérer deux soleils, ni l'Asie deux rois ».

### À la poursuite de Darius

#### Entrée dans Babylone et Suse (octobre-décembre 331)
La victoire d'Alexandre à Gaugamèles ouvre la route vers Babylone qui se rend sans combattre grâce à Mazaios, ancien satrape de Cilicie et commandant de la cavalerie perse à Gaugamèles. Les prêtres babyloniens de Marduk sont par ailleurs traditionnellement hostiles aux Perses. Alexandre s'évite de la sorte un long siège qui aurait laissé la possibilité à son adversaire de se ressaisir. Les trois semaines entre la bataille de Gaugamèles et l'entrée d'Alexandre dans la ville (fin octobre 331 av. J.-C.) sont désormais mieux connues grâce à la découverte d'une tablette cunéiforme babylonienne qui, bien que détériorée, fait une nette allusion à la chronologie de la bataille de Gaugamèles et à ses suites. Cette tablette évoque en effet la fuite de Darius III « vers le pays de Guti » (la Médie) et indique que les autorités de Babylone ont négocié avec le vainqueur, qui garantit le maintien des traditions religieuses. Alexandre donne ainsi l'ordre de rebâtir le sanctuaire de Marduk, qui tombe en ruine. Mazaios est alors désigné de satrape de Babylonie,. Alexandre inaugure ainsi sa politique de ralliement de l'aristocratie perse. Il maintient néanmoins une forte garnison à Babylone, montrant davantage de prudence qu'envers les Égyptiens.
Tandis que Darius, en fuite, tente de réunir une nouvelle armée royale dans les Hautes satrapies, Alexandre prend la direction de la Susiane, laquelle se rallie à son tour. Il a auparavant dépêché à Suse Philoxène, auparavant administrateur des finances en Asie Mineure, afin de s'assurer du contrôle de l'immense trésor qui s’y trouve, soit près de 50 000 talents d'argent. Il laisse à son poste le satrape Aboulitès en récompense de son ralliement, qui plus est dans une région difficile à administrer pour un Grec étant donné la barrière linguistique. Une partie de ce trésor, soit 3 000 talents, est envoyée à Antipater afin qu'il l'utilise dans sa lutte contre Sparte.

#### Difficultés d'Antipater en Grèce (331)
L'année 331 av. J.-C. s'avère une année difficile pour Antipater, à qui Alexandre a confié le gouvernement de la Macédoine et de la Grèce en son absence. Apparemment, la dispersion de la flotte perse, à la suite de la prise de Tyr, n'attise plus les désirs de révolte des Grecs, sauf à Sparte où le roi Agis III s’assure le concours des pirates crétois puis de l'ensemble des peuples du Péloponnèse (Éléens, Arcadiens et la quasi-totalité de l'Achaïe à l'exception de Pellènè). Mégalopolis et Messène sont les seules cités importantes à refuser d'entrer dans la coalition anti-macédonienne. Dans un premier temps, Agis est vainqueur d'un corps expéditionnaire macédonien dirigé par Corragos et assiège Mégalopolis. Le reste de la Grèce cependant ne bouge pas ; même Démosthène à Athènes conseille de ne rien faire. Il est vrai que les gestes habiles d’Alexandre, comme celui de renvoyer de Suse vers Athènes la statue des Tyrannoctones ou la libération des prisonniers athéniens de la bataille du Granique, lui concilient provisoirement une partie des habitants de la cité attique. Dans le même temps, au printemps 331, Memnon, gouverneur de Thrace, se révolte contre la tutelle macédonienne probablement avec le soutien d'Agis III.
Antipater réagit, suivant les ordres d'Alexandre, en dirigeant la quasi-totalité de ses forces, entre 35 000 et 40 000 hommes, vers le Péloponnèse. Agis ne dispose que d'environ 20 000 hommes et 2 000 cavaliers. Il est battu et tué à la bataille de Mégalopolis à l'automne 331. Sous l'impulsion de la ligue de Corinthe, Sparte négocie la paix directement avec Alexandre. La nouvelle de la victoire de Gaugamèles, qui parvient en Europe après la victoire d'Antipater sur Sparte, assure avec plus de force la souveraineté macédonienne en Grèce.
Par ailleurs, les relations sont difficiles entre Antipater et Olympias, la mère d'Alexandre. Celle-ci provoque des difficultés quand, après la mort de son frère Alexandre Ier, roi d’Épire, tué durant une expédition en Italie, elle montre ses prétentions au trône de ce pays. Elle en assure finalement la régence pour l’un de ses petits-enfants, fils du roi précédent et de sa fille Cléopâtre, la sœur d'Alexandre.

#### Campagne en Perside et l’incendie de Persépolis (janvier-mai 330)

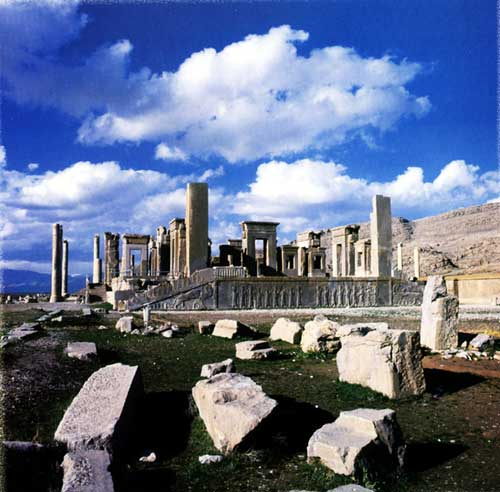
Vestiges des palais achéménides à Persépolis.

La campagne contre Darius III se poursuit en direction de la Perse proprement dite. Alexandre emprunte la « voie royale » et atteint Suse. En vue de marcher sur Persépolis, il divise son armée en deux corps : la majorité des troupes, dirigée par Parménion, emprunte la voie royale, et l'autre, commandée par Alexandre lui-même, prend la direction de la Perside. Il soumet par une campagne foudroyante le pays des Ouxiens (sud-ouest de l’Iran actuel). Les montagnards de ces régions s’engagent à payer un tribut en chevaux et bêtes de somme. Dans les monts Zagros, il est arrêté pendant plus d'un mois par la résistance acharnée du satrape Ariobarzane aux Portes persiques, baroud d'honneur des Perses. Puis il parvient, fin janvier 330 av. J.-C., dans la ville la plus symbolique du pouvoir achéménide, Persépolis.
La capitale est livrée au pillage, puis, quelques mois après, les palais sont la proie des flammes (mai 330). Cet incendie est souvent interprété comme volontaire, bien qu’il aille à l’encontre de la politique d’intégration aux coutumes locales du conquérant. Alexandre aurait ainsi effectué un geste symbolique mûrement réfléchi, à la fois en direction des Perses et des Grecs de la ligue de Corinthe. L'incendie, revanche de l'incendie d'Athènes par Xerxès Ier en 480, pourrait être une opération de propagande envers les Grecs à un moment où la situation est tendue en Grèce et où l'annonce de la victoire d'Antipater sur Sparte n'est peut-être pas encore parvenue à Alexandre. Il est possible qu’Alexandre ait voulu affirmer son pouvoir face à une population peu encline à se rallier à lui. Une autre interprétation veut qu’Alexandre ait provoqué l’incendie dans un état d’ivresse, poussé en cela par une jeune courtisane athénienne, Thaïs. Quoi qu’il en soit, Alexandre regrette par la suite cet acte très mal perçu par les Perses mais accompli avec joie par les troupes macédoniennes qui pensent, bien à tort, qu'Alexandre trahit son regret du pays natal et manifeste par cet incendie sa volonté de ne pas se fixer en Asie.

#### Mort de Darius (été 330)

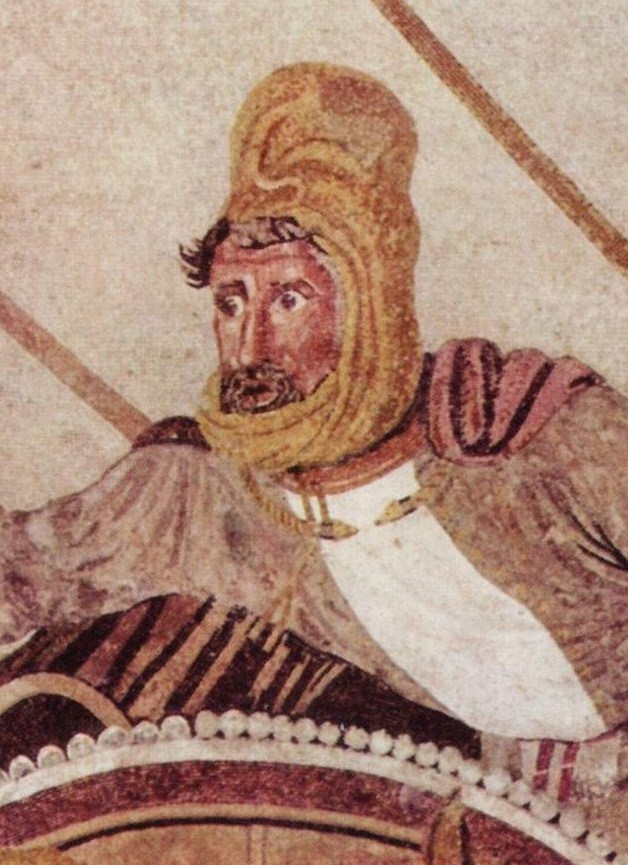
Darius III sur la mosaïque d'Alexandre, musée archéologique de Naples.

Durant l'été 330 av. J.-C., Darius III se réfugie en Médie ; puis, face à l'avancée d'Alexandre, il décide de prendre le chemin de l'Hyrcanie au sud-est de la mer Caspienne. Il est rejoint à Ecbatane par Bessos avec des cavaliers originaires de Bactriane et un corps d'environ 2 000 mercenaires grecs. Darius envoie son harem, ce qui reste de son trésor aux Portes Caspiennes (à l'est de Téhéran), clefs de l'Hyrcanie et faciles à défendre. Alexandre pénètre en Paraitacène (actuelle région d'Ispahan), soumet la population et fonce sur Ecbatane pour y apprendre que Darius vient de s'enfuir trois jours plus tôt avec environ 9 000 hommes dont 3 000 cavaliers. À Ecbatane, Alexandre licencie ses cavaliers thessaliens, lance Parménion vers l'Hyrcanie et Cleitos vers la Parthie (à l’est de l'Hyrcanie). Lui-même se lance avec des troupes rapides à la poursuite du monarque en fuite. En onze jours, il parcourt la route qui va d'Ecbatane à Rhagæ (au sud de Téhéran), où il est obligé de laisser souffler ses hommes et chevaux cinq jours. Il apprend par des transfuges que Darius est prisonnier de Bessos et Barsaentès et qu'il se dirige vers Hécatompyles (près de l'actuel Shahroud). En apprenant cette nouvelle, Alexandre confie ses troupes à Cratère, tandis qu'avec ses éléments les plus rapides il marche pendant une journée et demie sans relâche. Un jour plus tard, après une marche nocturne, il atteint le camp de Darius, que celui-ci vient d'abandonner. Le soir même, Alexandre impose à ses hommes une nouvelle marche de nuit pour aboutir à un campement de nouveau abandonné. Finalement, Alexandre, avec quelques cavaliers et fantassins montés, rejoint le convoi de Darius. Mais celui-ci a été assassiné par Bessos, Barsaentès et Satibarzane, qui viennent de s'enfuir avec quelques centaines de cavaliers. Bessos, tente de prendre les rênes du pouvoir perse, sous le nom d'Artaxerxès V, mais Alexandre tient fermement l'Empire perse.

### Toujours plus à l’Est

#### Conséquences de la mort de Darius (été 330)

Itinéraire d’Alexandre dans les satrapies orientales, puis le long de la vallée de l'Indus jusqu’à retour à Babylone.

Alexandre rend les honneurs royaux à Darius III et se présente comme son successeur légitime en faisant courir la rumeur que Darius, agonisant, l'aurait appelé à le venger de ses assassins, dont le satrape Bessos. Alexandre peut désormais se montrer généreux avec sa famille et le fait ensevelir dans les tombes royales de Persépolis. Les satrapes restés fidèles à Darius sont récompensés, tel Artabaze qui reçoit la Bactriane. La mort de Darius amène par ailleurs la noblesse perse à se rallier massivement à Alexandre. Cette collaboration des élites vaincues lui est nécessaire car les premières manifestations de lassitude parmi certains contingents obligent le roi à licencier une partie de ses troupes, dont les Thessaliens. Or les besoins en hommes augmentent au fur et à mesure que l'armée pénètre en Asie. Ainsi, rien que pour garder les trésors royaux, Alexandre laisse 6 000 hommes à Ecbatane.
La mort de Darius amène une profonde réorganisation de l'empire et l'abandon des coutumes royales macédoniennes : Alexandre, devenu le « roi Alexandre », et non plus le « roi des Macédoniens », possède un pouvoir personnel selon l'étiquette perse, suscitant des résistances parmi les tenants de la tradition. Il confie les postes clés à ses proches Compagnons : Héphaistion devient chiliarque, soit le deuxième dans la hiérarchie ; Harpale est désigné trésorier de l'empire.

#### Soumission de l’Arie (automne 330)
Avant de poursuivre Bessos, l'assassin de Darius III, et ses complices, Alexandre doit soumettre l’Hyrcanie et les populations montagnardes de la région (actuelles montagnes du Khurāsān à la frontière entre l’Iran et le Turkménistan), les Tapouriens et les Mardes, qui se sont rebellées. L'armée macédonienne, dont les effectifs ont été réduits par le retour des alliés grecs, s'est en effet avancée dans des régions hostiles. Il doit donc incorporer à son armée des mercenaires auparavant au service des Achéménides et commence à faire appel à des Perses.
Il rassemble ses troupes à Zadracarta dont une partie renvoyée à Ecbatane protéger le trésor, sous le commandement de Parménion en qui il est plausible qu’il n’ait plus qu’une confiance limitée, tandis qu’il se prépare à poursuivre les satrapes en fuite. Il apprend que ceux-ci se sont séparés et que Bessos, qui s'est proclamé roi sous le nom d’Artaxerxès V, s’est réfugié en Bactriane alors que Satibarzanès est retourné en Arie (ouest de l'Afghanistan) et Barsaentès en Drangiane (sud de l'Afghanistan). Avec seulement près de 20 000 hommes, Alexandre s’empare difficilement de l’Arie, en remontant la vallée de l’Atrek, et maintient Satibarzanès à son poste en lui adjoignant un stratège macédonien Anaxippos. Mais, alors qu’il se prépare à remonter vers la Bactriane, Satibarzanès se révolte (automne 330 av. J.-C.), assassine Anaxippos et massacre les troupes macédoniennes laissées en Arie avant de s’enfuir. Afin de maintenir l’ordre dans cette province, Alexandre y fonde une cité, Alexandrie d'Arie (actuel Hérat), puis se dirige vers la Drangiane où le rebelle Barsaentès lui est livré et mis à mort. En octobre ou novembre 330, Satibarzane se révolte à nouveau en Arie. Il est tué dans un affrontement contre le corps expéditionnaire dirigé par Artabaze, Érigyios et Caranos.

#### Exécutions de Parménion et Philotas (automne 330)
À l'automne 330 av. J.-C., alors que l'armée séjourne dans la capitale de Drangiane, Phrada-Prophtasia (au sud de Hérat), Philotas, fils de Parménion et hipparque de la cavalerie, est emprisonné et jugé pour complot, ou plus exactement pour avoir eu vent d’un complot contre le roi sans rien faire pour le dénoncer. Déjà au printemps 331, Asandros, le frère de Parménion, a été démis de ses fonctions de satrape de Lydie, tandis que le récit officiel de la bataille de Gaugamèles minore le rôle joué par Parménion. Il est probable que les critiques de Philotas sur le cérémonial perse adopté par le roi aient fortement indisposé ce dernier, alors que Parménion ne semble pas freiner les velléités de retour en Europe des troupes stationnées à Ecbatane. Philotas est jugé par l'Assemblée des Macédoniens sous l'accusation de Cratère qui y voit sans doute un moyen d'éliminer un rival ; il est lapidé selon la coutume après que des aveux lui ont été extorqués. Les Macédoniens obtiennent également qu'Alexandre le Lynceste, en captivité depuis 333 après que Darius III a voulu le soudoyer, subisse le même sort. Quant à Parménion, Alexandre ignore s'il se trouve impliqué dans la conjuration, mais il envoie des officiers le mettre à mort. Il s'en faut de peu que les troupes de Médie se soulèvent à cause de ce meurtre.
Cet épisode dramatique est révélateur des réticences de plus en plus fortes de l'entourage du roi, à l’exception notable d'Héphaistion et de Cratère, sur cette épopée qui les voit s'enfoncer de plus en plus en Asie, loin de leurs bases, de leur pays, à la poursuite d’un but et d’un rêve qui leur échappent. Les maladresses de Philotas, affirmant volontiers qu’Alexandre n’aurait pas remporté ses victoires sans l’aide de son père et la sienne, et qui se moque des prétentions du roi à être considéré comme le fils de Zeus Ammon, expliquent aussi sans doute qu'Alexandre ne tente rien pour sauver sa vie. La royauté macédonienne connaît des rapports conflictuels fréquents entre aristocratie et monarchie. L'exécution de Philotas, apprécié par la troupe, est un moyen pour le roi de se débarrasser d’un officier jugé trop puissant. Dans ce contexte, Alexandre procède à des réformes au sein du commandement de l'armée : Héphaistion et Cleitos deviennent hipparques, les fidèles Perdiccas, Cratère et Ptolémée sont eux aussi promus.

#### À la poursuite de Bessos (hiver 330-hiver 329)
Lancé à la poursuite de Bessos, le successeur proclamé de Darius III, Alexandre passe de Drangiane en Arachosie (sud-ouest de l'Afghanistan) vers la fin 330 av. J.-C.. Alexandre fonde une Alexandrie qui correspond à l'actuel Kandahar, laissant Memnon comme satrape. Puis il remonte vers la Bactriane à la poursuite de Bessos. La traversée des monts des Paropamisades (dans l'Hindou Kouch), que les Macédoniens et les Grecs confondent apparemment avec le Caucase, s’effectue au printemps 329. Dans sa fuite, Bessos ravage les vallées entre les Paropamisades et l'Oxos (Amou-Daria) afin de limiter les possibilités de ravitaillement de ses poursuivants. Alexandre s'empare de Bactres et passe ensuite l'Oxos sur un pont flottant fait de tentes de peaux remplies de diverses matières séchées pour parvenir en Sogdiane.
Les nobles Spitaménès et Oxyartès, craignant qu'Alexandre n'occupe le cœur de leur province, décident finalement de livrer Bessos. Ptolémée est chargé de cette capture qui intervient au début de 329. Bessos est emmené à Bactres où, à la façon des Perses, son nez et ses oreilles sont coupés ; puis il est envoyé à Ecbatane pour être exécuté.

#### Conquête des Hautes satrapies (hiver 329-printemps 327)

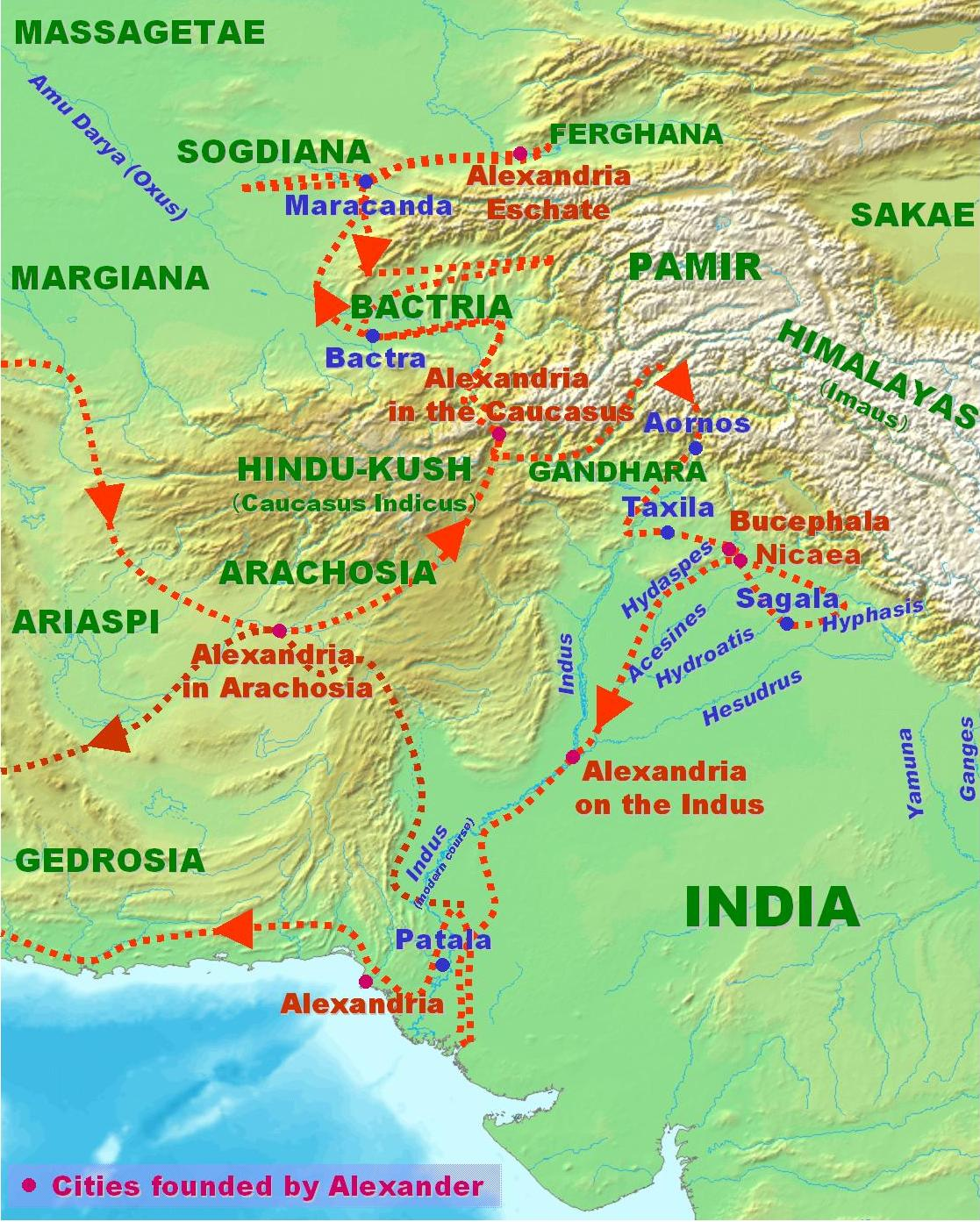
L'expédition d'Alexandre dans les Hautes satrapies.

Les Hautes satrapies (Arie, Bactriane, Sogdiane, Drangiane, Margiane) sont le carrefour entre les peuples scythes nomades, jaloux de leur indépendance, et les Iraniens sédentaires. Les souverains achéménides n'y ont exercé qu'une souveraineté relative et Alexandre a éprouvé des difficultés pour y imposer son autorité. Pendant près de deux ans, Alexandre lutte, sans gloire, en Sogdiane et en Bactriane contre les satrapes révoltés. Spitaménès, qui a livré Bessos, se révolte et massacre plusieurs garnisons macédoniennes en Sogdiane. Il inflige une cuisante défaite à la bataille du Polytimète aux officiers envoyés contre lui. La réaction d'Alexandre est significative de son profond désarroi puisqu'il interdit aux rescapés, sous peine de mort, de divulguer la réalité de ce désastre. La répression contre les Sogdiens est implacable : Cyropolis est détruite, la population est massacrée ou asservie. Alexandre fonde, à proximité du Iaxarte, limite orientale de l'empire perse, une Alexandrie Eschatè (actuel Khodjent), ou « Alexandrie la plus lointaine ». Cette fondation, qu'il compte peupler de mercenaires grecs et de Sogdiens ralliés, marque le point le plus au nord de son périple.
Alexandre entend faire une démonstration de puissance à l'encontre des Sakas, un peuple scythe, et fait traverser le fleuve Iaxarte, contraignant les Sakas à fuir dans la steppe. Par la suite, une ambassade permet de conclure un pacte de non-agression. Alexandre, accompagné de Cratère, marche ensuite contre Spitamémès, qui assiège la garnison de Samarcande et lève aussitôt le siège. Alexandre cherche alors à se concilier l’aristocratie sogdienne en leur accordant des honneurs. Il repasse l'Oxos et suit la route caravanière jusqu'à l'oasis de Merv, où il fonde une Alexandrie de Margiane. Après avoir hiverné (329-328) à Bactres, Alexandre, qui a reçu 20 000 hommes en renfort venus d'Europe, surtout des mercenaires grecs et thraces, lance la campagne contre Spitaménès. Il conclut au début du printemps 328 un accord avec Pharasmanès, le roi des Chorasmiens, qui reconnaît sa suzeraineté, privant Spitaménès d'alliés potentiels. Il atteint ensuite la Sogdiane, où il fonde une Alexandrie de l'Oxos. Dans la région, il met la main sur la famille d'Oxyartès, dont il obtient le ralliement et épouse la fille, Roxane. Dans le même temps, Cratère pacifie la Bactriane. Spitaménès succombe finalement, en décembre 328, après la trahison des Massagètes, qui envoient sa tête à Alexandre. Pour remplacer Artabaze, satrape de Bactriane qui demande à être relevé de son commandement en raison de son grand âge, Alexandre désigne son ami Cleitos.
Le printemps 327 est occupé à réduire les derniers îlots de résistance, tâche dont s'acquitte Cratère au Badakhchan actuel. Alexandre entreprend de pacifier la Paraitacène, région située au nord-est de la Susiane. Grâce à Oxyartès, le père de Roxane, il rallie à sa cause le souverain local, Sisimithrès, qui accepte que de jeunes soldats intègrent l'armée royale. Puis, il retourne à Bactres, où il est rejoint par Cratère à l'été 327, pour repasser ensuite l'Hindou Kouch en vue d'hiverner avant la campagne d'Inde.

#### Montée des contestations (hiver 328-été 327)
Début 328 av. J.-C. en Sogdiane, lors d’un banquet fortement alcoolisé, Alexandre tue son ami d'enfance et fidèle compagnon Cleitos, qui a eu le tort de porter les exploits de Philippe II au-dessus de ceux de son fils. Alexandre ne le supporte pas, et, dans un accès de rage, tue Cleitos de ses propres mains. Dégrisé, il pleure longuement son ami et l'honore avec des funérailles grandioses. Mais ce crime crée un profond malaise parmi l'entourage du roi. Cleitos est remplacé par Amyntas à la tête de la satrapie de Bactriane.
Le séjour dans les provinces orientales de l'ancien empire achéménide pèse fortement sur l'entourage du roi. Quand Alexandre tente d'imposer l'étiquette perse aux Macédoniens, en particulier le fait de se prosterner devant lui selon le rituel de la proskynèse, la protestation portée par Callisthène, neveu d'Aristote et historiographe officiel, semble approuvée par de nombreux compagnons du roi. Alexandre cède en ne maintenant cette étiquette que pour ses sujets asiatiques, mais la part qu'il donne à ces derniers dans l'armée et l'administration suscite des mécontentements. En effet, Alexandre enrôle 30 000 jeunes Asiatiques (les épigones) pour être armés à la macédonienne afin de prendre le relais des troupes en voie de démobilisation. Par ailleurs, son mariage avec Roxane montre qu'il ne compte plus considérer les Perses comme des vaincus, tandis qu'il désigne plusieurs Perses à des fonctions de commandement, dont Atropatès et Phrataphernès.
À l'été 327, la conjuration des pages, qui aurait eu pour finalité l'assassinat d'Alexandre, est née du désir de vengeance personnelle d'un de ces jeunes gens, Hermolaos, qui s'estime injustement puni après une partie de chasse durant laquelle il a tué la proie destinée au roi. Elle révèle que parmi l'armée macédonienne certains jugent insupportables ses nouvelles exigences et commencent à le considérer comme un tyran. Sept pages sont donc suppliciés et exécutés. Callisthène, fort influent parmi les pages et qui a raillé les prétentions d'Alexandre à la divinité, est jeté en prison à Bactres ; il y meurt quelques mois plus tard. Callisthène aurait par ailleurs reçu une lettre d'Aristote, peut-être apocryphe, condamnant les dérives absolutistes d'Alexandre inspirées par le philosophe Anaxarque. Le commandement et la troupe montrent dans cette affaire un attachement à la figure royale. Alexandre fait écrire au régent Antipater qu'il compte châtier ceux qui ont inspiré Callisthène en Grèce.

### Fin du périple en Inde

#### Objectifs d'Alexandre en Inde

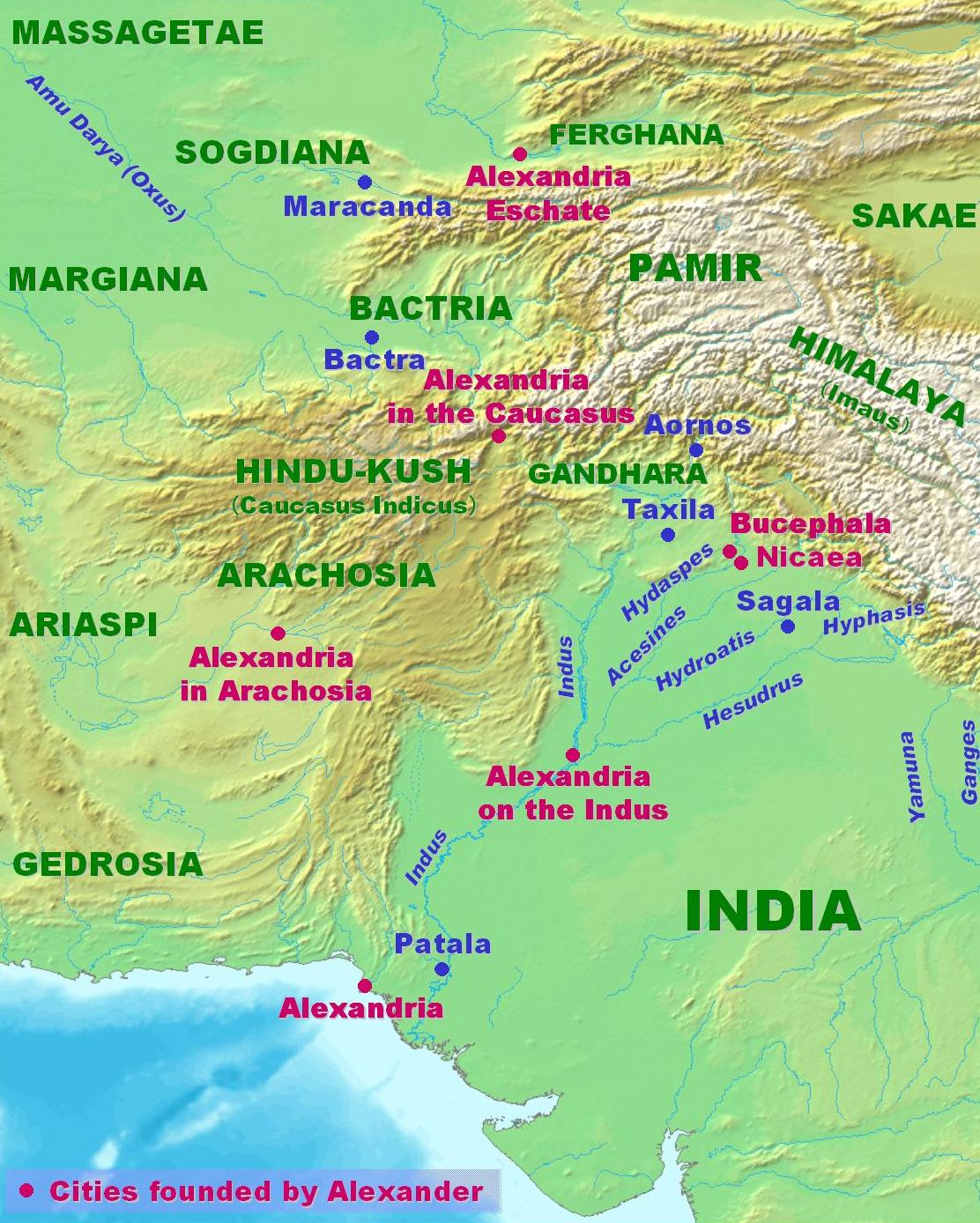
L'Inde pendant la conquête d'Alexandre.

L'Inde est pour les Grecs une contrée mystérieuse connue par les textes d'Hécatée de Milet et d'Hérodote ainsi que ceux de Ctésias, médecin à la cour d’Artaxerxès II. Ces auteurs ont sans doute utilisé la relation du voyage de Scylax de Caryanda, effectué sur ordre de Darius Ier. La vallée de l'Indus est théoriquement sous le contrôle de l’empire achéménide depuis cette époque, mais, en réalité, la frontière du pouvoir perse se limite aux Paropamisades (dans l'Hindou Kouch actuel). Quant à la vallée du Gange et au plateau du Deccan, ils sont encore inconnus des Grecs. Cependant, des relations existent puisque l'on trouve dans l'armée perse sous Darius III quelques éléphants et des contingents indiens.
Il ne fait guère de doute que le but premier d'Alexandre est de restaurer à son profit les limites de l'empire de Darius Ier et d'en tirer les profits commerciaux inhérents. Il semble avoir été aisément convaincu, alors qu’il combat en Sogdiane, par Taxilès, l’un des roitelets de la vallée septentrionale de l’Indus, d’intervenir contre son ennemi Pôros qui règne sur le royaume de Paurava à l’est de l’Hydaspe et qui menace le Panjâb. Alexandre est conseillé aussi par un prince indien, Sisicottos, qui après avoir suivi la fortune de Bessos s'est rallié au conquérant. Le projet d'Alexandre est peut-être plus ancien, puisqu'au printemps 329 av. J.-C. il a fondé une Alexandrie-du-Caucase (au nord de l'actuel Kaboul), illustrant sa volonté de disposer d'une base arrière pour son expédition.
Certains historiens contemporains ont défendu l'idée qu'Alexandre aurait souhaité continuer son périple au-delà de l'Indus et qu'il aurait eu une ambition « mondiale ». D'autres estiment que son expédition vers le Gange, seulement interrompue par la sédition de ses soldats sur l'Hyphase, a pour objectif de s'emparer des bases commerciales indiennes, de la même façon qu'en 323, il prépare une expédition vers les ports arabes du golfe Persique. L'itinéraire prévu passerait bien par la vallée de l'Indus, pour atteindre ensuite l'océan et le golfe Persique. Tout conduit par conséquent à admettre que, dans la droite ligne de son refus des propositions de paix faites par Darius III en 332 et 331, Alexandre semble avoir déjà une idée relativement précise de ses objectifs globaux, c'est-à-dire devenir le maître de l'ensemble des territoires qui ont été un jour achéménides et contrôler l'ensemble des grandes routes commerciales.

#### Conquête du Pendjab (été 327-été 326)

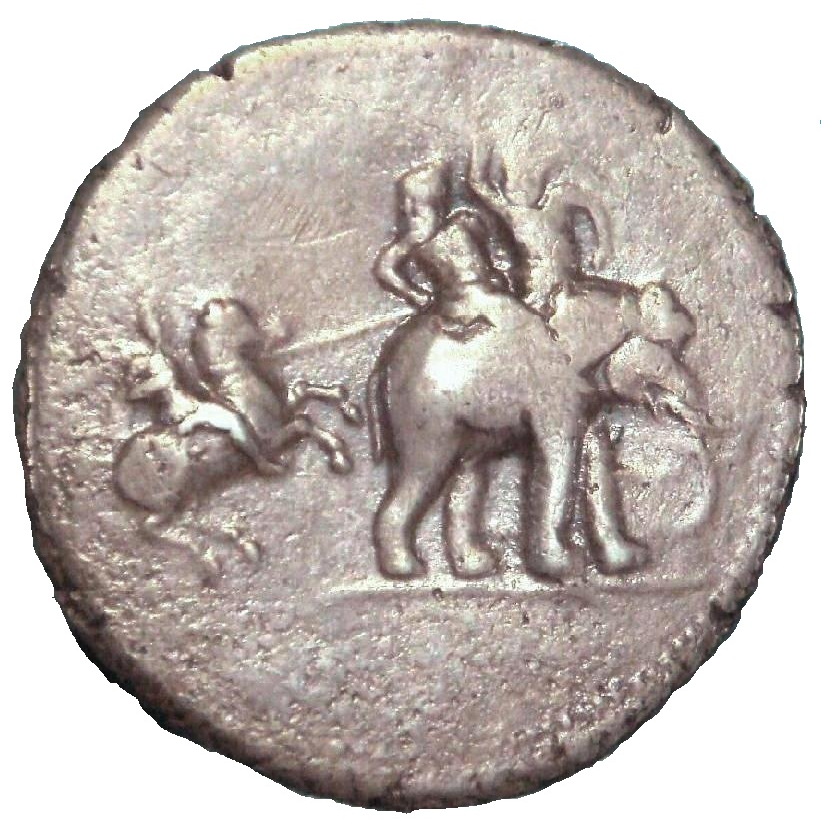
Monnaie frappée vers -322 avec au revers Alexandre chargeant Poros, British Museum.

Au printemps 327 av. J.-C., Alexandre quitte Bactres à la tête de 120 000 personnes, combattants et non-combattants inclus. Les Gréco-Macédoniens ne représentent guère que la moitié des effectifs militaires. De nombreux Asiatiques (les épigones ou héritiers) ont en effet été recrutés pour être armés sur le modèle macédonien. L'armée compte également des cavaliers des Hautes satrapies, des marins égyptiens, phéniciens, chypriotes pour la descente de l'Indus déjà envisagée. Alexandre repasse donc l'Hindou Kouch et se rend à Alexandrie-du-Caucase (actuel Begrâm près de Kaboul). Il y reçoit le renfort de Taxilès, raja de Taxila, qui appelle à lutter contre son puissant voisin Pôros, qui cherche à soumettre tout le Pendjab,. Puis il charge Héphaistion et Perdiccas de soumettre les peuples de la rive sud du Cophen, une rivière qui descend de la vallée de l'actuel Kaboul vers l'Indus, tandis qu'il s'occupe de la rive septentrionale (été 327). Si la conquête de la rive sud se déroule sans trop d’encombre, ses deux généraux atteignant le fleuve avant lui, Alexandre est confronté dans le Gandhara à la résistance des Assacènes, une peuplade apparentée aux Sakas et aux Massagètes, qui ont levé une grande armée. Leur capitale, Massaga, est prise à l'issue d'un siège durant lequel Alexandre est blessé. La place forte d'Aornos, réputée inexpugnable, est prise difficilement en avril 326 av. J.-C.. Le pays est alors érigé en satrapie sous la responsabilité de Nicanor, mais celui-ci est rapidement tué lors d'une insurrection.
Au cours du printemps 326, Alexandre franchit l'Indus grâce au pont construit par Héphaistion et Perdiccas. L'armée séjourne ensuite à Taxila, la capitale du roi Taxilès, qui appelle à lutter contre son voisin menaçant, Pôros. Peu après, l'armée s'ébranle pour combattre Pôros, qui surveille l'Hydaspe, l’un des affluents de l’Indus. Pôros, qui attend des renforts en provenance du Cachemire, dispose d'une armée déjà si nombreuse qu'Alexandre décide de l'attaquer immédiatement. Il manœuvre avec habileté, car, laissant Cratère avec le gros des troupes, il traverse avec sa cavalerie et ses hypaspistes le fleuve, pourtant gonflé par la fonte des neiges, dans une région boisée environ 150 stades en amont (environ 30 km), afin de prendre Pôros à revers. La victoire est acquise, mais la bataille de l'Hydaspe est d'une grande violence. Les cavaliers asiatiques ont montré leur efficacité, confortant Alexandre à poursuivre sa politique d'intégration des peuples vaincus. Bucéphale meurt au cours de la bataille, Alexandre fonde en son honneur la cité de Bucéphalie. Peu après, Alexandre perd son chien Péritas, il lui dédie également une cité.
Poursuivant sa politique d’intégration des chefs locaux, Alexandre laisse Pôros en place, qui abandonne ses prétentions au-delà de l'Hydaspe, avec un territoire plus vaste que celui d’origine. Une révolte des Assacènes sur ses arrières l’oblige à envoyer des troupes dirigées par Philippe et Tyriaspès. En guise de compensation après le ralliement de Pôros, qui semble-t-il a pour but de conquérir la plaine du Gange aux dépens de la dynastie des Nanda de Patna, Alexandre décide de soumettre des peuplades à l'est du Pendjab. Mais cette campagne nécessite d'âpres combats contre de petites « républiques », comme celle des Arattas. Alexandre pense alors franchir l'Hyphase (actuel Beâs) pour une simple démonstration de force, comprenant que les Nanda seraient de puissants adversaires.
À l’automne 326, sur les rives de l'Hyphase, Alexandre doit affronter une levée de boucliers des Grecs et des Macédoniens, dont Coénos se fait le porte-parole. Après s'être enfermé trois jours sous sa tente, il est obligé de se plier à la volonté de ses soldats et donne l’ordre du retour. Il fait ériger douze autels monumentaux pour chacun des douze principaux dieux de l'Olympe, ainsi qu’un camp artificiellement agrandi jusqu'au triple de ses dimensions normales afin d'intimider d'éventuels envahisseurs, marquant le point extrême de sa progression à l'est. Cette sédition est révélatrice de la coupure qui s'est créée entre le roi et ses troupes. Certains de ses officiers, les épisodes de la mort de Philotas et de Cleitos le rappellent, sont hostiles à un mode de gouvernement de plus en plus autocratique sur le modèle asiatique. Les soldats sont aussi physiquement exténués par huit années de campagne. Selon Plutarque, le souvenir de la bataille de l'Hydaspe fait redouter à la phalange des batailles encore plus difficiles. Les soldats expriment par ailleurs la volonté de revoir leur patrie et de jouir du butin accumulé.

#### Conquête de la vallée de l’Indus (automne 326-printemps 325)

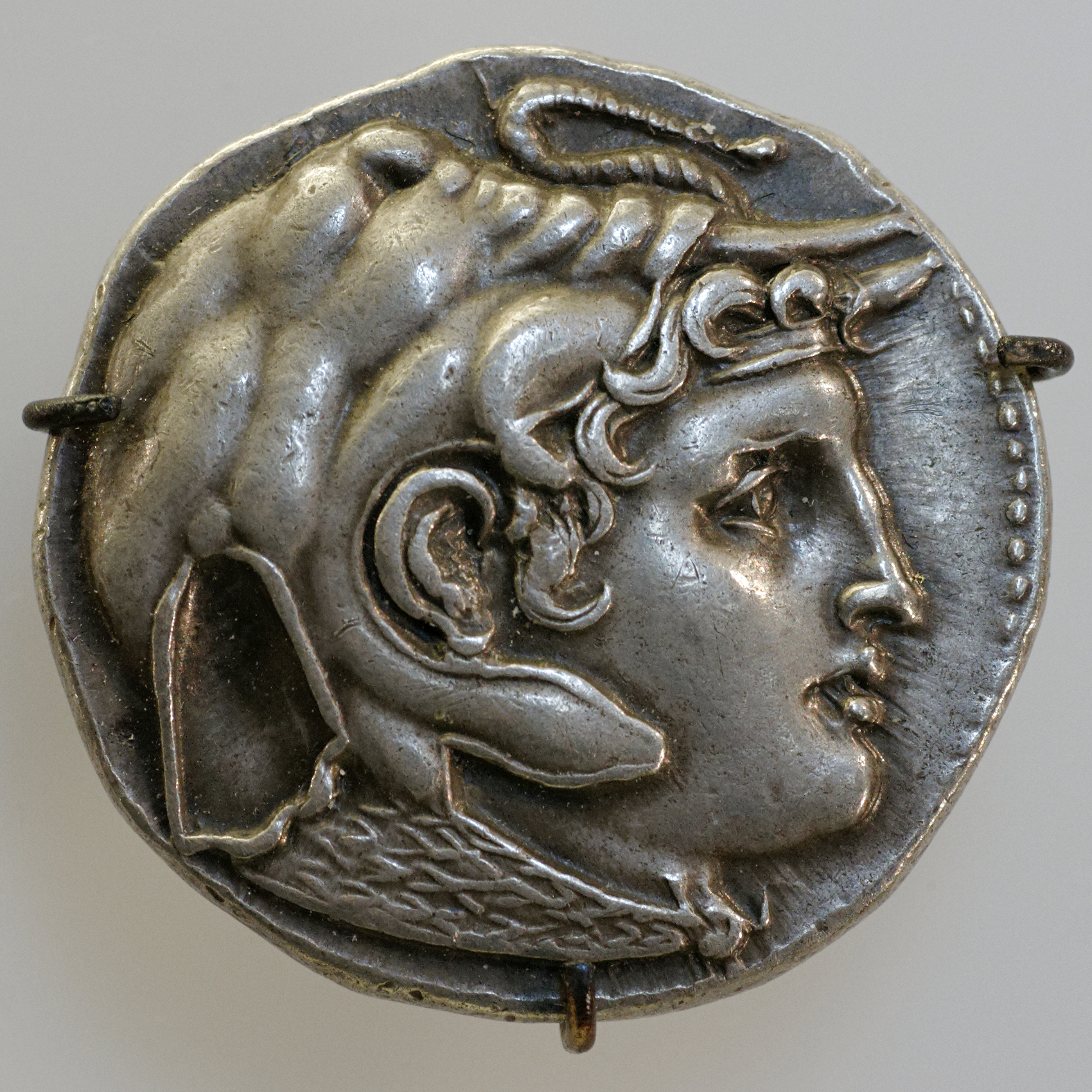
Monnaie de Ptolémée Ier à l'effigie d'Alexandre portant un scalp d’éléphant, symbole de sa conquête de l’Inde.

Alexandre décide de soumettre toute la vallée de l’Indus afin d'assurer la route du retour à Babylone. Il fait construire une flotte d'environ 1 000 navires sur laquelle il embarque début novembre 326 av. J.-C. avec une partie de son armée pour descendre l’Hydaspe puis l'Acésine afin de rejoindre l’Indus. Cette flotte a été construite avec la contribution financière de nobles de la cour et de l’état-major du roi. Elle est dirigée par Néarque avec des équipages essentiellement phéniciens et grecs grâce aux renforts reçus en Inde. Avant le départ, une assemblée des princes locaux reconnaît Pôrôs comme souverain, sous tutelle du roi de Macédoine.
Alexandre embarque avec lui les archers, les hypaspistes et les cavaliers de sa garde pendant que Cratère longe la rive droite et qu'Héphaistion, avec l'essentiel de l'armée, descend le long de la rive gauche. À l’embouchure de l’Hydaspe et de l’Acesine, des rapides endommagent la flotte qui doit être réparée. Certains peuples se soumettent rapidement, mais les Cathéens, les Malliens et les Oxydraques se soulèvent. Vers la mi-novembre 326, Alexandre commet la faute d’attaquer une ville peuplée de brahmanes malliens, provoquant une rébellion qui se propage rapidement. Au cours de cet engagement, durant lequel il monte à l'assaut des remparts de la ville, les sômatophylaques Léonnatos et Peucestas lui sauvent la vie, ce dernier protégeant le souverain avec le (supposé) bouclier d'Achille démonté du temple d'Athéna à Troie. Alexandre est assez sérieusement blessé, au point que l’armée croit en sa mort et que cette rumeur se répand dans tout l'empire suscitant des troubles sporadiques, notamment la défection de mercenaires grecs en Bactriane,. Sa convalescence l'oblige à arrêter l'expédition, probablement jusqu'au printemps 325. Peithon se voit alors confier une violente campagne de répression contre les Malliens,. La peur des Macédoniens est désormais telle que le peuple de Patalène dans le delta de l'Indus préfère fuir avant l'arrivée d'Alexandre. La satrapie du Sind, où une nouvelle Alexandrie est fondée, est dès lors confiée à Peithon. Alexandre finit par rejoindre l’embouchure de l’Indus au printemps 325 ; il établit à Patala un port, des arsenaux et des citernes, montrant qu'il souhaite établir des liens commerciaux entre cette lointaine région et le reste de son empire,. Parvenus sur les rives de l'océan Indien, les Gréco-Macédoniens sont étonnés par le phénomène des marées, quasi inconnu en mer Méditerranée.

#### Un difficile retour (juillet 325-décembre 325)

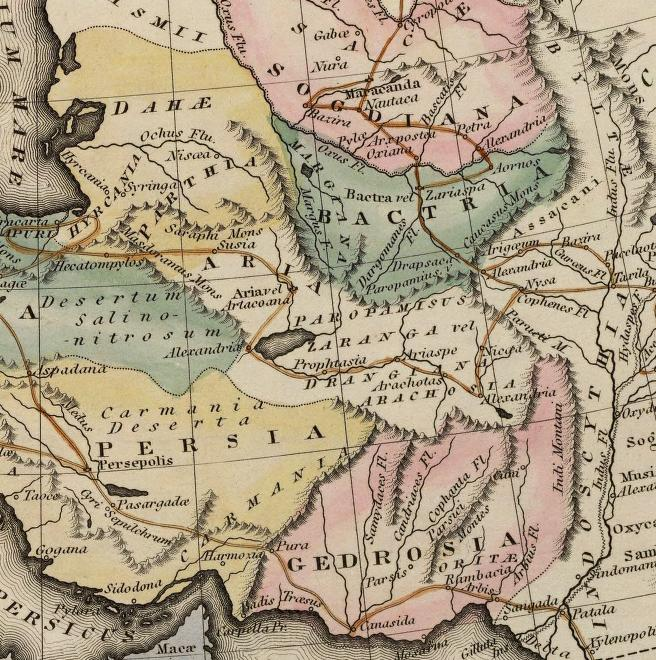
Itinéraire d'Alexandre à travers la Gédrosie et la Carmanie, carte de 1823.

Alexandre, pour son retour vers Babylone, divise son armée en trois corps en juillet 325. Cratère quitte la vallée de l’Indus avec la moitié de la phalange (soit quatre taxeis), les éléphants et les argyraspides, qui comptent retourner en Macédoine. Il remonte par l’Arachosie et la Drangiane (sud de l’Afghanistan actuel) et doit retrouver Alexandre en Carmanie, région qui correspond au sud de l’Iran actuel vers le détroit d'Ormuz. Néarque avec une flotte d’une centaine de navires, 2 000 marins et 12 000 soldats, est chargé de rouvrir la route maritime entre l’Indus et l’embouchure du Tigre et de l’Euphrate. Mais cette exploration nécessite un appui terrestre, sous la forme de dépôts de vivres, mission dont se charge Alexandre à la tête de ses meilleures troupes. Il choisit pour ce faire l'itinéraire le plus difficile en longeant la côte de la Gédrosie (actuel Balouchistan pakistanais). Depuis Patala sur l’Indus, il gagne avec 25 000 hommes l'actuelle région de Karachi, où le peuple des Arabites capitule sans combattre. Puis il atteint la vallée du Purali, dont il soumet les habitants, les Orites. La côte, peuplée de « Mangeurs de poissons », étant trop misérable pour approvisionner la troupe, il doit demander de l’aide aux Gédrosiens de l’intérieur du pays, qui cultivent dans des vallées irriguées. Il choisit alors de diviser son armée en deux corps ; celui commandé par Léonnatos doit suivre l’itinéraire traditionnel des caravanes, plus au nord, et faire sa jonction avec Alexandre à Pura, capitale de la Gédrosie. Alexandre avec 12 000 hommes, dont ses troupes d’élite et un convoi de femmes et d’enfants, traverse la Gédrosie par le désert du Makran, qui longe le littoral,. Or, au moment où Alexandre entre dans le désert, les Gédrosiens et les Orites se révoltent ; il n'obtient donc pas les vivres escomptés. Le désert de Makran est une région particulièrement inhospitalière, couverte de marécages salés et comptant peu d’oasis. Une grande partie du convoi avec les femmes, les enfants et les attelages est emportée par la brusque montée d’un torrent. La troupe met deux mois pour accomplir 700 km entre la vallée du Purali et Pura. Alexandre rallie la ville de Pura en décembre 325, où il est rejoint par le contingent de Léonnatos qui a entre-temps fondé Alexandrie des Orites. Malgré la saison des pluies, plus de 6 000 personnes seraient mortes de soif et d’épuisement durant cette marche dans le désert du Makran, d'autant qu’une partie des réserves de grain est déposée dans des fortins au bord de la mer pour approvisionner la flotte. Ce voyage est le plus éprouvant de toute l’expédition d’Alexandre et entraîne un grand nombre de décès par épuisement, soif et sous-alimentation ; tous les chevaux et les bêtes de somme meurent au cours de ce périple. En outre, cette souffrance a été inutile : jamais Alexandre n'est parvenu à établir le contact avec la flotte de Néarque. Parvenu en Carmanie, Alexandre est alors rejoint par Cratère.
Pilotée par Néarque le Crétois, avec pour second Onésicrite, la flotte a pour mission de longer la côte de la mer d'Érythrée (actuelle mer d'Oman) pour rallier ensuite l'Euphrate afin d'explorer une voie pour le commerce maritime entre l'Inde et la Babylonie,. Cette flotte, composée de 120 navires transportant 10 000 hommes, part avec un mois de retard sur les plans initiaux à cause des vents de mousson fin octobre 325. Elle est confrontée à plusieurs tempêtes, qui coulent trois navires au moins. Néarque est obligé de maintenir la flotte à la mer jour et nuit car il craint les désertions. Il lui est impossible de se ravitailler à terre sur la côte de la Gédrosie, le pays des misérables Ichtyophages (« Mangeurs de poisson »). En outre, les dépôts laissés par Alexandre sont attaqués par les Orites. Les seuls aliments proviennent donc de la mer, ce qui prend au dépourvu la flotte, qui souffre de la faim. Après 1 300 km et 80 jours de navigation, Néarque parvient à Harmozia (Ormuz) en face du promontoire de Macéta (actuel Émirats arabes unis). Il se rend alors au-devant d'Alexandre, qui le reçoit avec des transports d’allégresse, car il a cru sa flotte disparue. Néarque repart ensuite jusqu’aux bouches de l'Euphrate (décembre 325) et rallie Suse.

### Dernières années du règne

#### Le temps des rébellions (fin 325-début 324)
Depuis la poursuite lancée contre Bessos en 330 av. J.-C., Alexandre a perdu le contrôle direct des provinces de son empire. La fausse nouvelle de sa mort en Inde a suscité la défection des mercenaires grecs de Bactriane, où Athénodôros se fait proclamer roi, certains de ces mercenaires regagnant la Grèce depuis l'Asie Mineure probablement grâce à des navires athéniens. Des rébellions ont aussi éclaté en Arachosie et en Médie ; les satrapes asiatiques de Carmanie et de Suse montrent également des velléités d'indépendance. En Égypte, Cléomène dirige à sa guise en établissant des ateliers monétaires à Alexandrie. La défection la plus notable est celle d'Harpale, compagnon de jeunesse d'Alexandre et trésorier royal, qui s'enfuit à l'automne 325 à Tarse en Cilicie, avant de rejoindre Athènes. C'est donc pour affaiblir la position d'Harpale qu'Alexandre fait licencier l'ensemble des mercenaires, dont le recrutement dépend alors du trésorier.
Parvenu en Carmanie en décembre 325 après le difficile retour d'Inde, Alexandre doit rétablir son autorité. Il est par ailleurs confronté à des récriminations de toutes sortes contre les officiers qui ont gouverné en son absence. Deux stratèges de Médie, Sitalcès et Cléandre, sont exécutés pour avoir commis des exactions et des sacrilèges ; il est aussi possible que Cléandre ait entretenu des relations diplomatiques avec Harpale. Quant aux satrapes de Carmanie et de Gédrosie, qui ont failli à leur obligation de ravitaillement sur la route du retour d'Inde, ils sont exécutés. Il se débarrasse aussi de Baryaxès qui s’est proclamé « Grand Roi des Perses et des Mèdes », et de satrapes à la fidélité douteuse, tel Orxinès en Perside. Finalement, cette crise amène un remaniement à la tête des satrapies. Alexandre désigne par prudence des personnalités de second rang, à l'exception d'Antigone le Borgne, qui conserve la Phrygie, et de Peucestas, promu en Perside.

#### Noces de Suse (février-mars 324)

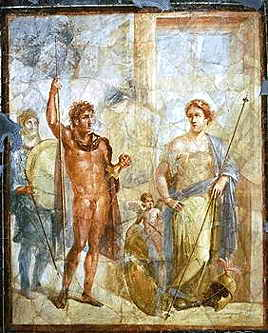
Alexandre (en Arès) épousant Stateira (en Aphrodite), mosaïque trouvée à Pompéi, musée archéologique de Naples.

De Carmanie, Alexandre se rend au début de l’année 324 av. J.-C. à Pasargades à la tête de troupes légères tandis qu'Héphaistion poursuit le voyage avec le gros de l'armée le long des côtes de Perside. En chemin, Alexandre demande à Aristobule de restaurer le tombeau de Cyrus qui a été profané, témoignant d'un geste de bonne volonté à l'égard des Perses.
Puis Alexandre parvient à Suse, où sont célébrées des noces fastueuses entre 10 000 Gréco-Macédoniens et des femmes perses et mèdes. Alexandre épouse Stateira, fille aînée de Darius III, ainsi que, selon Arrien qui cite ici Aristobule, Parysatis, une fille d'Artaxerxès III. Le chiliarque Héphaistion, deuxième dans la hiérarchie, épouse Drypétis, une autre fille de Darius, tandis que les principaux généraux, dont Perdiccas, Cratère, Ptolémée, Séleucos et Eumène sont aussi mariés à des nobles perses. Les noces durent cinq jours autour d'un somptueux banquet. Le cérémonial se fait selon les coutumes perses, ce qui ne manque pas de provoquer la désapprobation des Macédoniens qui ont déjà vu leur roi s'unir à Roxane et qui concluent qu’Alexandre s'éloigne des mœurs grecques pour adopter une mentalité « barbare ». Il offre les dots et propose que les enfants nés de ces unions soient élevés à la macédonienne pour intégrer un jour l'armée. Pour calmer la colère qui gronde, Alexandre paye les dettes de ceux qui en ont contracté et offre en un geste symbolique des couronnes d'or à ses généraux.
Pour certains historiens contemporains, tel William W. Tarn qui reprend à son compte les thèses de Droysen en s'appuyant sur le récit d'Arrien, les noces de Suse témoignent de la volonté d'unir les peuples dans un esprit de fraternité universelle, les Perses n'étant plus considérés comme des sujets et se voyant associés au gouvernement de l'empire. Mais cette vision idéaliste ne résiste pas à un examen critique. Ainsi pour Ernst Badian, ces noces sont d'abord le prétexte d'une réconciliation entre Alexandre et les Macédoniens, alors que cette hypothétique « fusion » entre les peuples concerne en premier lieu les élites. Pour autant, Alexandre montre qu'il a su dépasser l'opposition traditionnelle entre Grecs et barbares, avec pour objectif d'assurer la pérennité de l'empire.

#### Mutinerie d'Opis (printemps 324)
Au printemps 324 av. J.-C., immédiatement après les noces de Suse, une révolte éclate au sein de l'armée à Opis, sur le Tigre au nord de Babylone. Les soldats condamnent d'abord la place nouvelle accordée aux troupes asiatiques. La création d'une cinquième hipparchie composée d'Asiatiques dans le corps des Compagnons est ainsi mal ressentie, tandis que 20 000 Perses équipés à la macédonienne ont déjà été levés en 327. Mais le facteur principal de cette mutinerie est le fait qu'Alexandre décide de régner sur son empire depuis l'Asie et non de revenir à Pella, alors qu'il a promis de revenir en Macédoine au moment de la sédition en Inde (326). Aussi le jour même où Alexandre libère 10 000 vétérans, blessés ou trop âgés, éclate la mutinerie. Il lui est demandé de donner congé à tous ; les mutins, faisant référence à Zeus Ammon, déclarent « que le dieu dont il descend combatte pour lui ! » Empli de rage, il se précipite contre les mutins avec ses hypaspistes. Il fait exécuter treize des meneurs et reprend, par un discours habile où il flatte l'orgueil de ses hommes, le contrôle de la situation. Il se retire ensuite sous sa tente et ne s’adresse plus qu’aux Perses, refusant ostensiblement de parler aux Macédoniens. Ceux-ci supplient alors le roi de leur rendre leur place auprès de lui et promettent de le suivre où il voudra les conduire. Il accorde aux volontaires la possibilité de rester à Alexandrie de Charax. Cette réconciliation théâtrale prouve l'habileté d'Alexandre, qui conserve son ascendant sur ses troupes tout en atteignant ses objectifs, puisque les Asiatiques conservent leur place dans l'armée.
Cette mutinerie éclaire bien la distance existante entre les projets du roi et la volonté de retour parmi ses troupes fatiguées. À Opis, les soldats s'aperçoivent qu'Alexandre a bien l'intention « d'établir pour toujours en Asie le centre de son royaume ». Ses nouvelles entreprises apparaissent aux yeux de ses soldats comme de plus en plus personnelles, et ils s'en estiment de moins en moins solidaires. Plusieurs milliers de vétérans sont donc libérés et prennent le chemin de la Macédoine sous le commandement de Cratère et de son second, Polyperchon,.

#### Retour sur la scène européenne (printemps-été 324)
La politique d'Alexandre envers les cités grecques de la ligue de Corinthe connaît une évolution certaine à partir de 324 av. J.-C. Ayant besoin des Grecs comme mercenaires et colons en Asie, il cherche à s'entendre avec toutes les cités. Il ordonne donc depuis Suse aux cités de rappeler les bannis afin d'inaugurer une ère de concorde. Mais cette mesure d'apaisement, qui doit être annoncée par Nicanor de Stagire durant les Jeux olympiques, est perçue comme une ingérence dans les affaires intérieures des cités, qui plus est sous la menace d'Antipater pour les plus récalcitrantes d'entre elles. Par ailleurs, il semblerait que Nicanor soit aussi chargé d'annoncer aux cités qu'Alexandre souhaite recevoir un culte public en tant que « Dieu Invaincu ». Finalement, ces mesures maladroites montrent qu'Alexandre, à cette date, n'est plus le « roi des Macédoniens » ou l’hégémon de la ligue de Corinthe, mais bien le « Roi Alexandre », chose que les Grecs des cités ont des difficultés à admettre.
Au printemps 324, Alexandre reçoit des informations sur la situation en Grèce. Le vieux régent Antipater, en conflit permanent avec Olympias et attaché aux traditions monarchiques des Argéades, déplore la politique « asiatique » d'Alexandre et le fait qu'il reçoive des honneurs divins. Le fidèle Cratère est donc chargé, secrètement, de remplacer Antipater, tandis que ce dernier est censé amener en Asie de nouvelles recrues pour les projets futurs du roi. L'arrivée de Cratère en Cilicie oblige Harpale, le trésorier en fuite, à rejoindre Athènes, où il est accueilli durant l'été 324. Certains Athéniens y voient l'occasion de contrecarrer la politique d'Alexandre, dont le décret de 324 oblige la restitution de Samos à ses habitants. Mais les menaces d'Antipater et d'Olympias forcent la cité à la prudence.

#### Ultimes desseins (été 324-printemps 323)
D'Opis en Babylonie, Alexandre se rend par la vallée du Zagros à Ecbatane. C'est là, au cours de l'hiver 324, que meurt son favori Héphaistion de mort naturelle. La douleur du roi est assimilée par certains auteurs antiques à celle d'Achille pleurant sur le corps de Patrocle. Alexandre rend à son chiliarque des honneurs quasi royaux ; après avoir consulté l'oracle d'Ammon, il lui dédie un culte héroïque. Mais les tâches royales reprennent le dessus et une dernière campagne est organisée contre les Cosséens, montagnards de Médie que les Perses n'ont jamais totalement soumis. D’après Plutarque, Alexandre aurait mené cette campagne, qui vire au massacre des populations, en guise de sacrifice pour les funérailles d'Héphaistion,.
Alexandre se rend ensuite à Babylone au printemps 323. En chemin, il reçoit des ambassades venues de Grèce. Les Athéniens en particulier protestent contre les décrets ordonnant le rappel des bannis et les honneurs divins pour le roi. Mais les autres cités grecques lui envoient des théores comme à un dieu. Alexandre multiplie les rencontres avec des ambassades venues des pays limitrophes de son empire (Cyrénéens, Carthaginois, Étrusques, Celtes des Balkans), démontrant l'immense prestige du conquérant.
Le voyage de Néarque a démontré combien les communications maritimes avec la partie orientale de l'empire sont plus aisées que les communications terrestres, et Alexandre ordonne l'exploration des mers limitrophes. Ainsi Héraclide est-il envoyé explorer la mer Caspienne et trois expéditions successives sont envoyées afin de reconnaître les côtes de l'Arabie. Les deux premières, celle d'Archias de Pella, et celle d’Androsthène ne dépassent pas l'île de Tylos (actuelle île de Bahreïn). Celle d'Hièron de Soles atteint sans doute le golfe de Suez. Cette reconnaissance totale des côtes de la mer Rouge à l’embouchure de l’Indus donne à Alexandrie un rôle pivot dans le développement des relations commerciales entre la mer Égée et l’Asie. L'armée connaît par ailleurs une nouvelle réorganisation. Peucestas, satrape de Perside, amène 20 000 jeunes Perses, les épigones (« héritiers »), pour qu'ils soient intégrés à la phalange, faisant passer le rapport à 12 Perses pour 4 Macédoniens.
Les historiens contemporains ne s’accordent pas sur les derniers desseins d'Alexandre. Plusieurs auteurs anciens affirment qu'il caresse le projet de conquérir le bassin occidental de la mer Méditerranée. Il est en effet plausible qu’il ait envisagé de se tourner vers la Méditerranée occidentale, en particulier Carthage. Perdiccas l'affirme devant les troupes peu après la mort du roi. Ce qui est certain, c’est qu’une expédition est envisagée pour le 20 du mois de Dæsios (5 juin 323), que les sources antiques orientent vers le sud de la Libye afin d’atteindre l’Occident. Les historiens contemporains évoquent le fait qu'Alexandre manifeste l'ambition de s'aventurer en Arabie afin d’assurer la liaison entre la Babylonie, l'Égypte et l'Inde. La question qui se pose est donc de comprendre s'il y a deux projets distincts, la conquête de la Méditerranée occidentale d'une part, et le contrôle des côtes de l'Arabie et de la mer Rouge d'autre part, ou s'il ne s'agit que d'un seul et même projet, à savoir relier Alexandrie du Tigre à Alexandrie puis de là poursuivre vers Carthage et la Sicile.

#### Derniers jours (mai-juin 323)

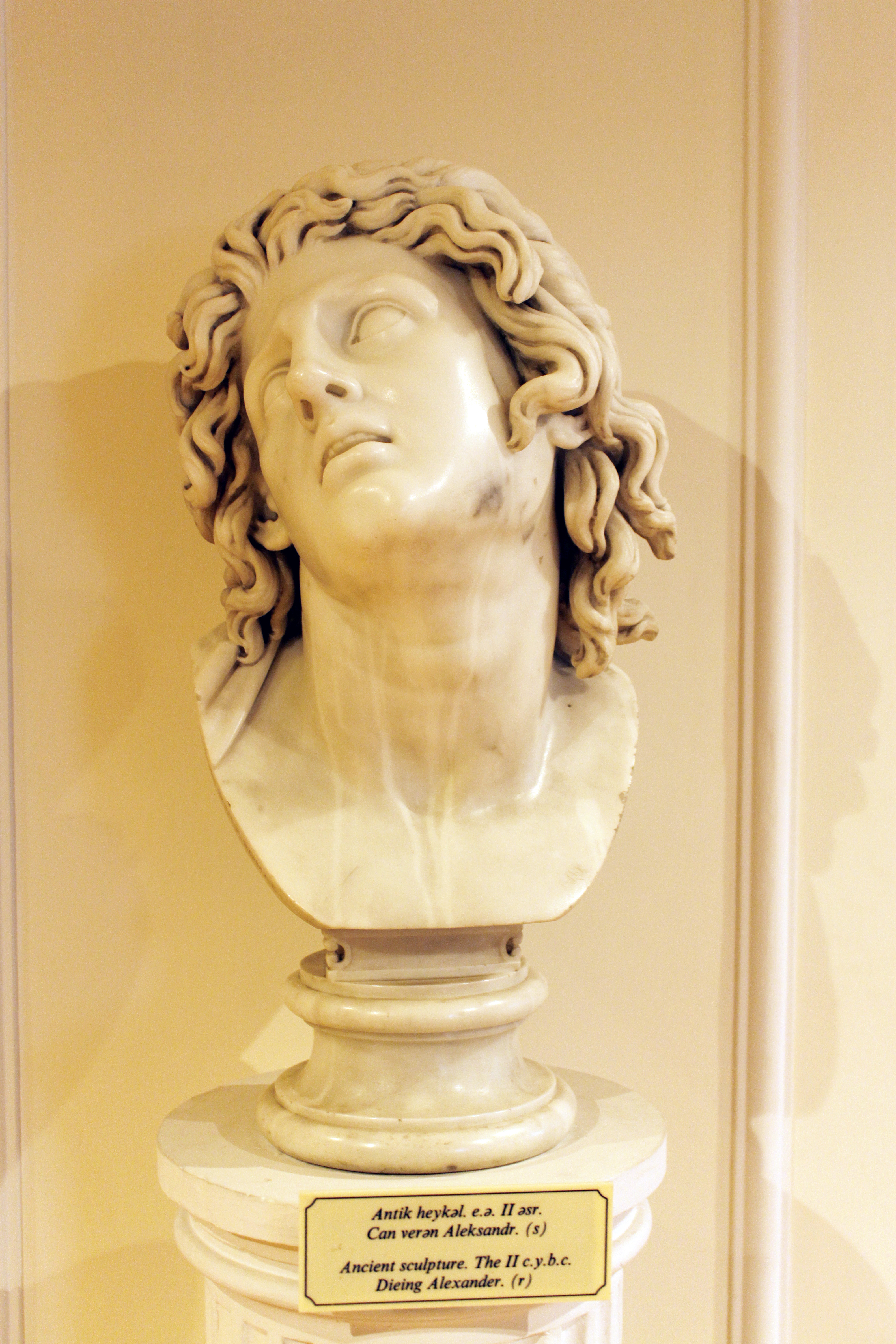
Alexandre mourant, copie romaine d'une sculpture du, musée national d'art d'Azerbaïdjan.

Alexandre consacre le printemps 323 av. J.-C. à parcourir les canaux de l’Euphrate en faisant exécuter des travaux destinés à réguler les inondations. C'est à la veille du départ pour l'expédition d'Arabie, le 11 juin 323 av. J.-C., qu'il meurt à Babylone, pris de fortes fièvres. Une tablette astronomique babylonienne datant de l'époque hellénistique porte la mention « le roi est mort » et permet de dater précisément la mort d'Alexandre dans la nuit du 10 au 11 juin,. Une autre date a longtemps été proposée d'après les sources antiques, à savoir le 13 juin, soit le 28e jour du mois de scirophorion ou daisios chez les Macédoniens,.
Plutarque et Arrien ont écrit, d'après les Éphémérides royales rédigées par le chancelier Eumène de Cardia, le détail des derniers jours du roi entre le 27 mai et le 10 juin (du 15 au 28 du mois de daisios). Selon Plutarque, Alexandre est troublé par la multiplication de signes funestes. Ainsi, lors d'une navigation sur l'Euphrate, un coup de vent emporte le diadème royal tandis qu'à Babylone, un inconnu ose s’asseoir sur le trône d'Alexandre, geste qu'il paye de sa vie. Puis, les fêtes dionysiaques (komos) et les soirées de beuveries, dont le roi est coutumier, reprennent. Ainsi, les 28 et 29 mai, Alexandre passe de banquet en banquet, d'abord chez Néarque puis chez un hétaire thessalien, Médios de Larissa qui reçoit le 30 mai vingt-deux convives parmi les plus proches Compagnons du roi. Durant le banquet, pris d'un accès de fièvre et ayant très soif selon le témoignage d'Aristobule repris par Plutarque, il boit d'une seule traite la coupe d'Héraclès remplie de vin pur. Il ressent immédiatement une vive douleur le forçant à quitter la table et se met à délirer. Le lendemain, Alexandre est victime d'une forte fièvre qui va durer jusqu'à sa mort. Les premiers jours, jusqu'au 4 juin, il continue à donner des ordres et à surveiller les préparatifs de son expédition en Arabie ; mais, à partir du 5 juin, l'aggravation de son état l'en rend désormais incapable. Le 7 juin, il perd l'usage de la parole mais parvient à reconnaître ses officiers. Une terrible fièvre s'empare de lui dans la nuit du 7 au 8 juin. Le 8 juin, les Macédoniens, le croyant mort, exigent de le voir et défilent devant le roi, sans armes, lequel salue silencieusement chaque homme. Alexandre meurt le 10 juin au soir à l'âge de 32 ans.
Le seul héritier légitime d'Alexandre est son demi-frère jugé déficient mental, Arrhidée, le futur Philippe III, tandis que Roxane est enceinte de six mois du futur Alexandre IV. Selon Diodore, lorsque Alexandre, agonisant, reçoit la question de Perdiccas : « À qui entends-tu léguer l'Empire ? », il lui aurait fait cette réponse : « Au plus fort (tôi kratistôi) ». La scène, réelle ou non, laisse en tout cas augurer les déchirements qui vont opposer ses principaux généraux, les Diadoques, à propos de la succession d'Alexandre. Perdiccas, Ptolémée, Antigone, Lysimaque Séleucos et Cassandre notamment se livreront de nombreuses guerres pour le partage de l'empire. D'après les auteurs de la Vulgate, Perdiccas, deuxième personnage de l'État depuis la mort d'Héphaistion et futur chiliarque de l'empire, aurait reçu des mains d'Alexandre l'anneau portant le sceau royal.

#### Causes possibles de la mort d'Alexandre
La plupart des historiens modernes, à la suite du récit des Éphémérides sur les derniers jours du roi, estiment qu'Alexandre serait mort d'une crise aiguë de paludisme (ou malaria tropica) et que cette fièvre, contractée en explorant les marécages bordant l'Euphrate, l'aurait miné plusieurs semaines comme en témoignent une soif persistante et une forme de torpeur. Ainsi comme nombre de Méditerranéens de son temps, il aurait souffert de paludisme à plasmodium falciparum, dont les symptômes ont été abondamment décrits par Hippocrate. Ce diagnostic est admis par Émile Littré en 1865 dans La vérité sur la mort d'Alexandre le Grand et par de nombreux chercheurs contemporains. Une autre hypothèse met en cause la fièvre typhoïde qui est aussi courante que le paludisme dans l'antique Babylonie.
Une étude menée en 2003 par deux docteurs en médecine avance l'hypothèse qu'Alexandre serait mort de la fièvre du Nil occidental,. Des historiens estiment que cette hypothèse est recevable. D'autres avancent qu'Alexandre aurait été victime d'une lésion interne grave causée par la perforation d'un ulcère gastrique ou une pancréatite aiguë,. Enfin, une dernière hypothèse évoque la possibilité d'une surconsommation d'hellébore, une plante médicinale. Selon le médecin Philippe Charlier, l'anatomo-pathologiste contemporain indiquerait : « Homme jeune, 32 ans, déplacé sur le plan géographique, mauvaise hygiène de vie sous-jacente, alcoolisme chronique, polyparasitose ». En 2018, la professeure de médecine néo-zélandaise Katherine Hall de l'université d'Otago propose comme cause directe du décès une maladie neurologique auto-immune, le syndrome de Guillain-Barré. Les symptômes concorderaient avec une variante du mal (AMAN), peut-être liés à une attaque bactérienne du système digestif : fièvre, douleurs, paralysie, suivi d'une mort apparente (et ainsi d'une erreur de diagnostic), ce qui expliquerait la conservation de son corps durant plusieurs jours,.
Une rumeur diffusée par Olympias à partir de 317 av. J.-C. accuse d'empoisonnement les fils d'Antipater, Cassandre et Iolas, l'échanson du roi qui paraît à ce titre être le suspect idéal. Cette rumeur, probablement relayée par Clitarque, est évoquée par les auteurs de la Vulgate, même s'ils ne la cautionnent pas ; elle est vivement contestée par Arrien et Plutarque. Une autre rumeur accuse Aristote, désespéré par l'exécution de son neveu Callisthène, d'avoir procuré à Antipater le poison, puisé à la source du Styx. Selon la reine-mère, Antipater aurait souhaité la mort d'Alexandre, car il entendait conserver la régence de Macédoine qui devait échoir au fidèle Cratère. Antipater aurait donc confié le poison à Cassandre, qui lui-même l'aurait donné à son jeune frère, Iolas, pour la mêler à la coupe de vin d'Alexandre, avec la complicité de Médios qui a organisé le dernier banquet du roi. On peut déjà objecter que Médios est dans le premier cercle des flatteurs du roi à la fin de son règne. Enfin, cette rumeur a été propagée au moment où Olympias cherchait à discréditer les Antipatrides dans le contexte des rivalités entre Diadoques ; elle fait d'ailleurs profaner la tombe de Iolas, récemment mort. Selon le Pseudo-Plutarque, l'orateur athénien Hypéride aurait proposé le vote d'une récompense à Iolas en tant que meurtrier d'Alexandre. Mais cette mention, qui est en contradiction directe avec le récit de Plutarque dans la Vie d'Alexandre, est incontestablement une invention postérieure. Finalement, cette hypothèse de l’empoisonnement rencontre peu d'écho chez les historiens contemporains,.

## Personnalité et vie privée

### Apparence physique

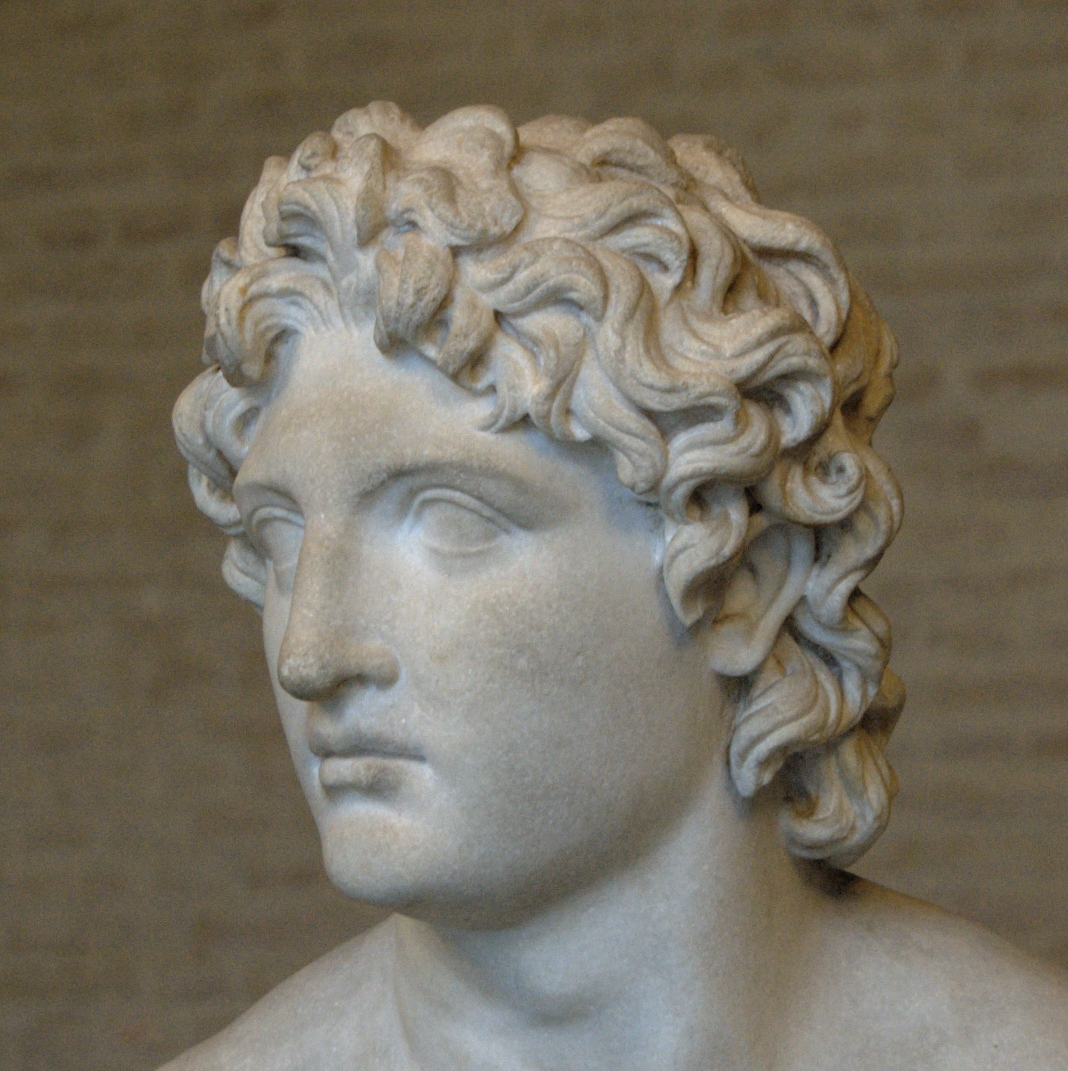
Détail de l’Alexandre Rondanini, glyptothèque de Munich.

Le corps d'Alexandre, magnifié de son vivant par des artistes officiels à la grande réputation, dont le sculpteur Lysippe et le peintre Apelle, est un élément crucial de la propagande royale. Les sources antiques, dont Plutarque, disent qu'Alexandre est de grande taille, qu'il a une peau blanche et une chevelure léonine châtain clair aux reflets cuivrés. D'après la version latine du Roman d'Alexandre, Alexandre aurait eu les yeux vairons (bleu et marron). Mais sa beauté supposée répond à un idéal de l'époque : des monnaies frappées à Rhodes peu avant son règne montrent l'effigie d'Hélios avec des traits caractérisant plus tard le visage d'Alexandre.
Par ailleurs, Alexandre a la tête toujours penchée du côté droit. Plutarque mentionne le phénomène, et plusieurs statues antiques, à la suite de Lysippe, montrent une inclinaison plus ou moins accentuée. Aucune coquetterie, signe d’élégance ou exagération de la part de Lysippe ; la cause en serait une pathologie d'après les médecins modernes qui ont étudié le buste conservé au musée du Louvre ainsi que les statuettes en ivoire retrouvées en 1977 à Vergina. Alexandre a la tête inclinée à droite et le cou en avant, avec un raccourcissement du muscle sterno-cléido-mastoïdien ; qui plus est, son œil droit est plus bas que le gauche. La source du problème pourrait être un torticolis musculaire, provoqué soit par un choc violent, soit par un trouble oculaire (strabisme vertical ou paralysie des muscles oculaires) d’origine héréditaire puisqu’on retrouve semble-t-il cette pathologie sur les statuettes de personnages apparentés à Alexandre.
Les statues se multiplient sous son règne afin de magnifier son pouvoir et sa nature surhumaine. Les œuvres posthumes, datant du temps des Diadoques, comme le sarcophage de Sidon, glorifient le roi divinisé dans l'éclat de sa jeunesse.

### Caractère

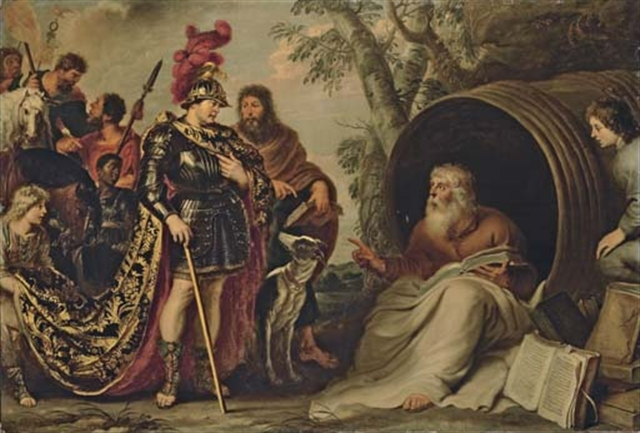
Alexandre et Diogène, Cornelis de Vos, XVIIe siècle.

La personnalité d'Alexandre semble double, à la fois Apollon et Dionysos. Le principe fondateur de sa personnalité est selon Arrien le pothos, notion qu'il est possible de traduire comme une quête vers l'inconnu et le dépassement de soi. Ce désir insatiable le conduit à outrepasser les limites du possible en soumettant des peuples jamais conquis et en franchissant les obstacles naturels, qu'ils soient des fleuves, des montagnes ou des étendues désertiques. Alexandre possède une nature impulsive ; la rage visible dans son regard aurait hanté Cassandre jusqu'à sa mort, alors que comme le rapporte Athénée de Naucratis tous ceux qui s'approchent de lui sont saisis de crainte. Ce tempérament semble être un héritage de ses parents, l'intrépide Philippe II, prompt à l'emportement, et l'ombrageuse Olympias, adepte du culte dionysiaque. Il ne supporte pas qu'on puisse dire du mal de lui car il tient à « sa réputation plus qu'à la vie et à la royauté ». Il peut se laisser emporter par une fureur (ménos) qui conduit à l'hybris, la démesure, et se montrer d’une grande cruauté comme le révèlent de nombreux épisodes : la destruction de Thèbes, le massacre des mercenaires grecs vaincus au Granique, les exécutions de Parménion et de Philotas, le meurtre de son ami Cleitos (quand bien même serait-il saoul de vin), la crucifixion du médecin qui n'a pas su sauver Héphaistion, le massacre des Cosséens en guise de sacrifice après la mort de son favori. Dans la douleur, il ressemble à son modèle héroïque, Achille. Il montre bien sûr un immense appétit de gloire immortelle (kléos) qui lui fait chercher la belle-mort.
Mais Alexandre a aussi une personnalité faite de tempérance et de rationalité, qui tend à l'excellence dans toute chose, l’arété. Il est mû par un grand désir de savoir, un amour de la philosophie. Cet aspect de sa personnalité a été entretenu par la tutelle d'Aristote, qui l'a initié à la métaphysique et à la rhétorique. Influencé également par les cyniques, il aurait fait ce commentaire : « Si je n'étais Alexandre, je voudrais être Diogène », signifiant par-là que la simplicité est une vertu morale, mais aussi que s'il ne peut pratiquer la philosophie par ses actions (erga), il la professera par ses paroles (logoi). Onésicrite, Compagnon d'Alexandre et élève de Diogène, proclame qu'il est un « philosophe en armes », celui qui est devenu maître du monde par l'union de la pensée et de l'action. Selon Plutarque, qui témoigne de son admiration, Alexandre est le « plus grand des philosophes » car il a réuni l'éthique et la politique, et qu'il a « le dessein d'unir tous les hommes par les liens de la concorde, de la paix et d'un commerce mutuel ». Il a lu l’Iliade d'Homère, qui lui a appris l'art de bien parler. L'art oratoire participe à la gloire, tout autant que la victoire ; comme Achille, il réalise de grandes actions et dit de grandes paroles. Il montre par ailleurs beaucoup de retenue dans les plaisirs charnels, ce qui contraste avec son manque de maîtrise de soi face à l'alcool. Arrien, qui se fie ici à Aristobule, estime pourtant que si Alexandre se livre à l'ivresse c'est « moins par goût que pour complaire à ses amis ». Il démontre par ailleurs une certaine frugalité et sait aussi être maître de lui-même, comme durant la poursuite de Bessos lorsqu'il refuse de boire de l'eau tant que ses soldats n'en auront pas bu eux aussi. Finalement, il possède les vertus guerrières chères à Homère, mais montre aussi de la générosité (philantrôpia) et de la libéralité.
En termes de religiosité, Alexandre montre une forme de scepticisme sous l'influence d'Anaxarque. Au contraire de sa mère Olympias, il ne se laisse pas profondément influencer par l'orphisme et le dionysisme. Son penchant pour le komos (le banquet dionysiaque) semble davantage dû au vin qu'à l'exaltation religieuse. Les rites accomplis dans le cadre de la fonction royale s'avèrent être purement formels, tandis que les rapports bienveillants entretenus avec les sanctuaires égyptiens, babyloniens ou perses relèvent de l'opportunisme politique. Pour autant, il témoigne d'une anxiété superstitieuse en interrogeant les devins, comme l'oracle de Siwa, en organisant des sacrifices la nuit précédant la bataille de Gaugamèles, ou en consultant des prêtres chaldéens les dernières semaines de son règne.

### Relations féminines

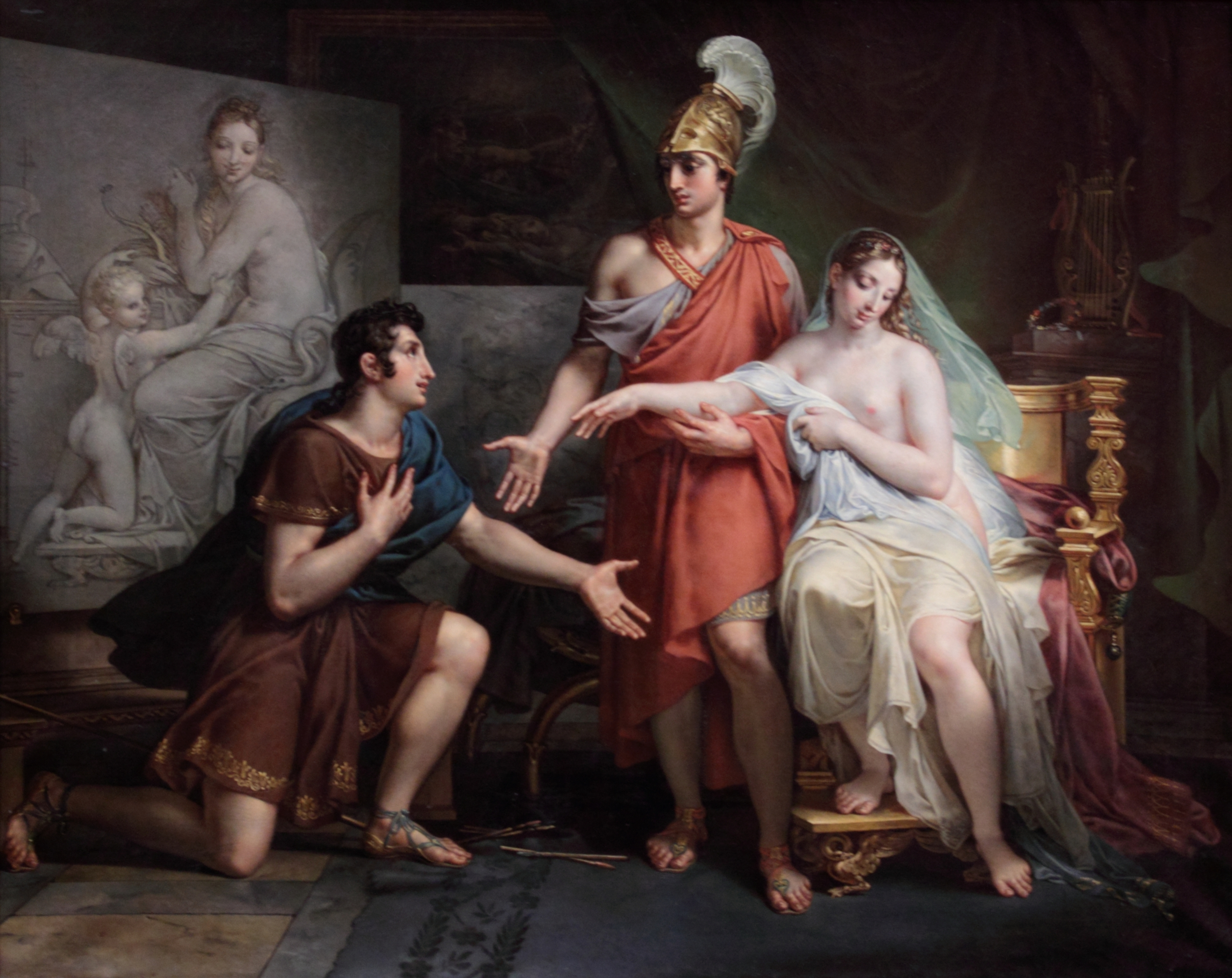
Alexandre le Grand cédant Campaspe à Apelle, Charles Meynier, 1822.

Alexandre n'a pas la réputation d'être particulièrement attiré par les femmes. Ainsi Athénée de Naucratis écrit : « Théophraste dit aussi qu'Alexandre était peu propre aux ébats amoureux. Sa mère Olympias (du consentement de Philippe) fit coucher auprès de lui une courtisane thessalienne, nommée Callixine, femme d'une rare beauté, car ils craignaient qu'Alexandre ne fût impuissant, mais elle fut obligée de lui faire les plus pressantes sollicitations pour l'engager à passer dans ses bras ». Pline l'Ancien raconte par ailleurs qu'Alexandre aurait offert sa maîtresse favorite Campaspe (ou Pancaste) au peintre Apelle, ce dernier en étant tombé amoureux ; mais cette anecdote est probablement une légende. Il a tout de même eu pour maîtresse Barsine, fille du satrape Artabaze, âgée de neuf ans de plus que lui. Il la connaît depuis son adolescence, car le père de Barsine s'est réfugié à la cour de Macédoine. Il la retrouve après la bataille d'Issos (333 av. J.-C.). Ils ont ensemble un fils, Héraclès, né vers 328-327 av. J.-C..
Il faut attendre 327 av. J.-C. pour qu'Alexandre consente à épouser Roxane, la fille du satrape vaincu Oxyartès qui a fini par se rallier à lui ; elle est réputée comme étant l'une des plus belles femmes d'Asie. Ils ont ensemble deux fils, dont le premier, né pendant la campagne d'Inde meurt en très bas âge. Le deuxième, Alexandre Aigos, né trois mois environ après la mort d'Alexandre, devient héritier de l'empire mais sans jamais exercer le pouvoir. Cassandre le fait assassiner, avec sa mère, en 310.
Selon Quinte-Curce, il est possible qu'Alexandre ait eu une liaison avec la reine des Assacènes Cléophis, réputée d'une grande beauté, qui aurait eu un fils prénommé Alexandre sans que l'on sache s'il en est le père. Cette histoire sentimentale hypothétique a en partie inspiré Jean Racine pour la pièce de théâtre Alexandre le Grand. En 324, Alexandre épouse Stateira, la fille aînée de Darius III, et Parysatis, la fille d'Artaxerxès III. Il s'agit d'un acte politique alors que 10 000 mariages irano-macédoniens sont célébrés le même jour à Suse. Finalement, il a eu moins d'épouses que son père Philippe II, qui en a totalisé sept.

### Relations masculines

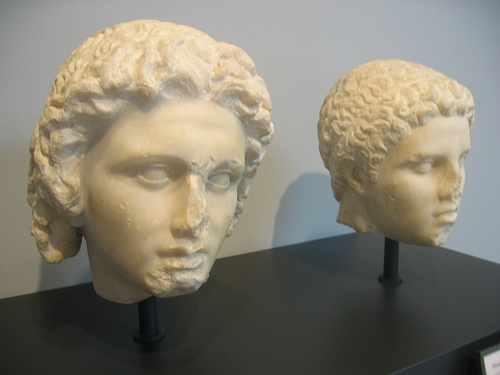
Alexandre, à gauche, et son favori Héphaistion, à droite, époque ptolémaïque, musée de la Villa Getty.

La question des relations intimes entre Alexandre et son favori Héphaistion reste de nos jours sujette à la controverse, une tradition historique faisant d'Héphaistion l'amant du roi. Des chroniqueurs antiques postérieurs de quelques siècles, utilisant des sources aujourd'hui disparues, font bien état d'anecdotes concernant leur relation amoureuse, à l'image de celle entre Achille et Patrocle. Néanmoins les sources anciennes les plus fiables, tels Diodore de Sicile, Arrien, Plutarque et Quinte-Curce, citent uniquement Héphaistion comme étant l'ami (philos) d'Alexandre, même s'il est vrai qu'ils écrivent à une époque où les relations homosexuelles sont moins tolérées qu'au temps de la Grèce classique.
Selon les sources antiques, Héphaistion est depuis l'enfance l'ami le plus cher et le confident d'Alexandre. Après une donation au sanctuaire d'Asclépios à Épidaure, Alexandre aurait dit : « J'ai pourtant à me plaindre de ce dieu, qui n'a point sauvé celui que j'aimais plus que moi‑même ». Au moment de la capture de la famille royale perse, à la suite de la bataille d'Issos, Sisygambis, la mère de Darius III, aurait confondu, selon les auteurs de la Vulgate, Héphaistion, qui « l'emportait par la taille et la beauté », avec le roi, qui aurait rétorqué : « Lui aussi est Alexandre ». Arrien quant à lui rapporte cet événement tout en déclarant qu'il ne se prononce pas sur la véracité ou non de celui-ci. Cette fable, qui fait d'Héphaistion le véritable alter-ego d'Alexandre, proviendrait de l'historien Clitarque, sachant que le thème de la ressemblance vestimentaire entre les deux hommes est commun à Alexandrie à la fin du IVe siècle av. J.-C. Par ailleurs Aristote, qui a été leur professeur, déclare que l'amitié est comme « une seule âme demeurant dans deux corps ». Pour le philosophe l'amitié (philia) est une forme d'amour (éros) et « la chose la plus nécessaire à l'existence ». Dans l'Éthique à Nicomaque, il définit l'amitié entre ceux qui se ressemblent comme une vertu, ajoutant que ceux que nous aimons le sont car ils sont un autre nous-même.
À l'occasion d'un pèlerinage à Troie au printemps 334 av. J.-C., attesté notamment par Arrien, Alexandre et Héphaistion ont déposé des gerbes sur les tombes d'Achille et Patrocle pour ensuite effectuer, ensemble et nus, une course pour honorer les deux héros. Selon Élien cet épisode laisserait entendre qu'Héphaistion est bien l'éromène d'Alexandre, comme Patrocle a été celui d'Achille. Cette interprétation reste sujette à caution aux yeux de certains modernes, car l'œuvre d'Élien est une collection d'anecdotes, écrite plus de cinq siècles après les faits. À son époque, il semble d'ailleurs acquis qu'Achille et Patrocle soient amants alors qu'Homère ne l'évoque pas explicitement. Parmi des auteurs ultérieurs estimant qu'Achille et Patrocle sont amants on retrouve tout de même Platon dans Le Banquet. Quant à l'immense peine d'Alexandre après la mort de son favori, elle le rapproche in fine d'Achille pleurant Patrocle. Selon l'historien Robin Lane Fox, cet hommage à Achille et Patrocle montre bel et bien qu'ils ont une relation intime, car à l'époque il est convenu que les deux héros sont amoureux et que cette comparaison est destinée à rester jusqu'à la fin de leurs jours. Selon M. Beard la description par Arrien des lamentations d'Alexandre après la mort de Héphaiston et l'héroïsation de ce dernier auraient plutôt pour modèle ce que l'empereur Hadrien, dont l'historien est le serviteur, a fait à la mort de son amant Antinous.
Alexandre et Héphaistion ont grandi à une époque où, selon certains historiens, les relations homosexuelles entre hommes sont considérées comme anormales par la majorité des Grecs. Mais selon d'autres chercheurs, comme Eva Cantarella, la bisexualité masculine est largement autorisée à cette époque dans la mesure où elle reste dans les limites prédéfinies. Pour les Grecs, l'homosexualité n'est pas un choix exclusif ou une option hors norme ; il s'agit d'une partie de l'expérience de la vie qui peut être associée à l'amour d'une femme. Toutefois le modèle des relations amoureuses entre personnes du même sexe n'est pas le même dans toutes les cités grecques. Certains auteurs de l'époque romaine prennent pour exemple le modèle athénien, en présumant qu'Alexandre et Héphaistion ont entretenu une relation sexuelle au moment de leur adolescence, après quoi ils l'auraient abandonnée. Cependant ce qui est vrai à Athènes, ne l'est pas nécessairement en Macédoine. Les rois argéades prétendent en effet descendre des Doriens, supposés prôner l'homosexualité masculine, ce type de relation s'apparentant davantage aux mœurs du Bataillon sacré de Thèbes qu'à celles en vigueur dans la cité attique. Philippe II de Macédoine, ainsi que nombre des officiers de son père, sont par exemple réputés pour être bisexuels.
D'après certains auteurs antiques, Alexandre aurait eu pour éromène l'eunuque perse Bagoas. Quinte-Curce écrit que Bagoas, « eunuque d'une rare beauté et encore dans la première fleur de l'adolescence », a été offert à Alexandre par Nabarzanès, un général de Darius III, après la bataille de Gaugamèles. Plutarque fait mention d'une soirée où Alexandre donne un baiser à Bagoas après que celui-ci a dansé pour le roi. Il est néanmoins possible que ce baiser soit aussi un geste politique, Alexandre montrant par là son attrait pour les mœurs orientales car en Perse les eunuques sont communs à la cour du souverain,. Toujours selon Quinte-Curce, Bagoas se serait prostitué à Alexandre. Il aurait par ailleurs poussé Alexandre à faire exécuter Orxinès, un noble perse coupable de l'avoir méprisé, en le faisant accuser d'avoir pillé le tombeau de Cyrus. Mais cette relation avec Bagoas pourrait n'avoir été qu'une rumeur émanant de Macédoniens agacés par la politique orientale d'Alexandre et amplifiée par les moralistes grecs et latins tardifs. Enfin d'après Plutarque, Alexandre aurait rejeté les propositions d'un proxénète lui offrant contre argent les plus jolis garçons.

### Relations avec les animaux

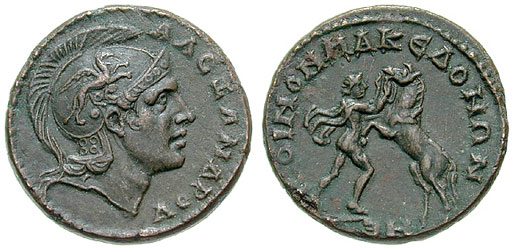
Monnaie d'époque romaine,, avec au revers le jeune Alexandre dressant Bucéphale.

Alexandre possède deux animaux passés à la postérité, un cheval et un chien. Son cheval, qui l'accompagne tout au long de ses conquêtes, est Bucéphale ; il parvient à le dompter alors qu'il n'a que 10 ans. Il lui dédie après sa mort en 326 av. J.-C. une cité, Bucéphalie, dans le Pendjab pakistanais. Son chien s'appelle Péritas ; il s'agit probablement d'un molosse, d'une « taille extraordinaire », qui lui a été offert par Alexandre le Molosse, frère d'Olympias, les Molosses désignant à l'origine l'une des principales peuplades d'Épire. À sa mort en Inde, Alexandre lui dédie la construction d'une cité sur les bords du fleuve Hydaspe (actuel Jhelum).

## Œuvre d'Alexandre

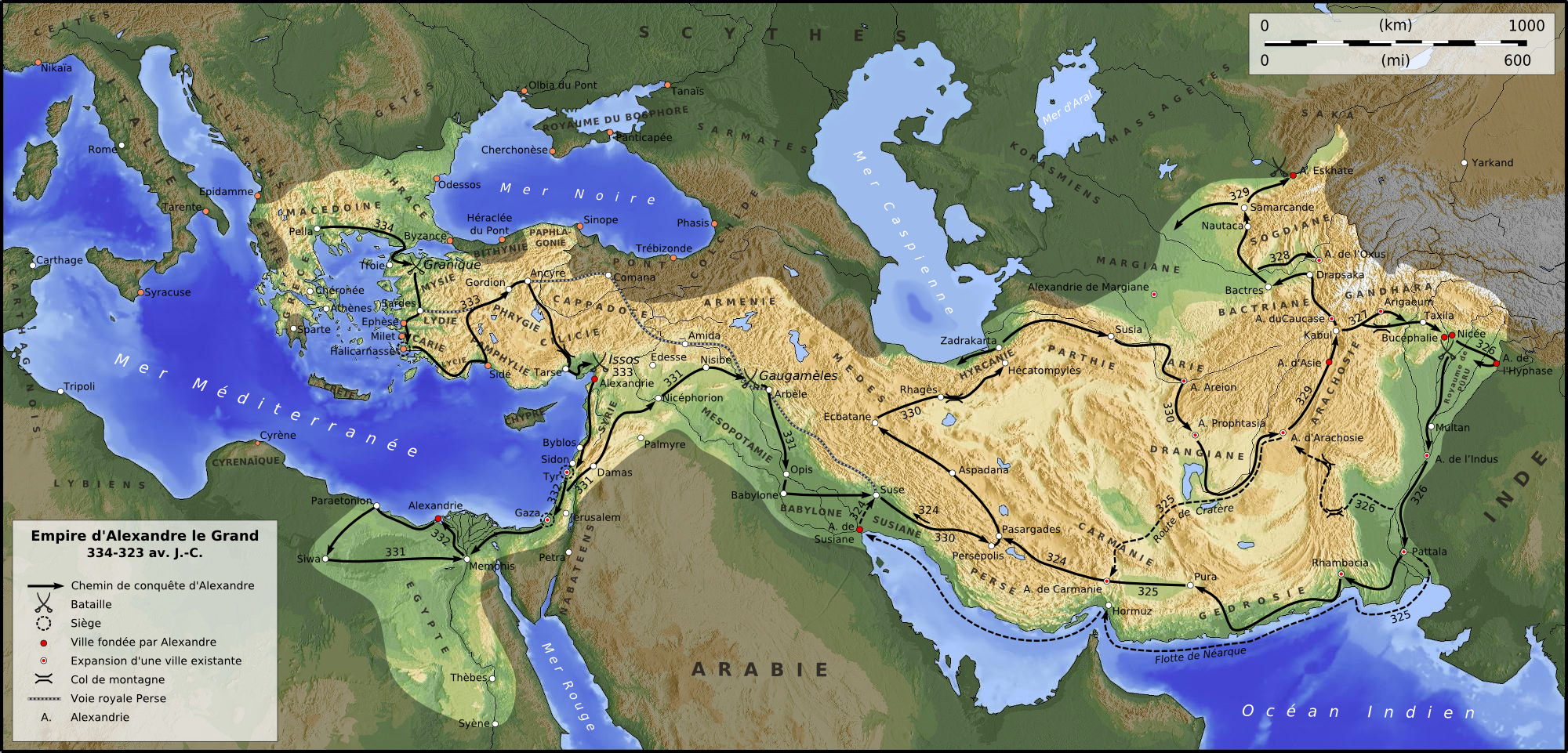
L’empire d’Alexandre à son apogée.

### Œuvre militaire

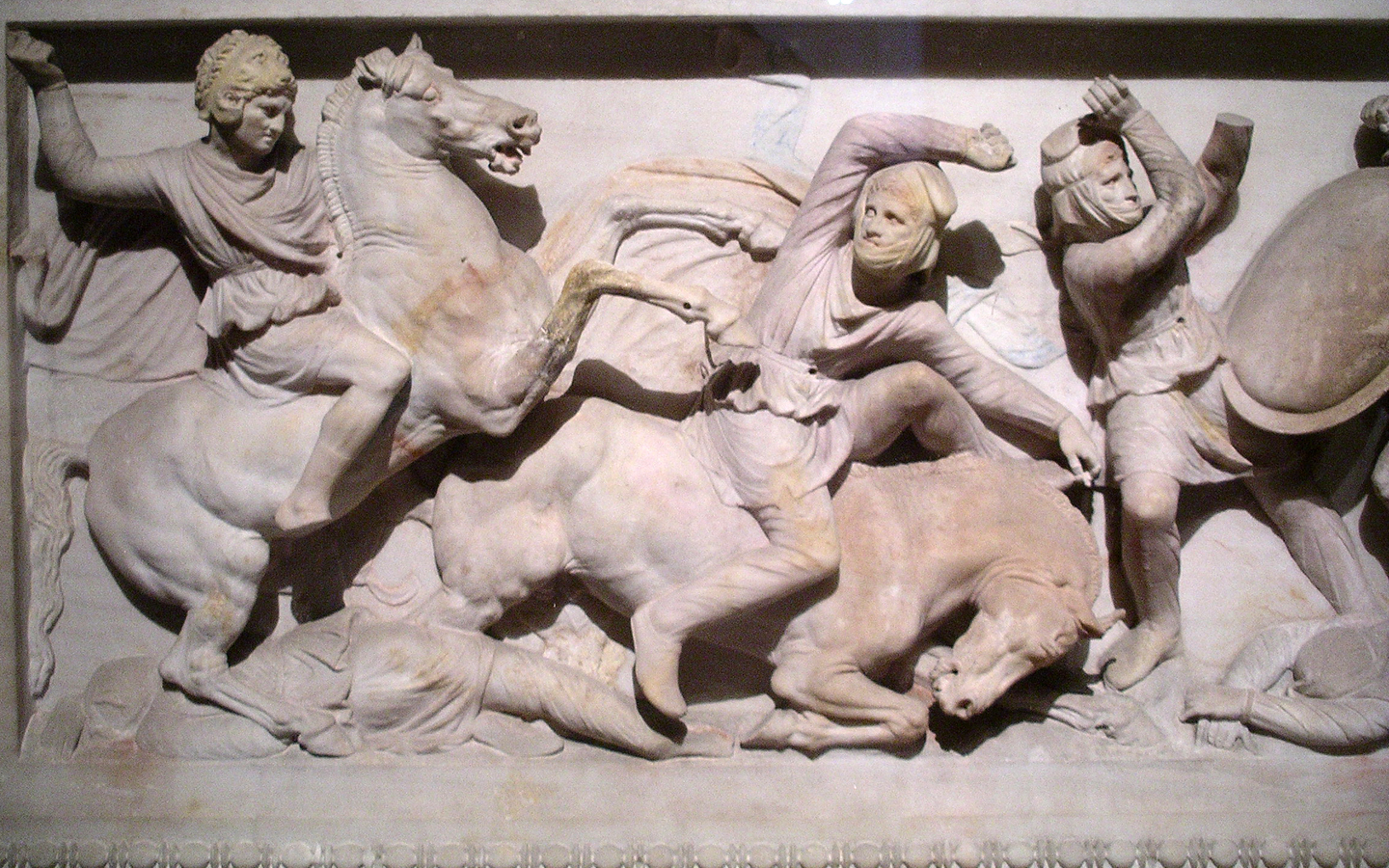
Alexandre combattant les Perses, détail du sarcophage d'Alexandre, musée archéologique d'Istanbul.

Alexandre est souvent considéré comme le plus grand génie militaire de l'Antiquité, à la fois stratège hors pair et combattant téméraire. Pour autant, il ne faudrait pas oublier le mérite des soldats, officiers et techniciens qui l'ont accompagné en Asie, ni l'héritage de Philippe II. Ses grandes victoires contre les Perses (Granique, Issos, Gaugamèles) sont fondées sur des concepts stratégiques établis par son père, qui s'inspire lui-même en partie de l'ordre oblique d'Épaminondas, et qu'applique son second, l'expérimenté Parménion. Alexandre met en œuvre la tactique dite du « marteau et de l'enclume » tout en bénéficiant de facteurs favorables et de la faiblesse stratégique des Perses. Son génie militaire réside dans sa capacité à lancer la charge de cavalerie au moment opportun. C'est en Iran, après 330 av. J.-C., qu'Alexandre établit des tactiques novatrices dans sa lutte contre les derniers Perses insoumis et dans les steppes contre les cavaliers scythes. En Inde, il doit prendre en compte un nouvel adversaire, les éléphants de guerre. La bataille de l'Hydaspe se déroule selon une tactique nouvelle, Alexandre n'ayant d'ailleurs probablement pas participé directement aux combats, laissant ses généraux, dont Cratère et Perdiccas, exécuter ses ordres. Finalement, Alexandre n'a livré que quatre grandes batailles rangées, auxquelles on pourrait ajouter la bataille des Portes persiques ainsi que de nombreux sièges, dont ceux de Thèbes, Milet, Halicarnasse, Tyr et Aornos.
Alexandre montre toute son inventivité dans la manœuvre avec des marches rapides, des déplacements en montagne, des campagnes d'hiver, des franchissements de fleuve. Il applique aussi des stratagèmes émis par les stratèges grecs, tels Xénophon et Iphicrate, rompus à l'art de la guerre rusée. Il paraît économe de la vie de ses hommes, préférant la manœuvre rapide au combat frontal. Il est aussi un grand manieur d'hommes. Ses harangues, même si les textes authentiques sont inconnus, sont pleines d'éloquence et de force de conviction. Il n'échoue à convaincre ses troupes qu'en Inde sur les rives de l'Hyphase en 326.

### Œuvre politique

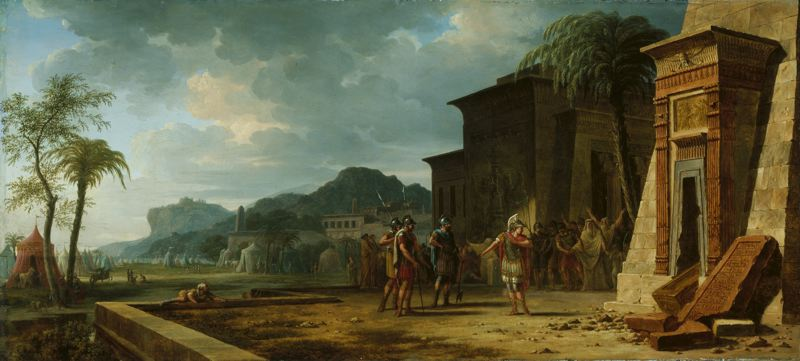
Alexandre devant le tombeau de Cyrus, Pierre-Henri de Valenciennes, 1796.

Une analyse de l'œuvre d’Alexandre est complexe à réaliser car celle-ci reste inachevée. Il est d'abord le fondateur d'un empire multiethnique et multiculturel établi sur les bases de l'empire achéménide. Il conserve les cadres administratifs de l'empire perse, dont les satrapies, tout en cherchant à se concilier l'aristocratie perse, comme le montrent la rénovation du tombeau de Cyrus ou les noces de Suse. Chaque peuple conserve ses particularismes culturels ou religieux. Les populations continuent de parler leur langue, dont l'araméen et le babylonien, bien que le grec devienne la langue officielle de l'administration royale, comme elle le sera du temps des monarchies hellénistiques. Il établit par ailleurs, dans le plateau iranien et en Asie centrale, des foyers de peuplement grec, avec l’implantation de vétérans et de colons qui se développent surtout à l'époque séleucide. En principe, Alexandre est parvenu à unifier son empire car tous les territoires conquis dépendent de son autorité, mais derrière cette souveraineté totale se cache une grande diversité de statuts et de situations, comme dans l'administration satrapique ou des cités. C'est la conséquence directe de l’extraordinaire rapidité de la conquête.
Alexandre ne semble pas vouloir constituer un empire macédonien débordant sur l'Asie, contrairement à l'idée défendue par Isocrate dans son discours de 346 av. J.-C. intitulé Philippe. Le rhéteur athénien se pose en effet en apôtre du panhellénisme et fait de Philippe II l'unificateur de la Grèce et le chef de la guerre contre les Perses. Alexandre semble bien vouloir l'Asie tout entière, du moins selon la connaissance qu'en possèdent les Grecs à l'époque. Il ne fait d'ailleurs qu'appliquer le droit grec de la guerre, ainsi défini par Xénophon : « C'est une loi universelle et éternelle que, dans une ville prise sur des ennemis en état de guerre, tout, et les personnes et les biens, appartient au vainqueur ». Il paraît donc que l'objectif premier d'Alexandre soit de remplacer la souveraineté achéménide par la souveraineté macédonienne et qu'il considère que toutes ses conquêtes sont définitives. La nomination de satrapes dès la victoire du Granique va dans ce sens. Après la prise de Tyr, il affirme avec force qu'il ne se contentera pas de la conquête de la Lydie et la Cilicie, ce qui correspond à l'objectif émis par Isocrate. Les historiens de l'Antiquité sont tous convaincus que son objectif est bien la conquête de l'ensemble du territoire achéménide. Certes, il faut se montrer prudent avec les diverses sources ; l'on ne sait s'il s'agit chez Arrien et Quinte-Curce du rapport fidèle des ambitions territoriales d'Alexandre ou d'un discours historiographique construit afin de donner l'impression chez le conquérant d'une vision à long terme, et non d'une conquête improvisée au gré des victoires et des événements. Quoi qu'il en soit, il semble difficile de croire qu'à la suite d'un éventuel accord entre Darius et Alexandre, ce dernier ait accepté de faire de l'Euphrate sa frontière orientale. Le fait que tout au long de la conquête Alexandre revendique systématiquement les territoires qui à un moment ou à un autre ont été achéménides illustre un projet politique cohérent.
Pour Alexandre, l'urbanisation reste le meilleur moyen d'assurer sa domination sur les régions conquises, soit sous la forme de colonies militaires (katoikiai), soit sous la forme de cités (poleis). La tradition issue de Plutarque et d'Arrien veut qu'Alexandre, véritable « conquérant-civilisateur » aux yeux des Anciens, ait fondé soixante-dix villes. Mais ce chiffre paraît exagéré car il prend en compte les fondations de ses successeurs, les Diadoques, ainsi que les simples garnisons (phrouria). Il apparaît plus probable qu'Alexandre ait fondé une vingtaine d'Alexandrie. La fonction de ces cités est d'abord militaire avec pour objectif le contrôle des voies de communication et des populations. Certaines cités, par leur situation stratégique, sont appelées à jouer, après sa mort, un rôle de centre commercial, telles Alexandrie d'Égypte et Alexandrie du Tigre. La sédentarisation des peuplades asiatiques ne semble pas avoir été un objectif en soi.
Alexandre a modifié le cadre traditionnel de la royauté argéade en personnalisant, plus encore que son père, le pouvoir. Le peuple macédonien, c'est-à-dire l'Assemblée des Macédoniens en armes, n'est que très rarement consulté. Certes, au début de son règne, dans l'ombre d'Antipater et du général Parménion, garants du maintien des traditions, Alexandre paraît avoir été soumis à une relative tutelle, d'autant plus que sa jeunesse et les circonstances de son avènement limitent son autorité. Parmi les pratiques habituelles, le Conseil royal (synédrion), où les nobles peuvent exercer une libre parole (isègoria), doit être régulièrement consulté. Cette tutelle n'est brisée qu'après l'exécution de Parménion en 330, même si Antipater, le prudent régent de Macédoine, paraît être le véritable souverain aux yeux des Macédoniens restés au pays. À la fin de son règne, Alexandre compte d'ailleurs le remplacer par Cratère. Si Alexandre a été un souverain absolu c'est d'abord en Asie, conforté par ses proches, Héphaistion, Perdiccas et Cratère en premier lieu.
Auprès de certains peuples asiatiques, Alexandre accède à un statut de roi divinisé. Ainsi en Égypte, il est pharaon, Horus vivant, reconnu comme le fils de Zeus Ammon. À Babylone, il est roi par la volonté du dieu tutélaire de la cité, Mardouk. Alexandre suit d'ailleurs scrupuleusement les rites religieux babyloniens et fait restaurer certains temples, se faisant reconnaître souverain légitime du pays et « des quatre parties du monde ». Il reçoit ainsi l'appui déterminant de la caste sacerdotale babylonienne. S’appuyant sur les traditions locales, il cherche à être honoré comme un dieu par tous ses sujets. Mais il paraît peu probable qu'il ait cru véritablement être un dieu ; il en fait même un sujet de plaisanteries avec Héphaistion. Il paraît pour autant convaincu de l'essence divine de sa mission.
Finalement, cette politique impériale fait dire à certains historiens qu'Alexandre est le « dernier des Achéménides ». En effet, il a rassemblé toutes les terres conquises par les Achéménides au sein d'une même construction, il a repris en main l'administration centrale et satrapique en désignant parfois des Asiatiques, enfin il a conservé le système tributaire au sein de la terre royale (chôra basilikè).

### Œuvre économique

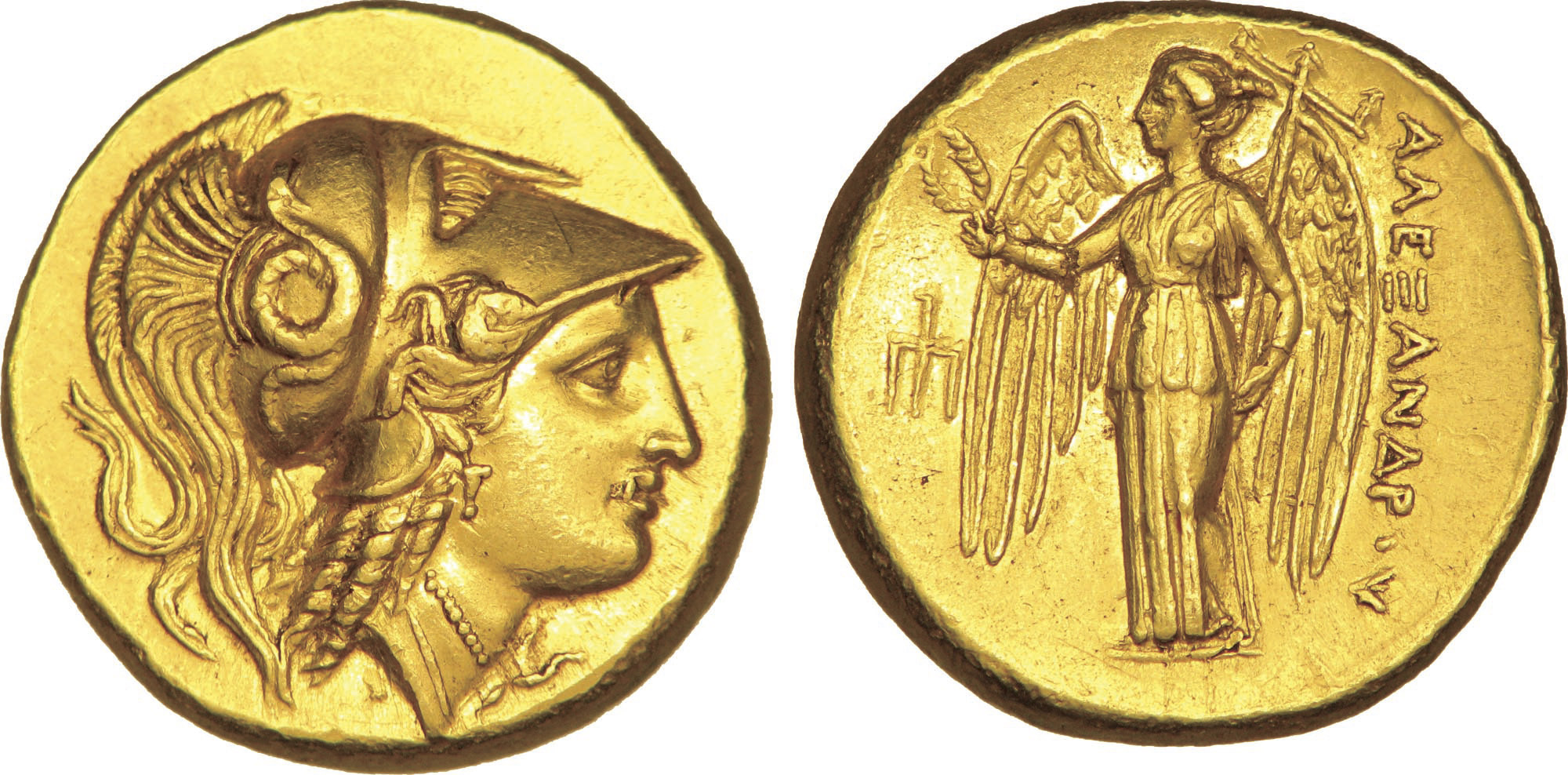
Statère d'or au type d'Alexandre à l'effigie d'Athéna, avec au revers une Niké.

La question pour les historiens modernes est de savoir si Alexandre a véritablement décidé d'une politique économique systématique à l'échelle de l'empire en cherchant à améliorer les structures achéménides, sachant que les auteurs anciens ont négligé l'aspect économique dans leurs récits. Dans la lignée de Johann Gustav Droysen, nombre d'historiens considèrent qu'Alexandre a mené une politique économique efficace par la mise en valeur des territoires, l'introduction de la monnaie, l'ouverture de routes commerciales. Mais cette vision « coloniale » peut être nuancée, avec notamment une meilleure prise en compte du sort des paysans asiatiques et du legs laissé par les Perses.
Alexandre donne l'impression d'un souverain soucieux d'exploiter l'espace conquis et d'en répertorier les richesses. Il ordonne des expéditions afin de faire un rapport sur les populations et les productions des pays conquis ou limitrophes, comme celle de Néarque dans le golfe Persique, de Callisthène dans le Haut-Nil, d'Archias de Pella, d'Androsthène et de Hiéron sur les côtes de l'Arabie. Longtemps les historiens, à la suite des auteurs antiques, lui ont attribué l'ouverture du commerce maritime entre l'Inde et la Méditerranée, mais celui-ci existe déjà aux époques achéménide et néo-babylonienne. Quant à Alexandrie d’Égypte, elle n'est de son vivant qu'en l'état de chantier ; c'est sous les Lagides au IIIe siècle av. J.-C. qu'elle deviendra un grand centre du commerce entre l'Asie et l'Europe.
Alexandre ne dispose pas de stocks de vivres ou d'un service d'intendance, l'armée vivant sur le pays. L'expédition d’Alexandre est donc, avant tout, une opération prédatrice. Les trésors pris aux Achéménides représentent des sommes astronomiques, mais les dépenses de l'expédition sont elles-mêmes gigantesques, tandis que la contribution financière de la Macédoine et des cités grecques reste faible. Si bien qu'à la mort du roi, malgré l'expansion commerciale, il ne reste d'après Justin que 50 000 talents dans les caisses de l'État. Les revenus proviennent d'abord du produit de la terre. Dans la « terre royale », les paysans, appelés laoi basilikoi à l'époque hellénistique, versent chaque année une partie de leur production et assurent des corvées. Dans la « terre tributaire », les paysans sont soumis à de nombreux prélèvements. Les satrapes reçoivent la mission de collecter six espèces d'impôts différents, parfois avec brutalité, les paysans payant les mêmes taxes que sous les Achéménides. Enfin les cités nouvellement fondées en Asie, peuplées en partie de colons européens, participent à la domination envers les masses rurales.
Au temps de la conquête circulent des monnaies très diverses. La question qui fait encore débat parmi les historiens et numismates est donc de savoir si Alexandre a eu la volonté d'établir une monnaie « impériale » à son nom, comme certains auteurs antiques, dont Plutarque, le laissent suggérer. Dans l'empire perse circulent des dariques et des sicles produits dans les ateliers d'Asie Mineure, dont ceux de Sardes et de Tarse, et d'Orient, dont ceux de Phénicie et de Babylonie. Au départ de l'expédition, les Gréco-Macédoniens utilisent principalement des monnaies grecques aux types de Philippe II, en or essentiellement, et d'Alexandre probablement frappées à Amphipolis. C'est après la victoire à Issos (333) qu'apparaissent les premiers tétradrachmes en argent et les premiers statères d'or aux types d'Alexandre. Se considérant de facto comme le roi d'Asie, il aurait inauguré un monnayage digne de cette fonction. Pour autant, il maintient les traditions achéménides en laissant en circulation les anciens monnayages, jusqu'à faire de la darique d'or la principale monnaie de son expédition dans les Hautes satrapies. Par ailleurs, le monnayage dit « impérial » ne s'applique qu'à une partie restreinte des territoires conquis et a été surtout frappé à la fin du règne. Quant aux régions situées à l'Est de l'Euphrate, elles seraient demeurées sans atelier monétaire. Alexandre n'a finalement pas cherché à établir un numéraire unique dans son empire, montrant par la même, une nouvelle fois, son pragmatisme.

### Œuvre culturelle

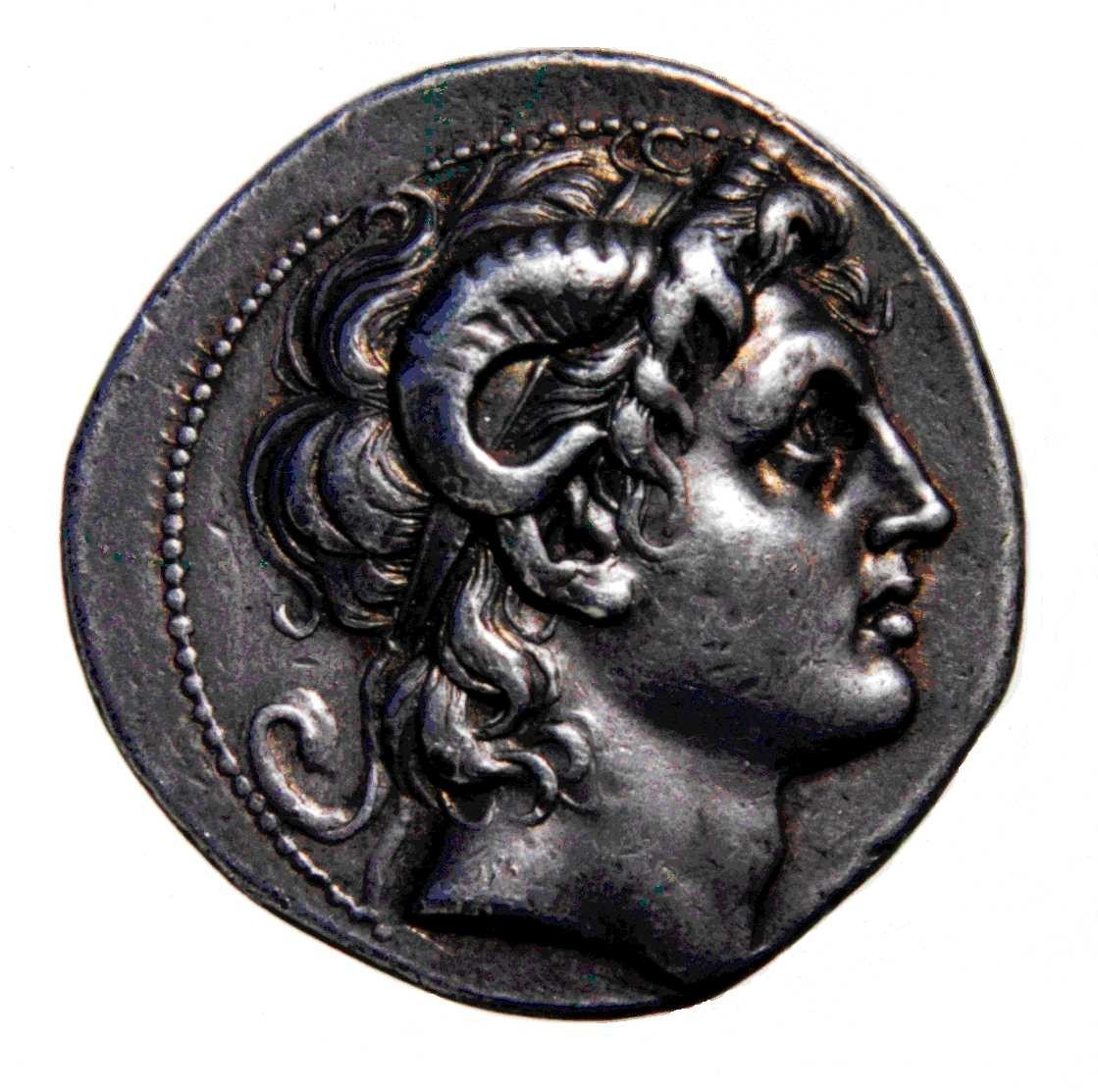
Monnaie à l'effigie d'Alexandre portant les cornes d'Ammon,, British Museum.

Le grand dessein d'Alexandre est d'associer les élites perses et les aristocraties locales à l'administration de son empire, en faisant en sorte qu'elles conservent les charges déjà occupées sous les Achéménides. Il introduit l'étiquette perse à la cour, dont le cérémonial de la proskynèse, ce qui provoque une forte résistance de la part de certains Gréco-Macédoniens de son entourage, comme Callisthène, le neveu d'Aristote, qui meurt en captivité. Il contraint 10 000 de ses soldats et officiers à épouser des femmes iraniennes lors des noces de Suse au printemps 324 av. J.-C. Les mariages se font à la mode perse, ce qui ne manque pas de susciter la désapprobation des Gréco-Macédoniens, qui ont déjà vu leur roi s'unir à la « barbare » Roxane, même si ce mariage s'est fait selon les rites macédoniens. La question qui se pose parmi les historiens modernes est de savoir si ces unions témoignent d'un esprit de fraternité universelle ou bien d'une forme de pragmatisme politique. Alexandre intègre par ailleurs des Perses au sein de l'armée, dont les épigones (ou héritiers) dans la phalange, en les armant à la macédonienne ; c'est l'une des raisons pour lesquelles les soldats se mutinent à Opis près de Babylone.
Alexandre a étendu l'influence de l'hellénisme aux confins de l'Asie grâce à l'implantation de villes nouvelles et de garnisons peuplées de colons gréco-macédoniens (vétérans ou mercenaires) et d'indigènes. L'implantation des populations locales semble avoir été en partie forcée, comme à Alexandrie d'Égypte ou à Alexandrie du Tigre, de même que les colons européens n'ont pas forcément tous été volontaires et que de nombreux soulèvements, dont celui en Bactriane, ont éclaté à la fin du règne ou peu après la mort d'Alexandre. Cette colonisation a engendré des unions mixtes qui ont donné naissance à des enfants qu'Alexandre compte élever et armer à la macédonienne après que 10 000 vétérans ont reçu l'autorisation de rentrer en Macédoine en 323. Finalement, cette politique s'apparente davantage à une « assimilation » des indigènes qu'à une « fusion » des peuples. L'époque hellénistique qui voit des brassages ethniques, linguistiques, ainsi que des syncrétismes religieux, réalise en partie ce souhait d'Alexandre de dépasser l'opposition traditionnelle entre Grecs et Barbares et d'unifier les élites irano-macédoniennes.

## Postérité

### À travers l'histoire

#### Divinisation

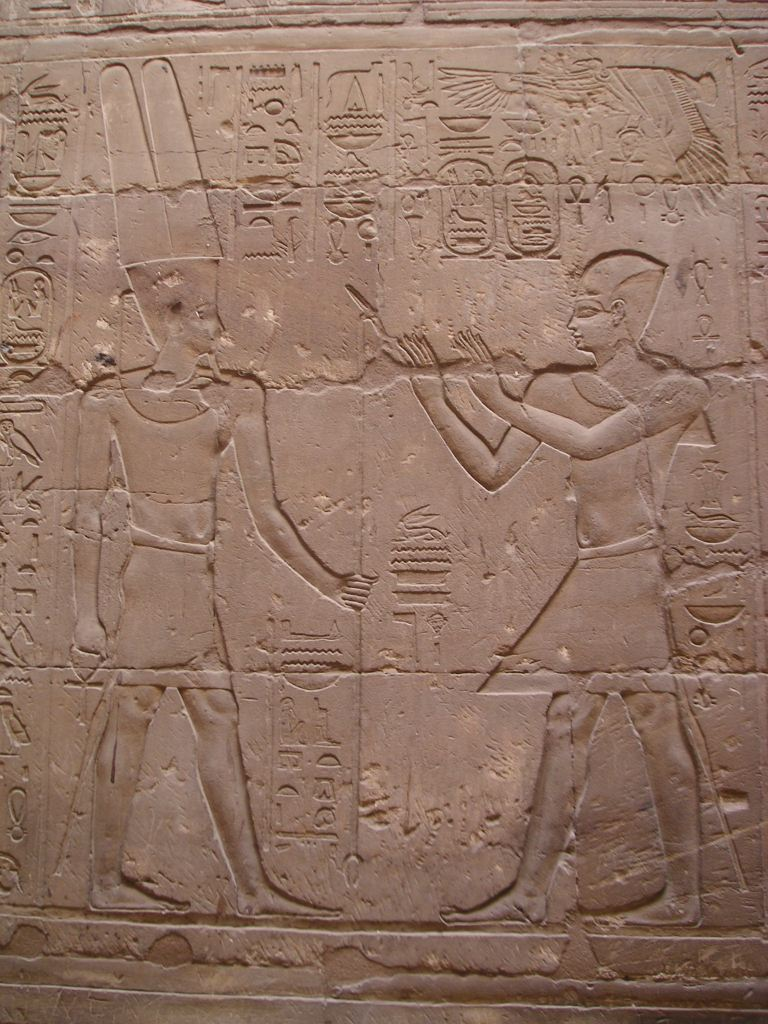
Alexandre en pharaon (à droite) priant Amon (à gauche), temple de Louxor, période ptolémaïque.

Par son père, le roi de Macédoine Philippe II, de la dynastie des Argéades, Alexandre prétend descendre de Téménos d'Argos, supposément descendant d'Héraclès, fils de Zeus. Par sa mère, Olympias, de la dynastie des Éacides, Alexandre affirme descendre de Néoptolème, fils d'Achille. Une légende, connue dès le règne d'Alexandre, dit qu'Olympias ne l'aurait pas conçu avec Philippe mais avec Zeus.
Alexandre est proclamé pharaon d'Égypte à Memphis en 331 av. J.-C. Il se rend ensuite dans l'oasis de Siwa où il rencontre l'oracle de Zeus Ammon qui le confirme comme descendant direct du dieu Amon. La question qui se pose pour les historiens modernes est de savoir si Alexandre a véritablement songé à promouvoir un « culte impérial ». Un examen des sources antiques, que ce soient des sculptures ou des monnaies, montre qu'il entend se faire honorer comme un héros à l'image d'Héraclès. Par ailleurs, après la mort d'Héphaistion survenue en 324, il envoie une ambassade à l'oracle d'Ammon-Zeus afin de savoir s'il doit honorer son favori d'un culte divin. L'oracle lui a répondu qu'il doit l'honorer comme un héros ; c'est ainsi qu'il demande à Cléomène de Naucratis, le gouverneur de l'Égypte, d'élever à Alexandrie des temples en son honneur. Le culte d'Héphaistion s'est rapidement répandu, y compris dans les cités grecques. À partir de 324, selon certains auteurs antiques, Alexandre aurait voulu être honoré en Grèce comme « Dieu Invaincu », conjointement à l'édit sur le retour des bannis dans les cités. Mais cette décision est tirée d'interprétations tardives. Certes, des cités d'Anatolie, tels Eresós à Lesbos, lui ont rendu des honneurs divins ; mais c'est déjà le cas avec Philippe. Arrien évoque des théores (ambassadeurs religieux) envoyés à Babylone auprès d'Alexandre, mais rien ne prouve en l'état actuel qu'Alexandre ait bien voulu instaurer un culte impérial, sachant par ailleurs que l'idée d'un roi-dieu est sacrilège aux yeux des Perses.
Lorsque Ptolémée prend possession de l'Égypte en 323, il incorpore l'héritage héroïque d'Alexandre à sa propre propagande, davantage encore après s'être proclamé roi d'Égypte en 305 dans le but de soutenir les revendications de sa propre dynastie. Dans ce cadre, Alexandre est élevé du statut de dieu protecteur d'Alexandrie à celui de dieu d'État pour les populations grecque et égyptienne du royaume ptolémaïque. Le culte d'Alexandre reste vivace en Égypte jusqu'à la fin de la période ptolémaïque.

#### Tombeau

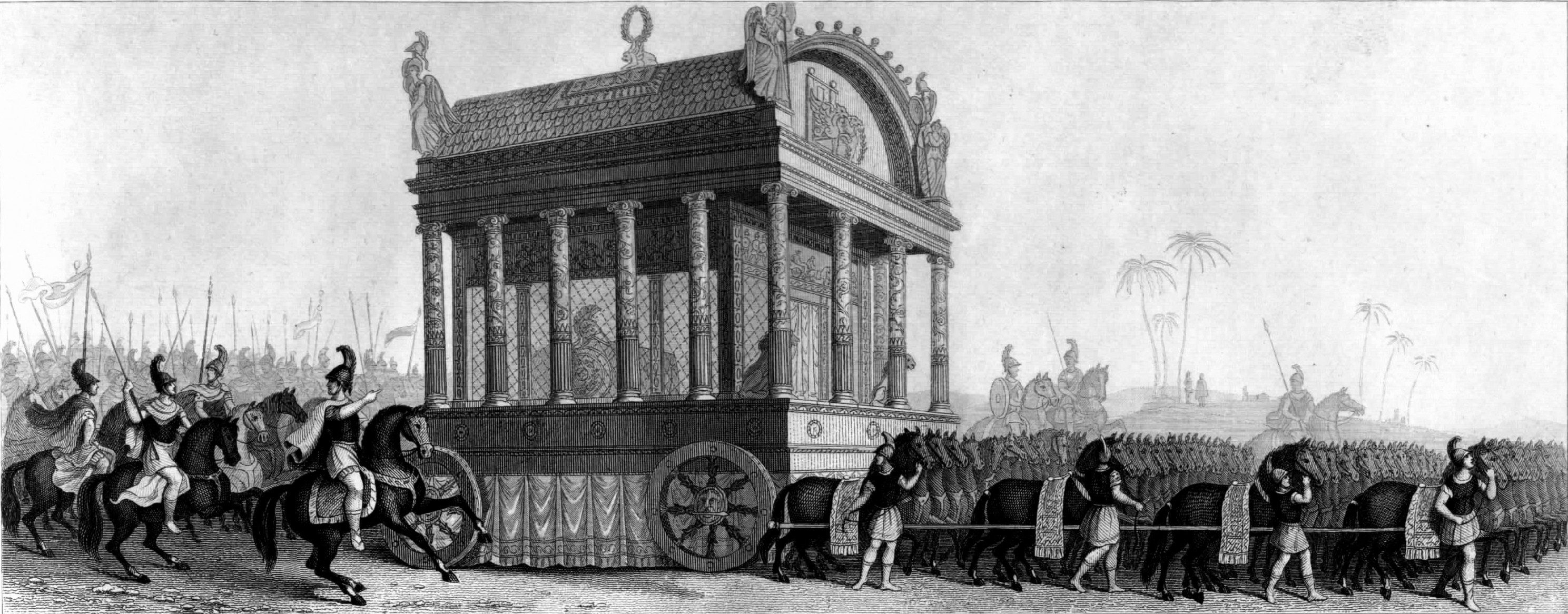
Le cortège funèbre d'Alexandre d'après la description de Diodore de Sicile, illustration du XIXe siècle.

Le corps d'Alexandre, momifié à la manière des Pharaons, et non incinéré comme selon le rite funéraire macédonien, est rapidement devenu un enjeu entre les Diadoques. L'un d'eux, Perdiccas, fidèle à la dynastie argéade, décide dans un premier temps de le rapatrier à Aigai, l'ancienne capitale de Macédoine où reposent les ancêtres du conquérant. Le corps est ainsi placé dans un premier sarcophage anthropoïde en or, enfermé à son tour dans un deuxième cercueil doré, un drap pourpre recouvrant le tout. L'ensemble est disposé sur un char d'apparat surmonté d'un toit que soutient un péristyle ionique. Ptolémée n'hésite pas à attaquer la procession funéraire pour s'approprier le sarcophage et l'exposer à la dévotion à Memphis. Selon le Pseudo-Callisthène, le cadavre est ensuite transporté à Alexandrie vers 280 av. J.-C. dans un coffre de plomb par Ptolémée II. Ce dernier le place à l'intérieur d'un temple, dans un nouveau sarcophage recouvert d'or. Enfin, Ptolémée IV fait construire un mausolée somptueux (le Sôma) dans lequel il expose la dépouille d'Alexandre. Selon Lucain, le monument se dresse sur un tumulus et a la forme d'une tour de marbre surmontée d'un dôme pyramidal. Tout autour sont aménagées de petites chapelles destinées à recevoir les corps des souverains lagides, l'ensemble étant protégé par une enceinte murée délimitant le téménos.
Selon Strabon, dont le témoignage serait le plus fiable puisqu'il a effectué un long séjour à Alexandrie, le monument funéraire se trouve au Ier siècle av. J.-C. dans la basilique près des sépultures lagides. Ptolémée IX aurait fait remplacer en 88 av. J.-C. le cercueil d'or par un cercueil de verre ou d'albâtre translucide, car il avait besoin de fonds pour payer ses troupes.
Le cadavre embaumé demeure dans la basilique d'Alexandrie plusieurs centaines d'années et devient un objet de visite, notamment pour un grand nombre de dirigeants romains. Ainsi, selon Suétone, Auguste aurait visité le tombeau et retiré un instant le corps du sarcophage pour lui mettre avec respect une couronne d'or sur la tête et le couvrir de fleurs. La manipulation aurait malheureusement abîmé le nez du cadavre. Suétone et Dion Cassius rapportent que Caligula aurait porté la cuirasse d'Alexandre,. La dernière visite notable est celle de l'empereur Caracalla en 215. Ce dernier n'hésite pas à s'approprier la tunique, la bague et la ceinture du Macédonien.
Au IVe siècle, le tombeau subit des actes de vandalisme, dont certains menés par des chrétiens. Alexandrie est aussi frappé par plusieurs séismes et par un tsunami en 365. Il est possible que ces événements aient dégradé le monument. L'emplacement du Sôma n'est dès lors plus connu avec précision. Les historiens et archéologues, malgré de nombreuses recherches et hypothèses, ignorent encore de nos jours son emplacement exact.

#### À travers les historiens contemporains

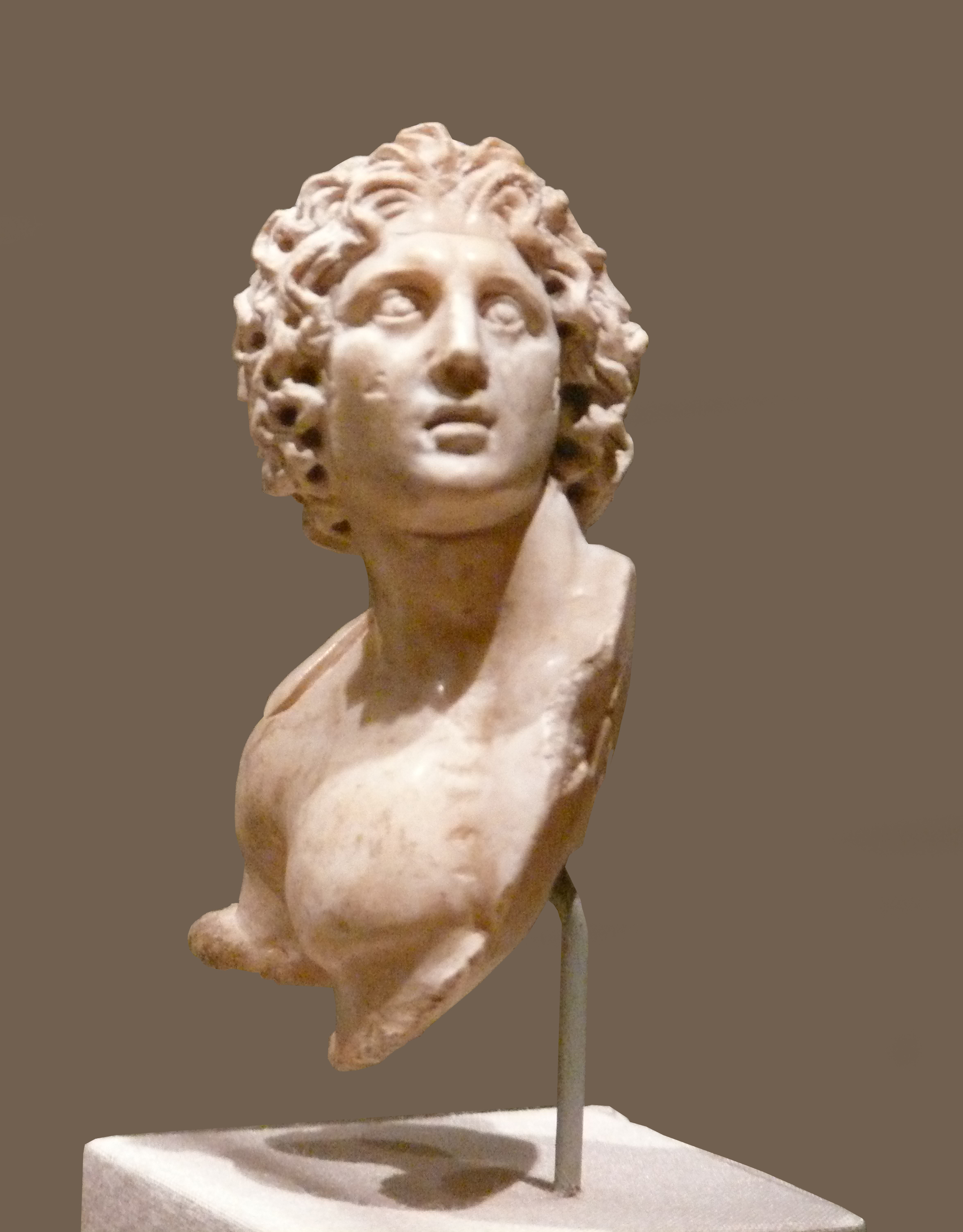
Buste d'Alexandre, Égypte ptolémaïque, vers le

Alexandre a fait en sorte de perpétuer le souvenir de ses hauts faits en s'entourant d'historiographes officiels. Ainsi Callisthène, neveu d'Aristote, rédige un compte-rendu des conquêtes jusque vers 328 av. J.-C., avant de mourir en prison à la suite de la conjuration des pages. Il est chargé d'envoyer des rapports en Macédoine à la fin de chaque campagne, devenant de ce fait le propagandiste en chef d'Alexandre. Son ouvrage semble avoir été largement utilisé dans l'Antiquité bien que son impartialité soit douteuse, au point qu'un Pseudo-Callisthène a rédigé au IIIe siècle une Vie d'Alexandre dont s'inspirera le Roman d'Alexandre. Les écrits des autres Compagnons d'Alexandre qui ont participé à la conquête, dont Ptolémée, Aristobule, Néarque, Onésicrite et Charès, ont tous disparu, ce qui a pu susciter l'apparition de fables et de légendes que des auteurs tardifs ont repris à leur compte.
L'Histoire d'Alexandre rédigée par Clitarque peu de temps après la mort d'Alexandre, aujourd'hui disparue, contient des affabulations et des éléments surnaturels mais ne serait pour autant être dévaluée. Elle est à l'origine de la Vulgate d'Alexandre, une tradition apologétique qu'on retrouve notamment chez Diodore de Sicile (Bibliothèque historique, livre XVII) et Quinte-Curce (Histoire d'Alexandre le Grand).

#### Culte à l'époque hellénistique
En Égypte ptolémaïque, Alexandre bénéficie d'une grande postérité. Pour légitimer leur dynastie, les Ptolémées inventent un Alexandre égyptien de caractère divin par une assimilation à des dieux ou à des héros comme Héraclès. Les citoyens d'Alexandrie vénèrent le tombeau du glorieux fondateur comme un sanctuaire. Le roi et son favori, Héphaistion, sont ainsi l'objet d'un culte héroïque spécifique à Alexandrie. Puis Ptolémée Ier met en place un culte d'État, associant Grecs et indigènes égyptiens, qui honore Alexandre dans toute l'Égypte et qui forme la base du culte royal ptolémaïque à partir de Ptolémée II : Alexandre est vénéré comme un « dieu intégral » à l'instar de celui des divinités olympiennes. Au sein des autres monarchies hellénistiques, séleucide et attalide, Alexandre reçoit un culte officiel au titre de héros tutélaire. Beaucoup de cités nouvellement fondées en Asie lui ont élevé des temples, tandis qu'à Clazomène et à Cyzique des jeux en son honneur sont célébrés.
Alexandrie reste à la source de la légende d'Alexandre tout au long de l'Antiquité. Une Vie d'Alexandre le Grand y est écrite par le Pseudo-Callisthène au IIIe siècle, faisant le récit légendaire de la conquête. L'auteur raconte notamment qu'Alexandre n'est pas le fils de Philippe mais celui du dernier pharaon d'Égypte de la XXXe dynastie, Nectanébo II, parti se réfugier à Pella pour fuir la répression des Achéménides. De cette version du Pseudo-Callisthène dérivent la plupart des Légendes, Vies, Romans, Histoires ou Exploits d'Alexandre qui se multiplient à partir du Ve siècle. Ce récit est notamment repris, et enjolivé, dans des versions postérieures ; une des dernières versions du Roman  est composée en France au XIIe siècle par Alexandre de Bernay. C'est de cette œuvre que provient l'alexandrin, terme forgé au XVe siècle.

#### Dans la Rome antique

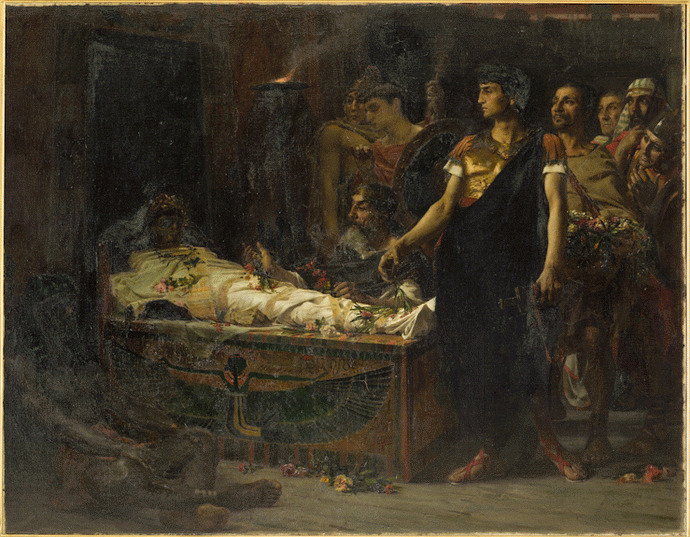
Auguste au tombeau d'Alexandre, Eugène Buland, musée d'Orsay.

Chez les Romains, Alexandre fait figure de modèle pour les généraux et empereurs avides de gloire ou certains gens de lettres. À la fin du IIIe siècle av. J.-C., au moment où les Romains entrent en contact avec le monde hellénistique, Plaute, le plus ancien auteur romain à mentionner Alexandre, fait de lui dans la comédie Mostellaria une figure héroïque. En 146 av. J.-C., Metellus rapporte de Macédoine un groupe du sculpteur Lysippe qui représentant Alexandre au Granique. Au début du Ier siècle av. J.-C. dans la province de Macédoine des pièces de monnaie sont frappées à son effigie.
Dans les derniers temps de la République romaine, la figure d'Alexandre devient encore plus prestigieuse, car à cette époque la culture hellénique connaît un véritable engouement. Ainsi en 63 av. J.-C., Pompée adopte l'épithète « Le Grand » (Magnus) et même la coupe de cheveux de type anastole ; durant son triomphe après sa victoire contre Mithridate VI, il porte la chlamyde d'Alexandre trouvée dans les bagages du roi du Pont. Crassus cherche à imiter Alexandre en marchant en Orient contre les Parthes. Jules César cherche à établir une monarchie universelle à l'imitation du héros macédonien. Avant d'être assassiné, il projette une campagne en Orient contre les Parthes, fasciné par l'épopée d'Alexandre. Suétone rapporte que César, voyant un portrait d'Alexandre dans un temple, se désespère car, à l'âge où Alexandre a soumis le monde, il n'a encore rien fait de mémorable. Marc Antoine, installé à Alexandrie, a pour ambition d'établir une monarchie universelle en Orient et imite Alexandre : il nomme Alexandre Hélios, le fils qu'il a eu avec Cléopâtre et s'habille à manière macédonienne. Afin de s'identifier à celui qui a été vu comme le nouveau Dionysos, il célèbre à Athènes un triomphe où il apparaît en Bacchus. Le géographe Strabon voit en Alexandre un découvreur, un homme infatigable avec une volonté surhumaine, un portrait favorable qui minimise ou ignore volontairement les événements troubles comme la mort de Callisthène ou la traversée du désert de Gédrosie.
À l'époque impériale, Auguste admire lui aussi le conquérant mais sans chercher pour autant à l'imiter. Il dépose une couronne d'or sur le tombeau d'Alexandre et pendant longtemps utilise un sceau à l'effigie d'Alexandre. Il introduit dans le forum de Rome des portraits réalisés par Apelle. Néron admire de manière fanatique Alexandre au point de faire dorer une statue de Lysippe. Il organise une expédition jusqu'aux Portes Caspiennes et lève une légion gratifiée du nom de « phalange d'Alexandre ». Sous les Antonins, la figure d'Alexandre connaît un fort engouement ; c'est à cette époque que deux écrivains de langues grecques, Plutarque et Arrien, remettent à l'honneur l'épopée d'Alexandre. Pour Trajan, Alexandre est un modèle de chef d'État, car il a su instaurer la concorde entre les peuples et qu'il a le sens de l'universel. Il cherche à l'imiter en menant campagne en Asie contre les Parthes. Parvenu à Babylone, il offre un sacrifice en son honneur. Commode fait frapper des monnaies à son effigie et à celle d'Alexandre. Caracalla espère être une réincarnation d'Alexandre ; il forme une phalange armée à la macédonienne et surtout établit en 212 la Constitution antonine qui donne la citoyenneté romaine à tous les hommes libres de l'Empire, car il entend imiter Alexandre qui a su réunir Occidentaux et Orientaux. L'empereur Sévère Alexandre, qui est né en Phénicie dans un temple dédié à Alexandre le jour anniversaire de sa mort, abandonne son nom d'Alexianus pour rendre hommage à celui dont il entend s'inspirer. C'est dans ce contexte de dévotion au conquérant que commence à se diffuser au IVe siècle La Vie et les hauts faits d'Alexandre de Macédoine, communément appelé le Roman d'Alexandre.
Mais chez certains auteurs romains, souvent sous l'influence du néo-stoïcisme, Alexandre symbolise la tyrannie, la colère et la démesure. Cicéron, bien qu'il reconnaissance sa grandeur, fait de lui l'incarnation d'une forme de folie. Sénèque lui reproche l'exécution de Callisthène et le considère comme l'incarnation de l'autocrate sanguinaire, véritable fléau pour les peuples. De la même façon, le poète Lucain, neveu de Sénèque, bien qu'il admire Alexandre en tant que chef de guerre, le critique pour ses excès. Par ailleurs, ses conquêtes sont minorées par Tite-Live car il aurait combattu des adversaires « efféminés » ; l'historien remet en question le génie militaire d'Alexandre qui, selon lui, n'aurait pas su vaincre les légions romaines, comme le montre a posteriori la défaite de Pyrrhus à la tête d'une armée équipée à la macédonienne. Cette digression uchronique doit être prise avec précaution car c'est une critique sous-jacente de Pompée qui s'est réclamé d'Alexandre. Lucien de Samosate dans ses Dialogues des morts met en scène Alexandre le Grand tour à tour avec ses adversaires, son père ou Diogène. D'autres auteurs et moralistes latins, tels Trogue Pompée ou Varron, condamnent les meurtres de Philotas, de Cleitos et de Callisthène. La mort d'Alexandre serait, selon eux, indigne d'un chef d'armée, reprenant à leur compte une citation prêtée à Jules César : « un imperator doit mourir debout ». Enfin Augustin, dans La Cité de Dieu, utilise la figure d'Alexandre pour montrer que sans la justice les royaumes ne sont qu'une grande troupe de brigands.

#### Dans l'Empire byzantin

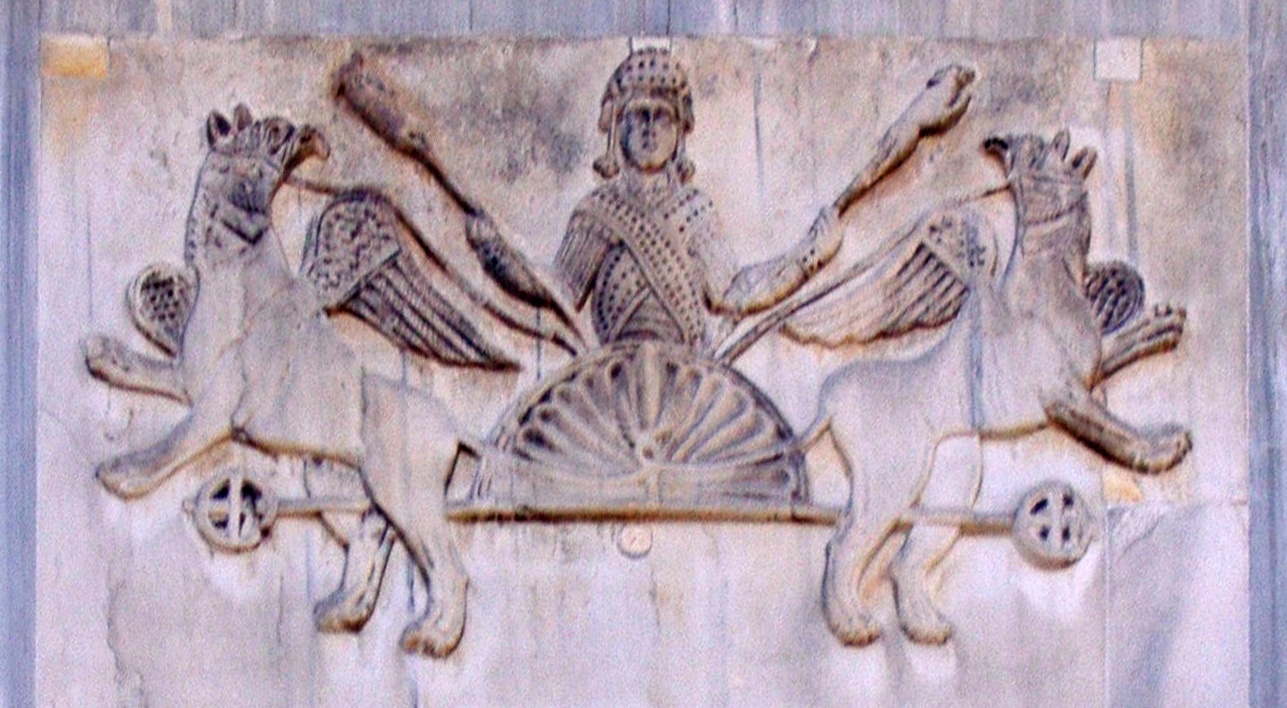
L'« ascension d'Alexandre vers le ciel », basilique Saint-Marc, Venise, XIe siècle, relief provenant de Constantinople.

La tradition populaire byzantine reprend les exploits réels ou mythiques d'Alexandre racontés par le Pseudo-Callisthène au IIIe siècle, dans ce qui deviendra au Moyen Âge le Roman d'Alexandre. Les Byzantins ont transmis un grand nombre de versions du Roman, et presque tous les manuscrits de la tradition grecque proviennent de l'époque byzantine. Le Roman connaît une large diffusion dans tous les milieux sociaux byzantins. Le thème de l'« ascension d'Alexandre au ciel », issu du Roman, est un sujet iconographique très courant au Moyen Âge chrétien en Orient, comme en Occident ; il sert à illustrer le péché d'Orgueil, car Alexandre n'est pas parvenu à atteindre le ciel.
Les chroniqueurs de l'époque byzantine cherchent à christianiser Alexandre pour en faire l'ancêtre des empereurs byzantins. Pour autant l'approche de ces chroniqueurs diverge. Certains cherchent à démystifier les épisodes légendaires, comme Jean Malalas dans sa Chronographie au VIe siècle ou Michel Glycas au XIIe siècle ; d'autres, comme Georges le Moine au IXe siècle ou Jean Zonaras au XIIe siècle, qui se fondent notamment sur Plutarque, ont une approche plus historique. Cette appropriation est encore plus nette à l'époque de la dynastie macédonienne, même si elle est en réalité d'origine arménienne. Alexandre est parfois vêtu en empereur byzantin, comme dans une version du Roman du XIVe siècle probablement d'origine crétoise. Alexandre y est en effet représenté avec le costume et les emblèmes de son contemporain Paléologue. L'apogée de cette appropriation se situe à l'époque de la dynastie des Paléologues (1261-1453), originaire de Macédoine, au moment où se déroule un « éveil national » en Grèce. Ainsi le futur Manuel II déclare pendant le siège de Thessalonique mené par les Turcs (1383-1387) : « la patrie de Philippe et d'Alexandre nous appartient ».
Finalement, Alexandre est l'incarnation de l'idéologie impériale byzantine. Pour les Pères de l'Église, Alexandre est le héros de la Foi ; pour le peuple, les poètes et les rédacteurs des nombreuses versions du Roman, il est un saint martyr du fait d'une mort prématurée et injuste.

#### En Asie

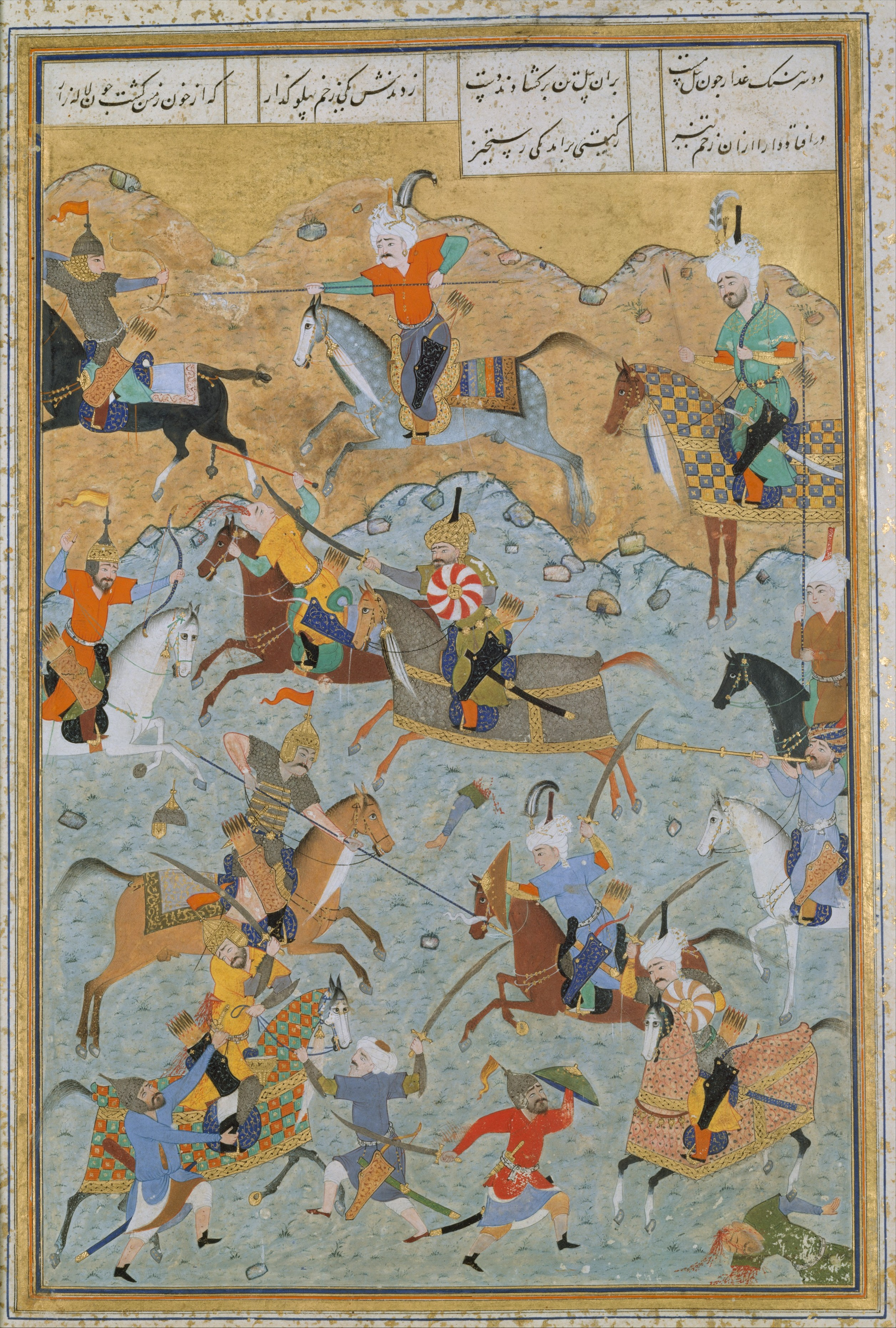
Folio du Livre d'Alexandre issu du Khamsé de Nizami (XVIe siècle), représentant une bataille entre Alexandre et Darius III.

Au Ve siècle la Vie d'Alexandre du Pseudo-Callisthène commence à être traduite dans diverses langues du Proche-Orient, en copte, en éthiopien ancien, en araméen et en syriaque et probablement en arabe du Hedjaz. Le mythe d'Alexandre est transporté par les voies de la religion et du commerce jusque dans l'empire byzantin. L'ouvrage du Pseudo-Callisthène est connu dans les communautés juives qui vivent à La Mecque et Médine à l'époque où naît Mahomet vers 570.
Alexandre, connu sous le nom d'Iskandar ou Iskander, demeure une figure mythique dans les régions qu'il a conquises en Asie centrale. Au XIXe siècle, des officiers britanniques explorant le Badakhchan et le Darvaz signalent que des seigneurs locaux affirment descendre d'Alexandre ; ce recours à Alexandre rappelle que les Gréco-Macédoniens ont fondé des colonies en Asie centrale qui formeront ensuite les royaumes gréco-bactriens. Marco Polo écrit déjà, au XIIIe siècle, que « les rois [du Badakhchan] sont d'une même lignée, descendue du roi Alexandre ». Au XVe siècle, la dynastie timouride, héritière de Tamerlan, utilise Alexandre à des fins de légitimation parmi les lignées féminines. Ce souvenir du passage d'Alexandre en Asie centrale nourrit chez les Occidentaux du XIXe siècle une forme de romantisme : la figure d'Iskandar est le thème central de la nouvelle de Rudyard Kipling, L'Homme qui voulut être roi (1888).
Le souvenir des fondations urbaines d'Iskandar reste encore vivace de nos jours. Les habitants d'Alexandrette en Turquie, de Khorramshahr et d'Hormuz en Iran, de Merv au Turkménistan, de Marguilan en Ouzbékistan, d'Hérat et de Kandahar en Afghanistan, de Ucch et de Karachi au Pakistan entretiennent la légende du roi-fondateur. Son passage est encore aujourd'hui signalé dans les régions bordant l'Amou-Daria à travers des forts, des murs ou des chemins dits d'Iskandar. À Mankialma, près de Taxila au Pakistan, les habitants continuent d'appeler leurs chevaux Bucéphale car ils pensent qu'il a été inhumé sous un tumulus (ou stūpa). Dans la région de Thatta au Pakistan, où la conquête s'est arrêtée, son nom reste célèbre. Même dans la vallée du Gange, qu'il n'a pas parcourue, le folklore local l'évoque encore. Avec la diffusion de l'islam, qui fait d'Alexandre un défenseur de la Foi, sa légende a pénétré jusqu'Indonésie actuelle, à partir du XVe siècle, avec des récits en javanais, en malais et en bugi qui s'inspirent du Roman d'Alexandre. Le personnage a même servi à légitimer les origines de la dynastie des souverains malais. Dans la région de Palembang à Sumatra se trouve même un tombeau dit d'Iskandar.
En hindi et en ourdou, Sikandar, dérivé du persan, désigne un jeune talent en devenir.

#### Dans l'Occident médiéval

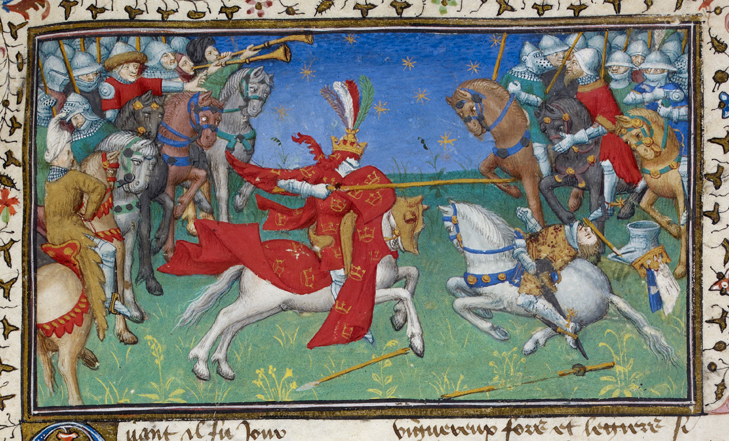
Alexandre désarçonnant Poros, détail d'une miniature du XVe siècle, British Library.

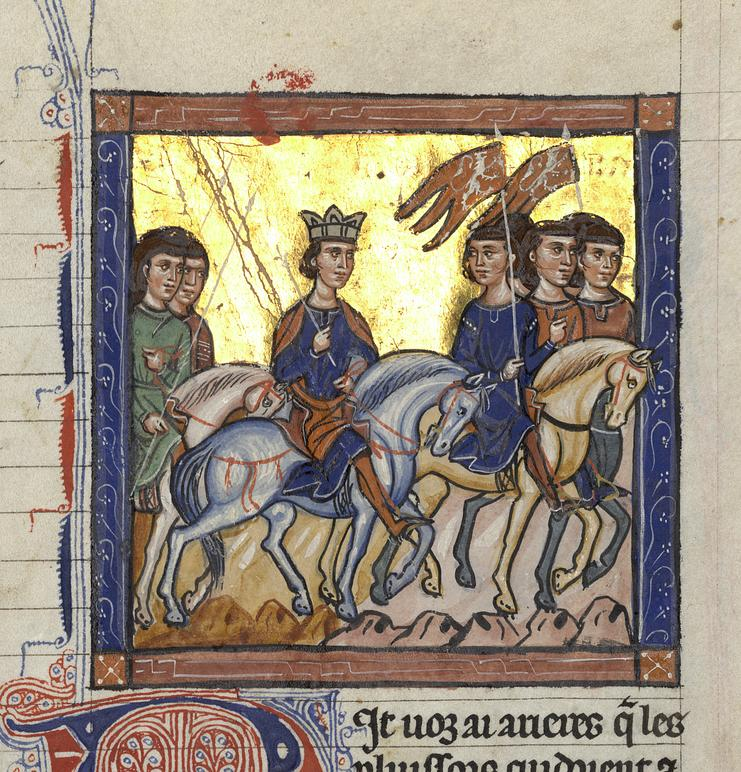
Miniature d’Alexandre et ses compagnons chevauchant (F.166 R), manuscrit de lHistoire ancienne jusqu'à César de Saint-Jean-d’Acre (Ms 562), 1260-1270, conservé à la bibliothèque municipale de Dijon

En Occident au Moyen Âge, dans la continuité du Roman d'Alexandre issu du Pseudo-Callisthène, Alexandre représente un modèle de vertus masculines et princières ainsi que l'idéal du preux chevalier qui mêle savoir et pouvoir. Il est à la fois le guerrier et le sage, plein de « largesse » mais aussi de démesure. À la cour d'Henri II Plantagenêt, duc de Normandie et roi d'Angleterre, Alexandre représente l'idéal chevaleresque et le symbole d’une royauté qui s'affirme face à l’anarchie féodale du royaume de France. À partir du XIIe siècle, au moment des premières croisades, se développe en France, outre la fascination pour l'Orient, la figure mythique d'Alexandre. Il fait partie des Neuf Preux, héros païens, juifs et chrétiens qui incarnent l'idéal chevaleresque au XIVe siècle. Au XVe siècle, il est très populaire à la cour des ducs de Bourgogne, comme en témoigne la dédicace à Philippe le Bon du Livre des conquêtes et faits d'Alexandre de Jean Wauquelin. Avec la traduction de Quinte-Curce en français par Vasque de Lucène pour Charles le Téméraire, la dimension romanesque du personnage commence à faire place au conquérant. À la fin du Moyen Âge, la redécouverte de Plutarque, Diodore et Arrien, avec l'arrivée en Occident de savants byzantins, fait apparaître une image plus « politique » d'Alexandre, prince païen et élève des philosophes, admiré des hommes de la Renaissance. Il devient dès lors le « miroir du prince » et le symbole d'un pouvoir monarchique qui s'impose face à une féodalité déclinante. Dès la fin du XVe siècle, il figure parmi les « rois » dans les jeux de cartes avec David, Jules César et Charlemagne.
Cependant d'autres auteurs médiévaux, surtout des prosateurs, présentent une vision négative d'Alexandre. Dans le Große Seelentrost, écrit en bas allemand au XIVe siècle, Alexandre est vu comme un personnage cupide et cruel dont la soif de conquête le mène à sa perte, car il a franchi les limites fixées à l'homme. Des théologiens allemands, comme Rupert de Deutz au XIVe siècle, et des prédicateurs, comme Bertold de Ratisbonne au XIIIe siècle, font de lui une incarnation de Méphistophélès, l'Orgueil en personne. Dans la Divine Comédie écrite au début du XIVe siècle, Dante évoque Alexandre comme étant un tyran, à l'image de Denys de Syracuse, tandis qu'il est notablement absent de la liste des païens vertueux.

#### À l'époque moderne

Entrée d'Alexandre le Grand dans Babylone, Charles Le Brun, 1665, Musée du Louvre. Alexandre est peint avec les traits de Louis XIV de France.

Jusqu'à la fin du XVIIe siècle, Alexandre reste dans toute l'Europe le modèle du roi-chevalier. Il bénéficie par ailleurs d'une forme de sanctification. Ainsi vers le milieu du XVIe siècle, le pape Paul III, lequel a pour nom de baptême Alexandre Farnèse, fait battre des monnaies à l'effigie d'Alexandre se prosternant devant le Grand prêtre de Jérusalem et fait décorer la Salle Pauline du château Saint-Ange d'œuvres d'art, signées de Marco Pino, inspirées de la vie du Conquérant.
Louis XIV de France témoigne au début de son règne d'une grande admiration envers Alexandre, auquel le Grand Condé se réfère également depuis son éclatante victoire à Rocroi. Le traité des Pyrénées de 1659, qui assure la paix entre la France entre l'Espagne, est vu par les contemporains comme un acte de bienveillance d'un monarque généreux envers les vaincus, à l'image de celui Alexandre envers les Perses ou les Indiens. Jean Racine s'inscrit dans cette célébration officielle avec la tragédie Alexandre le Grand jouée par la troupe de Molière en 1665 au théâtre du Palais-Royal. Louis XIV, inspiré par sa lecture personnelle de Quinte-Curce, commande par ailleurs à Charles Le Brun toute une série de peintures à la gloire du souverain macédonien. Mais, à partir des années 1670, Louis XIV commence à se détacher de la figure d'Alexandre, jugé comme étant prompt à la colère, à la débauche et à la superstition. Il laisse à Condé la comparaison avec Alexandre. Ainsi La Fontaine écrit en 1684 une Comparaison d'Alexandre, de César et de Monsieur le Prince, tandis que Bossuet rédige en 1687 l’Oraison funèbre du Grand Condé qui le met en parallèle avec Alexandre.
Dans son Histoire du commerce, remise à Colbert en 1667 et publiée en 1716, l'érudit et philosophe Pierre-Daniel Huet fait d'Alexandre un bienfaiteur pour l'humanité car il aurait permis une « grande révolution dans les affaires du Commerce », à l'époque le terme « Commerce » désignant aussi bien les échanges économiques et intellectuels que les relations entre les États ou les personnes. L'ouvrage, traduit dans les principales langues européennes, a eu un grand succès au siècle des Lumières. Cette idée de « grande révolution » initiée par Alexandre est reprise ensuite par Montesquieu et Voltaire.
Sous l'occupation ottomane, dans ce qui a été l'empire byzantin, Alexandre sert de référence pour les érudits et les théologiens. Ainsi au XVIe siècle, deux patriarches d'Alexandrie prédisent l'arrivée d'un libérateur, qui, comme Alexandre, va conquérir plusieurs royaumes avant de monter sur le trône de Byzance. Aux XVIIe et XVIIIe siècles, les textes publiés par les Grecs de la diaspora, marchands, érudits ou ecclésiastiques, présentent Alexandre comme celui qui jadis a délivré les Grecs de la tyrannie perse, et il se voit comparer à Pierre le Grand pour avoir mené à l'unification d'un puissant État à la fin du XVIIe siècle.

#### Au temps des Lumières

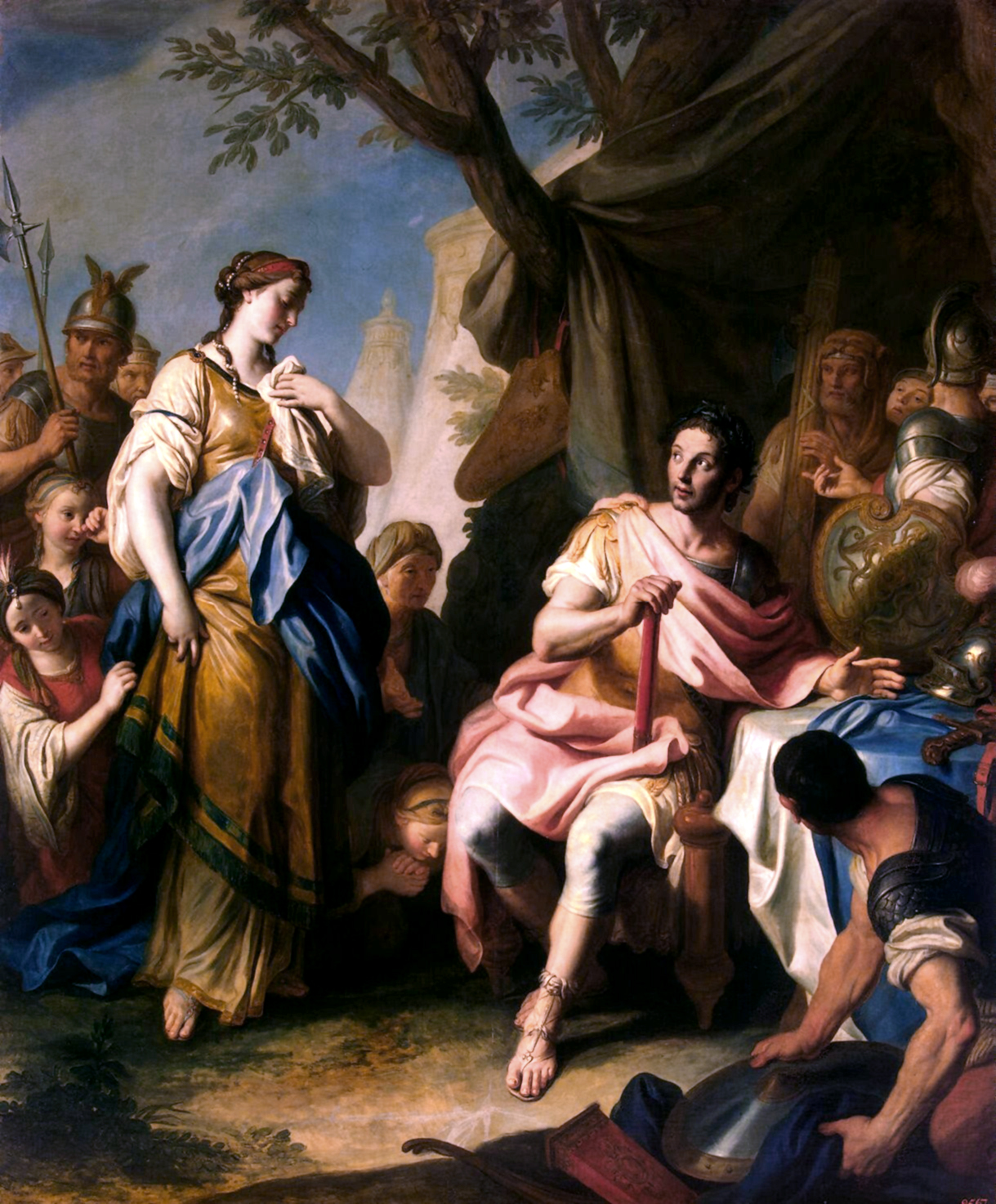
Alexandre le Grand et Roxane, Pietro Antonio Rotari, 1756, musée de l'Ermitage.

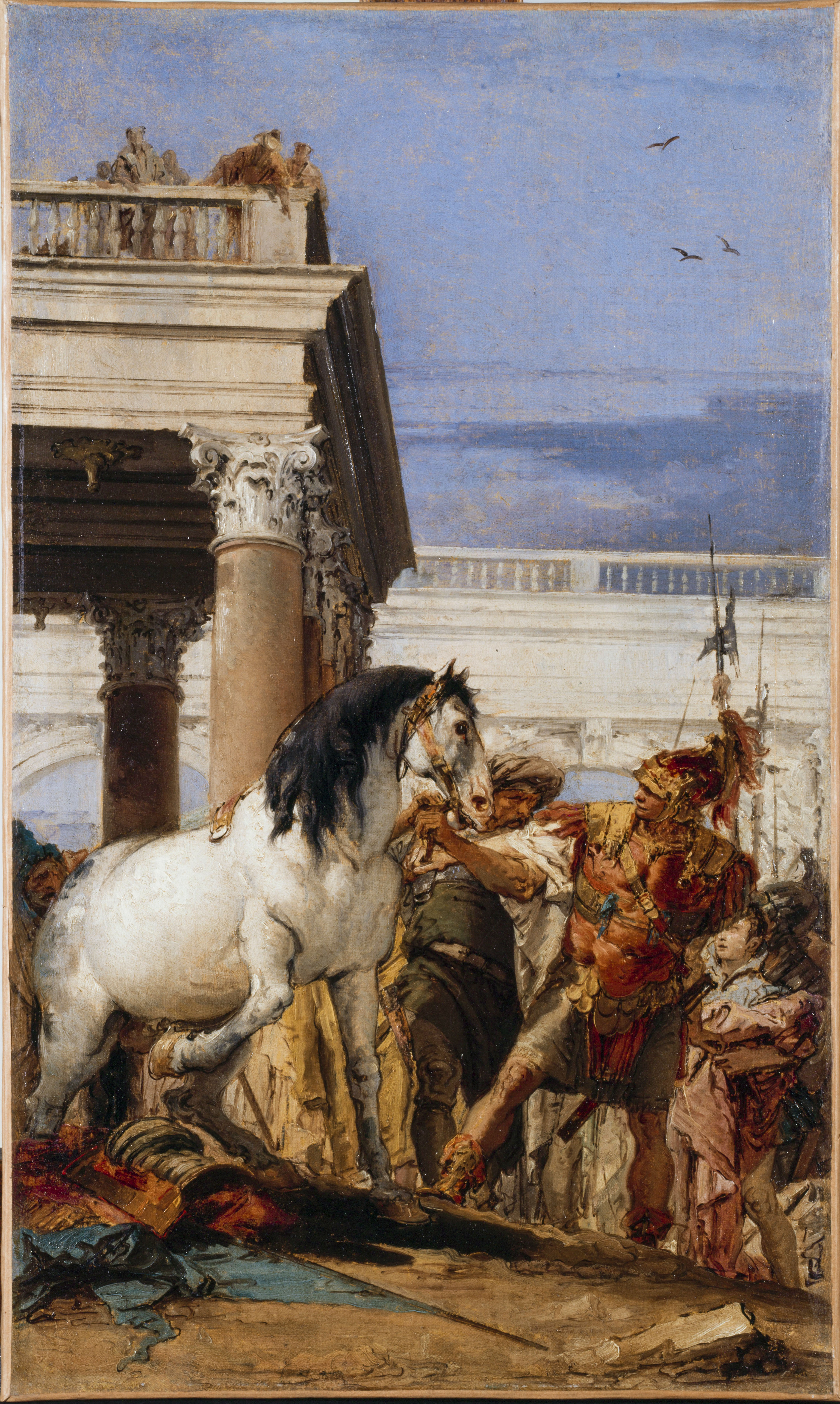
Alexandre et Bucéphale, Giambattista Tiepolo, vers 1757-1760, Petit Palais.

Au siècle des Lumières, Alexandre est considéré comme celui qui a mis fin au « despotisme asiatique » et étendu la civilisation européenne. Montesquieu dans l’Esprit des lois, abandonnant toute perspective morale car il ne s'agit plus de juger de ses vices et de ses vertus, considère que l'épopée du conquérant a changé la face du monde en ouvrant le commerce entre l'Europe et l'Asie, reprenant à son compte les théories de Pierre-Daniel Huet sur la « révolution du commerce ». Pour le philosophe, les conquêtes d'Alexandre, bien que condamnables par leur violence, ont permis d'ouvrir une période de prospérité. Dans les Pensées, il considère la fondation d'Alexandrie comme le « plus grand projet qui ait été conçu ». Alexandre n'est plus seulement un héros combattant, il est aussi le créateur d'un monde pacifié par le commerce, car l'ouverture des routes du commerce amène à l'ouverture des connaissances. Des populations, jusque-là vivant en marge, sont intégrées dans le genre humain grâce à une œuvre civilisatrice. Voltaire, bien que souvent critique envers Montesquieu, est encore plus élogieux envers le « seul grand homme qu'on n'ait jamais vu parmi les conquérants de l'Asie » ; car pour le philosophe le « siècle d'Alexandre » est un des quatre sommets de l'histoire du monde. Il insiste sur la destruction de la menace représentée par les Perses, l'expansion de l'hellénisme par la fondation de cités et de colonies, l'ouverture du commerce par celui qui a « autant de génie que de valeur ».
Cette vision apologétique se retrouve, au moment de l'expansion de la Compagnie britannique des Indes orientales, chez les philosophes anglais et écossais lecteurs de L'Esprit des lois. Dans Recherches historiques sur l'Inde (1790), William Robertson, historiographe royal de l'Écosse et chef de l’église presbytérienne d'Édimbourg, estime que les Anglais doivent s'inspirer d'Alexandre, car il associe conquête militaire, échanges commerciaux et diffusion de la civilisation européenne. Il défend ici ce qu'il présente comme la civilisation la plus heureuse de l'Antiquité et estime qu'Alexandre n'a pas détruit les peuples conquis, mais en a respecté les mœurs et les coutumes. Dans son sillage, John Gillies, son successeur dans la charge d'historiographe royal, fait d'Alexandre l'inspirateur du « plus grand système commercial jamais vu au monde ». À la fin du XVIIIe siècle, la lecture positive des conquêtes d'Alexandre est renforcée par le déclin de l'Empire turc, assimilé à l'Empire perse. Quant aux Grecs, en pleine Renaissance culturelle, ils se réclament volontiers du roi de Macédoine.
Mais dans le même temps, Alexandre est dénoncé par les auteurs hostiles à l'impérialisme européen, tels Charles Rollin dans Histoire ancienne, l'abbé de Mably dans Observations sur les Grecs, Guillaume de Sainte-Croix dans Examen critique des historiens d’Alexandre le Grand et surtout Denis Diderot dans Histoire des deux Indes.
Au XVIIIe siècle, la figure d'Alexandre sert donc de modèle, ou de repoussoir, dans une Europe qui accélère sa politique impérialiste. Ainsi l'histoire d’Alexandre, vue comme l'incarnation des valeurs de l'Occident « dynamique » par opposition à celles de l'Orient « immobile », s'insère dans une réflexion coloniale globale. Finalement, Alexandre est considéré à cette époque comme celui qui a permis une première mondialisation.

#### À l'époque contemporaine
Napoléon Ier a témoigné, durant la deuxième campagne d'Italie en 1800, de son admiration pour Alexandre qui, selon lui, serait supérieur à Jules César dans l'art de la guerre. Il souligne l'importance stratégique du siège de Tyr et le fait qu'Alexandre ait cherché à attirer le gros de l'armée perse à Gaugamèles pour la vaincre complètement. Lors de la campagne d'Égypte, il exhorte ses soldats en rappelant le souvenir d'Alexandre. Pour autant la figure d'Alexandre reste peu présente dans les discours officiels, Napoléon ne cherchant pas à être un « nouvel Alexandre » mais à être honoré pour lui-même. Dans ses Mémoires écrites en 1816 durant son exil à Sainte-Hélène, il montre son admiration pour Alexandre dont les conquêtes sont pour lui le fruit d'un calcul politique. Il écrit qu'Alexandre « est grand guerrier, grand politique, grand législateur » ; mais qu'une fois arrivé à l'apogée de son pouvoir la tête lui a tourné ; ce qui lui fait dire qu'il « avait commencé avec l'âme de Trajan ; il finit avec le cœur de Néron et les mœurs d'Héliogabale ».

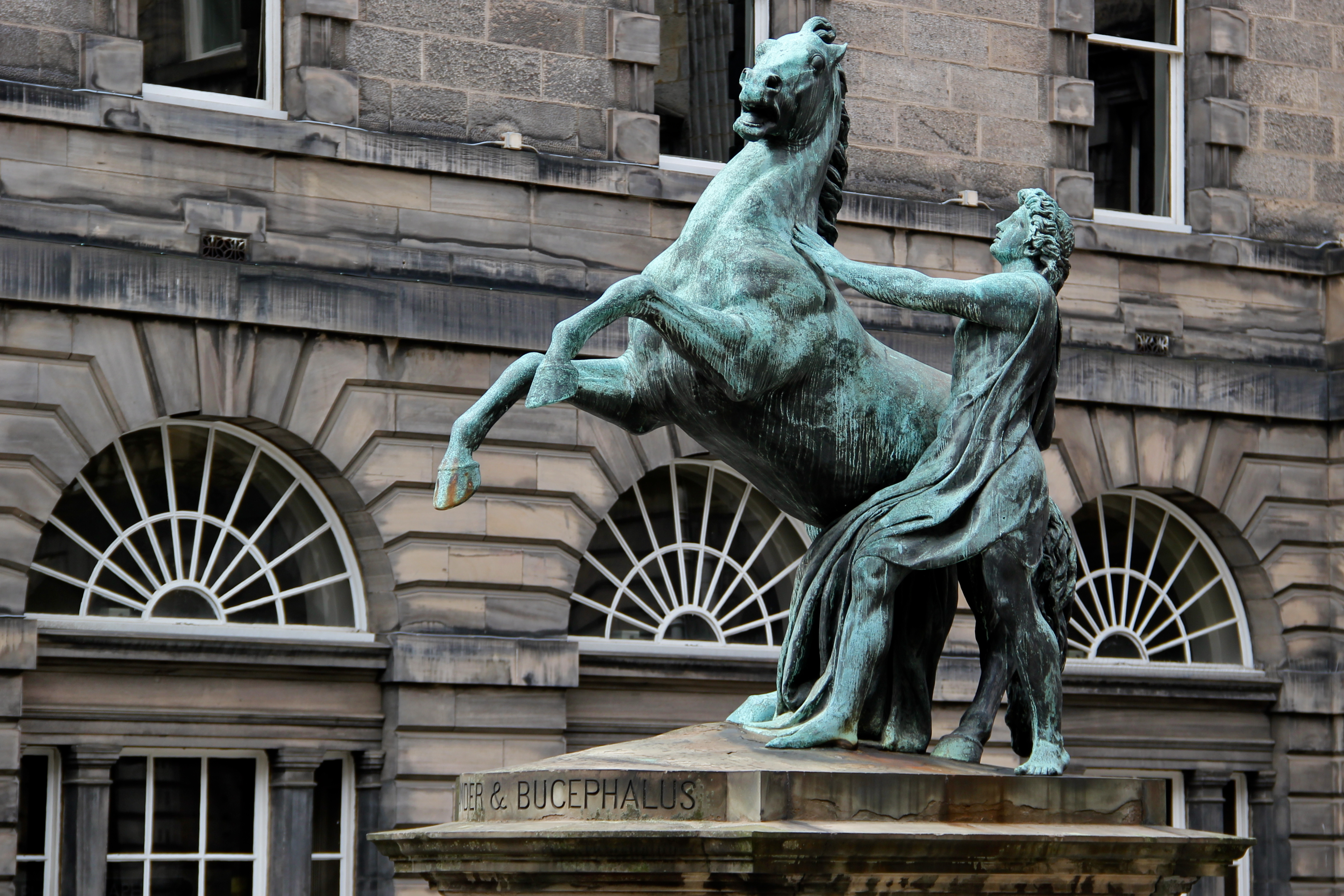
Alexandre et Bucéphale, John Steell, XIXe siècle, Édimbourg.

Au début du XIXe siècle, Alexandre symbolise l'européocentrisme triomphant tout en s'inscrivant dans le courant orientaliste. Ainsi l'historien allemand Barthold Georg Niebuhr estime qu'Alexandre a conquis une Asie « immobile » qui est destinée à être réduite en servitude sous l'autorité des Européens. Dans l'Empire allemand pangermaniste de la fin du XIXe siècle, Alexandre est considéré comme l'unificateur de la cause hellénique et le champion de la race aryenne parvenu à unifier Macédoniens et Perses, des peuples d'origine indo-européenne. En France, il faut attendre le règne de Napoléon III pour que la figure d'Alexandre retrouve une certaine notoriété. Il devient au temps des conquêtes coloniales européennes du XIXe siècle le modèle du conquérant-civilisateur. Pour les promoteurs du Protectorat français au Maroc établi en 1912, il fait figure de modèle car il aurait associé les colonisateurs et les peuples indigènes. L'ethnologue Marcel Griaule affirme qu'Alexandre est le « Colomb de l'Asie antérieure ». Pour l'historien Élias Bikerman, les conquêtes d'Alexandre ont permis d'helléniser les élites indigènes devenues dès lors les premiers défenseurs des valeurs grecques, opérant une comparaison avec le ralliement de Félix Éboué au général de Gaulle dès le 18 juin 1940. Finalement, alors que le processus de décolonisation commence, l'historien René Grousset écrit en 1949, dans Figures de proue. D'Alexandre à Mahomet, que « […] le pays colonisé, après avoir largement profité de l'effort des colonisateurs, se retrouve lui-même avec son âme inchangée. » Aujourd'hui, pour nombre d'historiens modernes, Alexandre n'est plus le « héros européen civilisateur » par excellence. Après la Seconde Guerre mondiale, aux yeux de certains historiens, Alexandre devient le prototype du dictateur, démontrant le poids des idéologies dans les études le concernant.
De nos jours, Alexandre figure en bonne place parmi les personnalités les plus influentes de l'histoire. Il est classé 33e dans The 100 : A Ranking of the Most Influential Persons in History (Michael H. Hart, 1982) et 9e parmi 30 figures historiques dans le classement émis par The Guardian (2014).

#### Alexandre vu par les nazis
Durant l'entre-deux-guerres se construit en Allemagne une représentation d'Alexandre en tant que héros de la race aryenne parvenu à unifier Macédoniens et Perses, deux peuples d'origine indo-européenne. C'est la position de l'historien Helmut Berve qui publie en 1926 Das Alexanderreich auf prosopographischer Grundlage. D'autres historiens proches du nazisme, dont Fritz Schachermeyr, conçoivent Alexandre et la période hellénistique comme un moment de dénordification, un concept créé pour expliquer la chute des civilisations réputées les plus brillantes. Ainsi, le personnage d'Alexandre est ambigu aux yeux du national-socialisme : d'une part, la célébration du conquérant nordique, de l'autre l'aspirant à la monarchie universelle, ayant encouragé la mixité raciale. Perçu comme un Indogermain, il aurait subordonné l'ensemble de sa politique à l'édification d'un empire universel, faisant du « sang » aryen, grec et macédonien, un matériau d'égale valeur que le « sang » perse, alors que son père Philippe II aurait su lui préserver la race aryenne au sein du royaume de Macédoine.
Alfred Rosenberg propose une approche plus nuancée. À ses yeux, Alexandre aurait souhaité, non la fusion des peuples, mais celle des élites perses et grecques, parentes d'un point de vue racial. Le principal reproche qu'il fait à l'égard d'Alexandre est l'absence de pérennité de son œuvre, car les monarques hellénistiques n'ont pas été en mesure de préserver la domination perso-macédonienne, ainsi que l'hégémonie raciale permise par cette alliance. Pour d'autres nazis, la période inaugurée par Alexandre serait une période d' « abâtardissement racial » : les Diadoques et leurs héritiers, les Épigones, règnent en réalité non sur un monde nordique, mais sur un monde sur lequel a été déposée une fine couche nordique, cette fine couche nordique masquant l'« infiltration », dans les rangs macédoniens, d'éléments sémitiques issus du monde méditerranéen. Si les Grecs ont été en mesure d'accomplir de grandes choses, dans le domaine des arts notamment, c'est surtout parce que le processus de subversion raciale par les populations sémitiques et arméniennes n'est pas encore arrivé à son terme selon eux.

#### En Grèce contemporaine

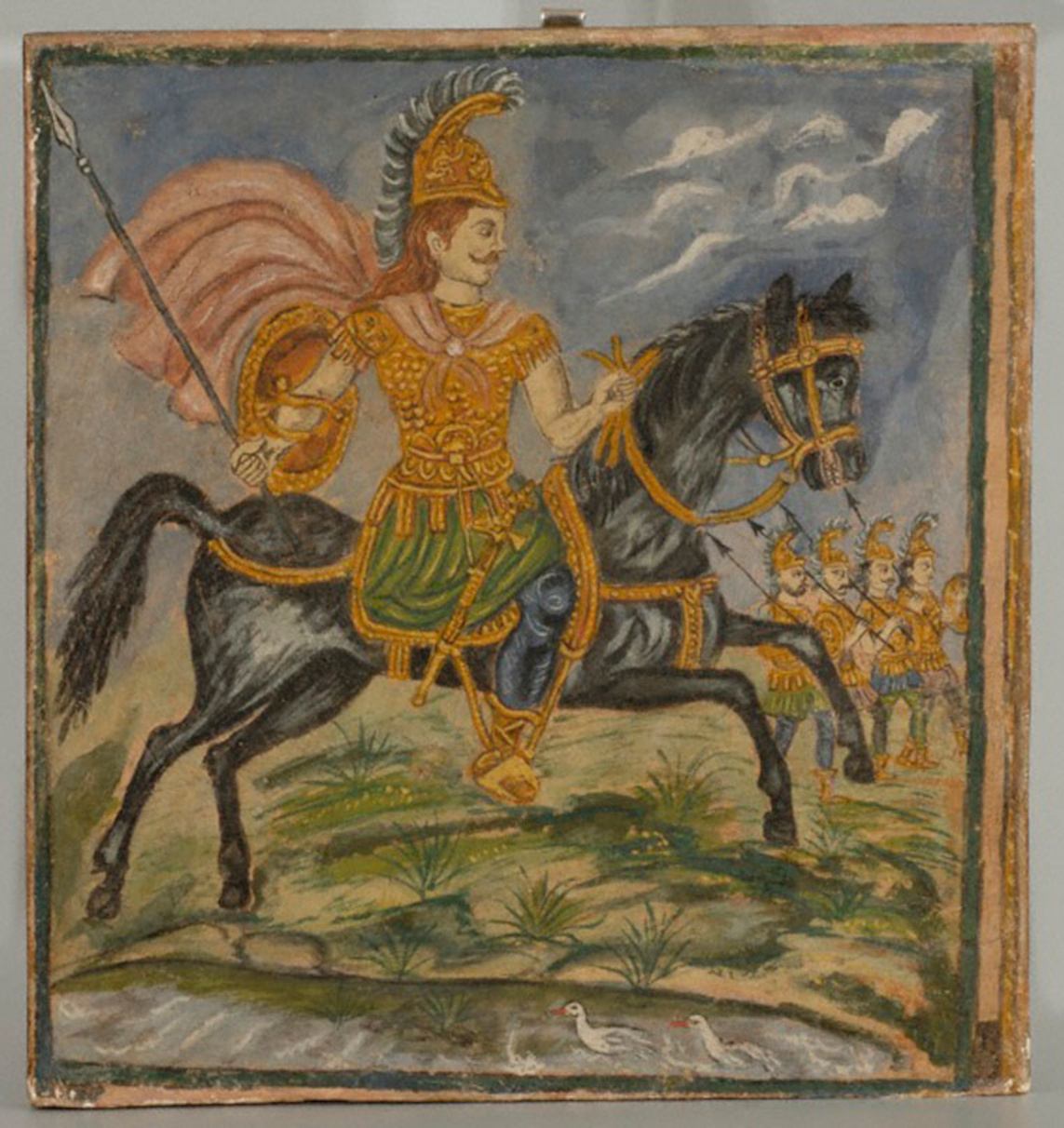
Fresque représentant Alexandre, Theophilos Hatzimichail, 1900, musée national historique d'Athènes.

Durant l'occupation ottomane, les Grecs lisent et étudient toujours le Roman d'Alexandre, et plus encore au moment de la guerre d'indépendance (1821-1829). L'épopée d'Alexandre serait l'exemple à suivre pour se libérer de l'hégémonie turque, les Turcs étant associés aux Perses. Le Roman connaît une adaptation populaire écrite en langue simple. Du simple soldat au chef de guerre, les Grecs témoignent de leur admiration pour les exploits, réels ou mythiques, du conquérant. Ainsi Constantin Kanaris, un des chefs de la révolution grecque, lit régulièrement le Roman. Après l'indépendance et jusqu'au milieu du XXe siècle, des savants font du Roman un symbole de la culture grecque. En 1961, Constantin Dimaras, professeur à la Sorbonne, écrit que tout jeune Grec doit avoir lu le Roman avant d'étudier les grandes œuvres de la littérature grecque et étrangère. Les liens entre Alexandre et Aristote, par la transmission de maître à disciple puis par l'échange épistolaire, servent de référence pour l'éducation, même si le récit montre que le disciple peut dépasser le maître. Le Roman reste en Grèce une lecture populaire jusqu'au XXIe siècle et inspire encore de nos jours la littérature et l'iconographie populaire.
Alexandre reste un sujet d'étude privilégié par les historiens grecs contemporains. Les fouilles archéologiques entreprises à Aigai, Pella et Amphipolis ont renouvelé l'intérêt pour l'histoire de la Macédoine antique. En outre les sources littéraires, dont la Bibliothèque historique de Diodore de Sicile, l'Anabase d'Arrien et la Vie d'Alexandre de Plutarque, ont bénéficié de rééditions en grec moderne.
Depuis les années 1990, la figure d'Alexandre est un enjeu du conflit entre la Grèce et la Macédoine du Nord. Pour les Grecs, le terme de « Macédoine » leur appartient, puisque les Macédoniens antiques sont des Grecs et que les Slaves ne sont arrivés dans la région qu'au VIIe siècle. En 2008, le conflit est ravivé par l'érection à Skopje d'une statue équestre d'Alexandre reproduisant une sculpture de Lysippe. Dans le contexte des négociations qui ont prévalu au changement de nom de la Macédoine en 2018, le chef du gouvernement de la république de Macédoine, Zoran Zaev, a annoncé le changement de nom des lieux portant le nom d'Alexandre, tels que l'aéroport Alexandre-le-Grand à Skopje.

### À travers les religions

#### Dans le judéo-christianisme

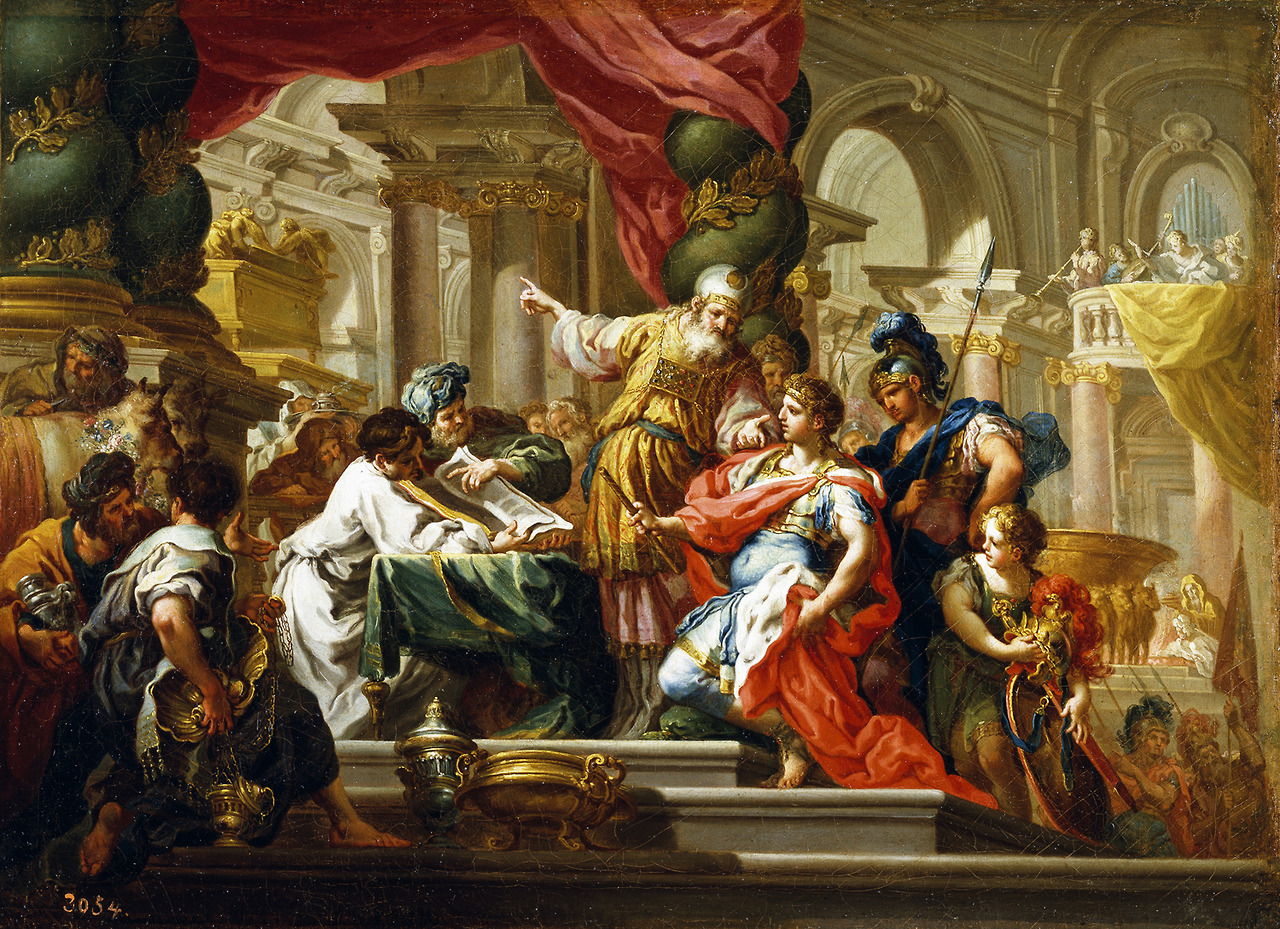
Alexandre le Grand dans le Temple de Jérusalem, Sebastiano Conca, vers 1736.

Alexandre bénéficie dans le judaïsme d'une réputation favorable, une légende provenant du Roman d'Alexandre au XIIe siècle dit qu'il se serait même converti au judaïsme. En effet au Ier siècle av. J.-C. s'est construit parmi les Juifs hellénisés une vision apologétique d'Alexandre qui serait allé honorer le Grand prêtre de Jérusalem. Cependant d'après les sources antiques, dont Arrien, Alexandre a traversé après la prise de Tyr en 332 av. J.-C. la « Syrie palestinienne » pour atteindre Gaza, sans avoir séjourné à Jérusalem ; de même qu'à son retour d'Égypte en 331 il emprunte la route de Péluse à Tyr sans que ne soit mentionné Jérusalem.
Dans le Livre de Daniel, ouvrage le plus récent de l’Ancien Testament composé au IIe siècle av. J.-C. qui annonce des prophéties, Alexandre est évoqué au titre du roi grec qui soumettra les Perses et les Mèdes et mourra à l'apogée de sa puissance. Il y est associé péjorativement à un bouc et à une bête aux dents de fer. Dans le Premier livre des Maccabées, rédigé vers 130 av. J.-C, Alexandre est mentionné dans l'introduction du livre comme celui qui a étendu l'influence grecque dans la Terre d'Israël. Alexandre y est vu de manière hostile du fait de ses conquêtes et de son orgueil. Le livre condamne encore plus violemment le roi séleucide Antiochos IV coupable d'avoir profané le Temple. La vision des Juifs envers les souverains grecs change sous le règne d'Alexandre Balas qui s'assure le soutien de Jonathan en le désignant Grand prêtre de Jérusalem en 152 av. J.-C. puis gouverneur de Judée. Les Juifs sont aussi reconnaissants envers Alexandre d'avoir permis leur installation à Alexandrie où est traduite en grec la Bible hébraïque vers 270-250 av. J.-C.. Flavius Josèphe écrit au début du Ier siècle av. J.-C. que le Livre de Daniel a été montré à Alexandre lors de son entrée à Jérusalem. Surtout, il écrit qu'Alexandre s'est prosterné devant le Grand prêtre de Jérusalem Jaddus, qu'il a accompli un sacrifice dans le Temple et confirmé aux Juifs leurs privilèges, bien qu'il n'adhère pas à la religion du Dieu unique,. Une variante du Roman d'Alexandre, rédigée à Alexandrie probablement par un Juif hellénisé influencé par la gnose et le christianisme, reprend l'épisode de la rencontre avec le Grand prêtre à la fin du deuxième livre en ajoutant qu'Alexandre a reconnu Yahweh comme le Dieu unique sous le nom de Sabaoth et qu'il a abandonné les cultes païens. Il disposerait d'une « armée hors de la nature humaine » au service du Bien. Ces épisodes légendaires sont ensuite repris par toutes les versions du Roman d'Alexandre qu'elles soient hébraïques, latines ou byzantines. Un récit du Ve siècle d'origine talmudique, Le voyage au Paradis, reprend cette tradition qui fait d'Alexandre un défenseur du judaïsme. En effet selon le Talmud, Alexandre voit en rêve chaque veille de bataille le visage du Grand prêtre et sait dès lors comment la gagner. Alexandre est aussi présent dans l'Haggadah qui désigne la partie non juridique des textes rabbiniques classiques. La version en syriaque du Roman d'Alexandre, composée par Jacques de Saroug au début du VIe siècle, décrit Alexandre comme l'idéal du conquérant chrétien qui prie « le seul vrai Dieu ».
Cette tradition favorable chez les Juifs hellénisés d'Alexandrie est reprise par les clercs médiévaux à partir du Xe siècle, dont Léon de Naples qui traduit en latin le Roman d'Alexandre sous le titre de Historia de proeliis Alexandri Magni (ou Histoire des batailles d'Alexandre). Cette version, plusieurs fois augmentée, sert de base au Roman d'Alexandre à proprement parler, composé par Alexandre de Bernay entre 1180 et 1190, qui fait d'Alexandre, quoique païen, un héros à l'époque médiévale.

#### Dans le zoroastrisme
Une tradition chez les zoroastriens évoque une « persécution religieuse » dirigée par Alexandre qui aurait fait tuer des mages et ordonner la destruction du livre sacré du zoroastrisme, l’Avesta. Mais cette affirmation semble s'inscrire dans une « légende noire », sachant qu'elle ne figure pas dans les sources directes. Alexandre est ainsi mentionné dans l'ouvrage zoroastrien, Le Vrai livre de la Loi (ou Arda Viraf Nâmak), écrit en Pehlevi (ou moyen-perse) à partir de l'époque sassanide (VIe siècle). Il y est décrit comme « le génie du mal, le damné, le maudit Iskander » en raison de sa conquête de l'empire achéménide et de l'incendie des palais de Persépolis qui abritent alors les textes sacrés du zoroastrisme. En 1470, l'historien perse Mirkhond dans le Jardin de la pureté (ou Rauzât-us-safâ) lui reproche d'avoir brûlé le livre de Zoroastre et mis à mort les mages.
Avec l'introduction de l'islam en Iran en 652, la perception d'Alexandre change car les premiers musulmans, dans la continuité du judéo-christianisme, éprouvent de la sympathie pour lui.

#### Dans l'islam

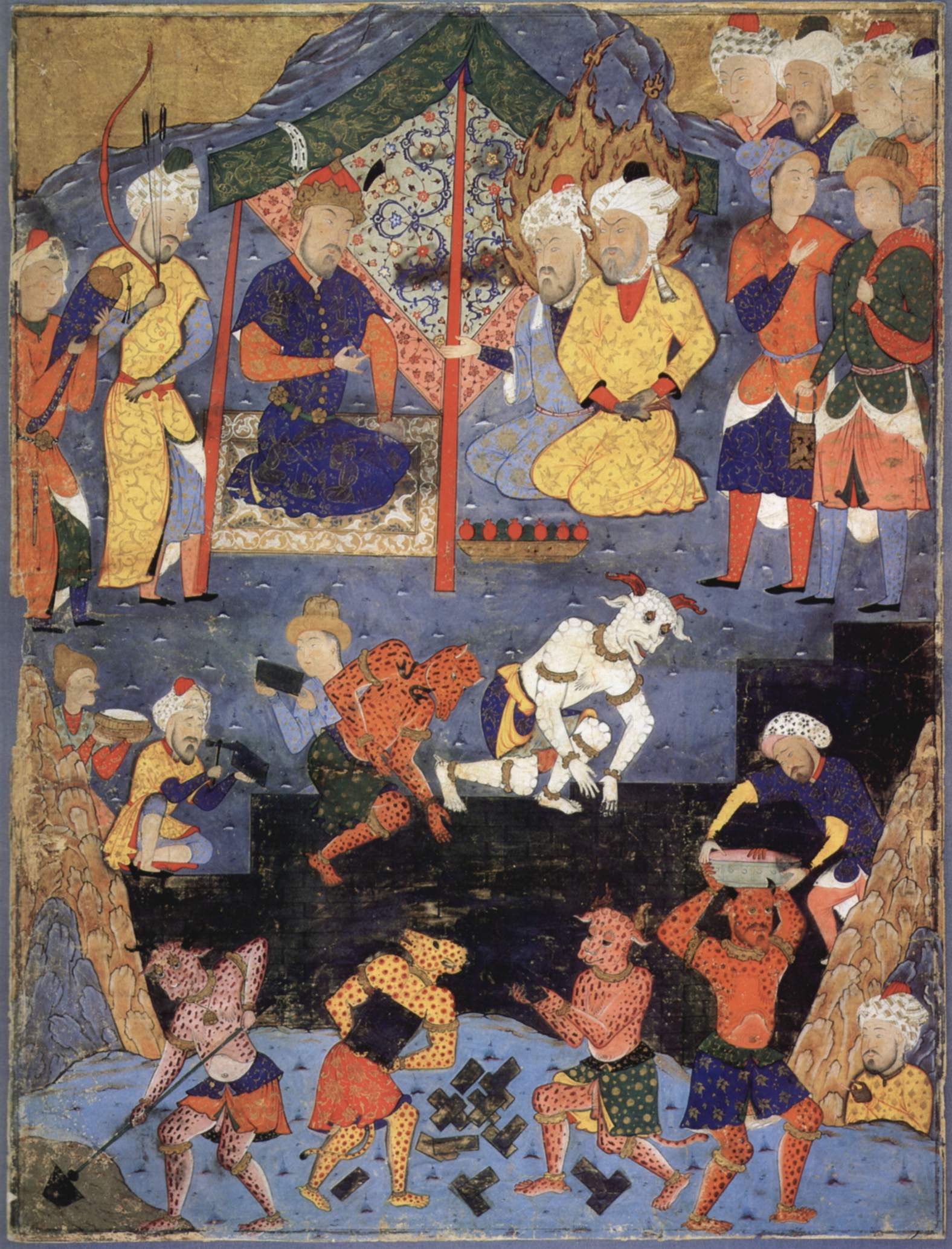
Dhû-l-Qarnayn construisant un mur contre Gog et Magog, folio du Falnama, un livre de prophétie perse, XVIe siècle.

Une tradition historique rapproche Alexandre de Dhû-l-Qarnayn (« Celui qui a deux cornes » ou « Celui de deux époques »), cité dans le Coran dans la sourate 18, la caverne, composée de seize versets. Il y est dit que Dhû-l-Qarnayn a édifié un mur d'airain pour se prémunir des attaques des Gog et des Magog, c'est-à-dire ici les Scythes et les Amazones. Les historiens et les exégètes qui soutiennent que Dhû-l-Qarnayn est Alexandre fondent leur argumentation sur la version syriaque, composée au VIe siècle, du Roman d'Alexandre du Pseudo-Callisthène dans laquelle il est écrit qu'Alexandre a fait construire un mur afin de contenir les peuples barbares. Alexandre est réputé avoir fait ériger une muraille dans le nord de l'Iran actuel (antique pays de Gorgan) appelée de nos jours la « digue d'Alexandre » (ou Sadd-e-Iskander), même si cette muraille date plutôt de la période sassanide.
Le « Bicornu » serait une allusion aux cornes de bouc de Zeus Ammon portées par Alexandre sur des monnaies du IVe siècle av. J.-C.. Ces pièces ont circulé dans tout l'Orient et servi de modèle aux monnaies arabes. L'historien perse Tabari a donné au Xe siècle une autre explication quant à l'origine de la relation aux cornes. Selon lui Alexandre est appelé Dhû-l-Qarnayn car il est allé d'un bout à l'autre du monde ; le mot Qarn signifie « corne » et les extrémités du monde sont appelées « cornes ». Cette thèse n'est cependant pas étayée outre mesure.
Finalement selon cette tradition, Alexandre n'est pas représenté dans le Coran comme un personnage historique, un grand conquérant ou un prophète, mais plutôt comme un messager divin, un archange comme Gabriel ou Michel, et un roi justicier défenseur de la Foi.
Toutefois, plusieurs théologiens et historiens musulmans, dont As-Suhayliy (XIIIe siècle), Ibn Taymiyya (XIVe siècle) et Al-Maqrîziy (XVe siècle), réfutent l'idée selon laquelle Dhû-l-Qarnayn serait Alexandre, et font remonter le personnage coranique à l'époque d'Ibrahim (Abraham). Des érudits islamiques contemporains, dont le théologien Mohammad Ali Tabatabaei dans Tafsir Al-Mizan, penchent pour l'identifier au roi achéménide Cyrus le Grand.
Al-Iskandar Dhû-l-Qarnayn est mentionné dans des passages des Mille et Une Nuits ainsi que dans l'Iskandar Nâmeh du poète persan Nizami. Le nom d'Idris, cité dans le Coran, serait quant à lui une déformation d'Andréas, le cuisinier d'Alexandre dans le Roman d'Alexandre.

### Dans l'art
Alexandre a été le sujet de très nombreuses œuvres d'art de l'Antiquité jusqu'à nos jours. La plupart des œuvres contemporaines ou originales ont disparu, même si de nombreuses copies ont été réalisées à l'époque romaine, particulièrement dans le domaine de la sculpture. Au Moyen Âge, dans la lignée du Roman d'Alexandre, l'épopée d'Alexandre s'incarne dans de nombreuses publications littéraires pour devenir l'un des mythes les plus diffusés dans le temps et dans l'espace. À l'époque moderne, Alexandre est un thème privilégié dans la peinture. De nos jours, il fait partie de la culture populaire en tant que sujet de romans historiques, de chansons ou de jeux vidéo.